# المسيحية في مصر
تُشكل المسيحية في مصر ثاني أكثر الديانات انتشاراً بين السكان بعد الإسلام، ويُشكل أتباعها حوالي 10% من سكان مصر وفقاً لتقديرات مختلفة. وغالبًا ما يلقب المسيحيون المصريون بالأقباط، الذين طوروا هويَّة عرقيَّة مميزة، وينتمي أكثر من 95% من المسيحيين المصريين إلى الكنيسة القبطية الأرثوذكسية، وهي من الكنائس الأرثوذكسية المشرقية، وهي أكبر طائفة مسيحية في الشرق الأوسط. وتحتل الكنيسة القبطية الأرثوذكسية مكانة هامة في المجتمع المصري باعتبارها كنيسة وطنية مصريَّة،  فقد تأسست في القرن الأول على يد مرقس الرسول. وأصبح لمدرسة الإسكندرية اللاهوتية لاحقاً شأنٌ هامٌ في تاريخ المسيحية ولعبت دوراً هاماً في تطوير الفلسفة وعلم اللاهوت المسيحي، وخرج منها كوكبة من رجال الدين والفقهاء المسيحيين.
تشكل مصر أكبر تجمّع مسيحي داخل الشرق الأوسط وشمال أفريقيا وإحدى أكبر التجمعات المسيحية في العالم الإسلامي. كانت مصر في طليعة البُلدان الشرقيَّة التي تسرَّبت إليها المسيحيَّة في القرن الأوَّل الميلادي، وانتشرت تدريجيًّا في جميع أنحاء البلاد في القرن الثاني، وقد كانت الإسكندرية مركزًا هامًا خلال العصور الأولى للمسيحية. وتاريخُ المسيحيَّةِ في مصر يبدأ بِهجرة العائلة المُقدَّسة إليها هربًا من ظُلم هيرودس الأوَّل ملك اليهوديَّة حسب الإنجيل، وبعدها بِسنوات أقبل بعض الرسل إلى مصر داعين الناس إلى ترك عبادة الأوثان وعبادة الله، وأقبل الرسول مرقس، فأنشأ الكنيسة المرقسيَّة في الإسكندريَّة، التي انتقلت إليها زعامة المسيحيَّة لاحقًا، وفيها كتب إنجيله.
استمرَّت مصر في ظل العُهود الإسلاميَّة المُتتالية إحدى أبرز وأهم معاقل المسيحيَّة الأرثوذكسيَّة في العالم لِاحتضانها الكُرسي البابوي القبطي الأرثوذكسي. وقد استُهدف مسيحيو مصر عبر التاريخ، حيث عانوا من الاضطهاد الديني في عصور مختلفة. ويتمتع مسيحيو مصر بمستوى تعليمي أعلى نسبياً، وبمؤشر ثروة أعلى نسبياً، وتمثيل أقوى في وظائف ذوي الياقات البيضاء بالمقارنة مع مجمل السكان، ولكن بتمثيل محدود في الأجهزة الأمنية. لعب مسيحيو مصر دوراً مركزياً في النهضة العربية وتحديث مصر والوطن العربي ككل،  وساهموا في «الحياة الاجتماعية والسياسية والنقاشات الرئيسيَّة مثل الوحدة العربية، والحكم الرشيد، وإصلاح التعليم، والديمقراطية»، وازدهروا في الأعمال التجاريَّة. وينتشر المسيحيون جغرافيًا في جميع ربوع مصر وإن كان هناك بعض الكثافة العددية في بعض مناطق الصعيد كأسيوط والمنيا، وبعض أحياء الإسكندرية والقاهرة، مثل حي شبرا الذي يضم واحدًا من أكبر التجمعات المسيحية في مدينة القاهرة.

## تاريخ

### العصور المسيحية المبكرة

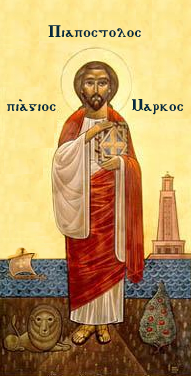
أيقونة قبطية تظهر القديس مرقس، البابا الأول للإسكندرية ومؤسس الكنيسة القبطية.

بحسب التقاليد الكنسية المتوارثة فإن القديس مرقس هو مؤسس الكنيسة القبطية ولذلك تسمى «الكنيسة المرقسية». القديس مرقس هو أحد الرسل السبعين الذين اختارهم يسوع وأطلقهم لنقل البشارة. وقد ورد ذكره في سفر أعمال الرسل كأحد مرافقي القديس بولس في أنطاكية وقبرص، وأحد أتباع القديس بطرس وتلامذته، ومن ثم هو أيضًا كاتب الإنجيل الثاني في العهد الجديد والمنسوب لشخصه عن ذكريات نقلها إليه بطرس. أصل القديس مرقس غير معروف، وإن كانت بعض التقاليد وبعض كتابات آباء الكنيسة تعيده إلى مدينة برقة في ليبيا. وصل القديس مرقس إلى الإسكندرية حسب ما يتفق عليه المؤرخون الأقباط حوالي عام 61 ويرجع البعض الآخر ذلك لعام 55، قادمًا من ليبيا حيث بشّر هناك أولاً بعد أن عاد من روما على ما يذكر ساويرس بن المقفع في كتابه «تاريخ البطاركة». وفيها كانت أولى أعماله اجتراح أعجوبة شفاء إنيانوس الذي كان يعمل إسكافيًا، ومن ثم اعتنق إنيانوس المسيحية وغدا أسقفًا ومن ثم البابا الثاني في الإسكندرية. وفق معتقدات الكنيسة القبطية الأرثوذكسية فإن عجائب القديس مرقس قد تعددت، ما ساهم في انتشار المسيحية في المدينة، ومن ثم حوّل إحدى المنازل لأول كنيسة فيها، عرفت فيما بعد باسم بوكاليّا، على ما ذكر المؤرخ يوسابيوس. وأقام أيضًا مدرسة لاهوتية صغيرة كان القديس يسطس أول مدرسيها، وهو غدا يسطس فيما بعد بابا للإسكندرية، وينسب للقديس مرقس في الإسكندرية أيضًا القدّاس المعروف باسم «القدّاس الكيرلسي» الذي لا يزال معمولاً به إلى اليوم.
تنقل التقاليد الكنسيّة، أن القديس مرقس غادر الإسكندرية في رحلة تبشيرية إلى ليبيا وروما من جديد، ومن ثم عاد إليها وقد نما وتكاثر عدد المسيحيين فيها، ما أثار احتكاكات مع الوثنيين وأتباع الأديان الأخرى؛ تزامن ذلك مع حقبة من اضطهاد المسيحيين على يد الإمبراطورية الرومانية بدأت في روما نفسها على يد نيرون، وقد استمرّ الاضطهاد مستمرًا في مختلف أصقاع الإمبراطورية ردحًا طويلاً، كان أحد ضحاياه عام 68 القديس مرقس نفسه. طريقة موت القديس مرقس، حسب التقاليد القديمة للكنيسة القبطية والكنائس المصريّة بشكل عام، هي السحل.
استنادًا إلى وصف ابن المقفّع، صاحب النمو المطرد للمسيحيين في الإسكندرية وضواحيها أواخر القرن الأول، مع اضطهاد روماني، فإثر وفاة هذا البابا عام 93 لم ينتخب خلفه حتى عام 95 بسبب الاضطهادات وملاحقة المسيحيين، الأمر الذي استتبع في عهد رابع البطاركة كردونوس والمعروف باسم اضطهاد تراجان والذي بدأ عام 98 وكان من نتائجه قتل البطريرك نفسه عام 106. وعلى الرغم من ذلك فقد توافق الأساقفة على بطريرك جديد، ما يدلّ، أنه وعلى الرغم من الاضطهاد الذي لحق بالمسيحيين بعض نصف قرن تقريبًا على تواجدهم في الإسكندرية، إلا أن أساس كنيستهم كان من القوّة بحيث لم ينقرض أو يباد باختلاف أنواع الاضطهاد، بما فيه قتل البابا نفسه.

### صعود المسيحية

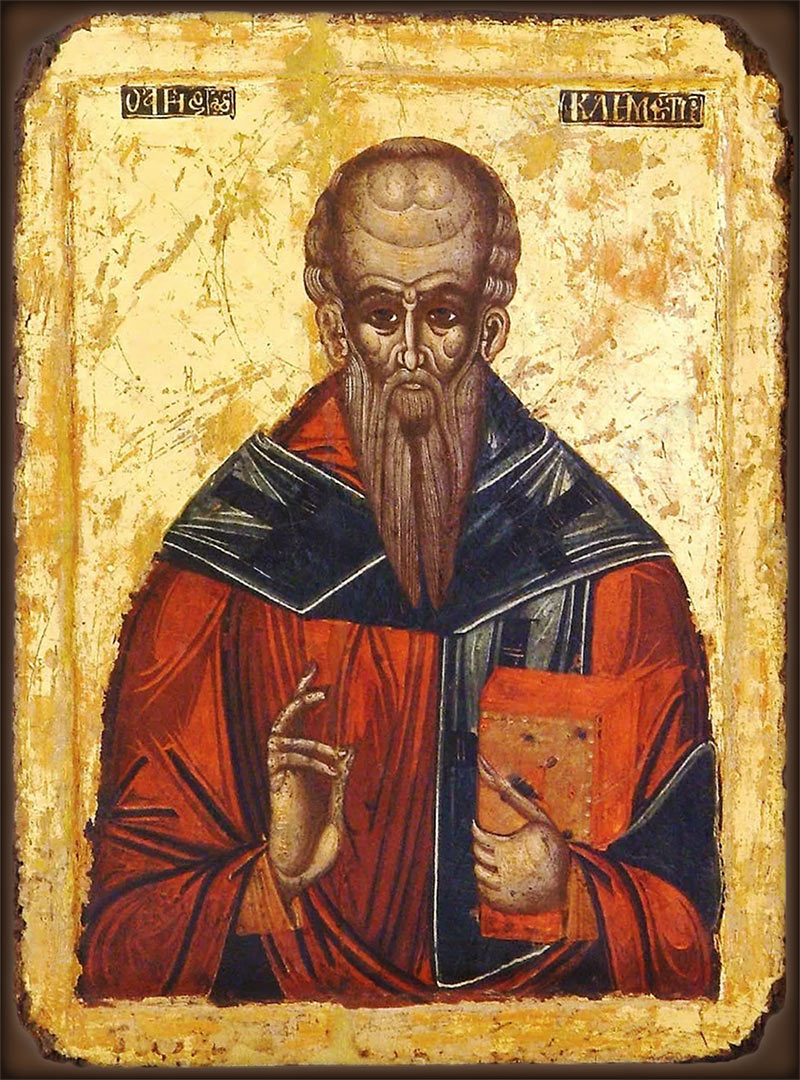
أيقونة تظهر القديس إكليمندس الإسكندري أحد أعلام المدرسة اللاهوتية في الإسكندرية.

يقدم ويل ديورانت بعض المميزات الاجتماعية للجماعات المسيحية في القرون الأولى، بما فيها جماعة مصر. فقد كانت الجماعات المسيحية الأولى مؤلفة بشكل رئيسي من البسطاء وطبقات الشعب الوسطى والفقيرة دون أن تضم علية القوم ومثقفيهم، رغم وجود المنتقلين إلى المسيحية باكرًا من مثل هذه الطبقات غير أنهم ظلوا أقلية. تساعد الجماعة العائلات الأكثر فقرًا فيها وتمدّ بالوقت نفسه حركات التبشير بالأموال؛ وقد تركزت بالمدن الكبرى أكثر من انتشارها في الأرياف ما أدى إلى محافظة هؤلاء على أديانهم القديمة مع تمدد المسيحية في المدن، حتى باتت لفظة قروي في بلاد الشام ومناطق مختلفة من الإمبراطورية الرومانية توافق كلمة وثني. ومقابل عدم الاستقرار في الزيجات ضمن المجتمع ككل، كان التزام الزوج والزوجة في المسيحية دورًا هامًا في تقوية أركان الجماعة المسيحية، وتأمين حياة كريمة لها وللأطفال، الذين تزايد عددهم بطول مدة الزواج. سوى ذلك، فإن الآرامل والعازبات من النساء كان يستفاد من خدماتهنّ بالأعمال اليدوية البسيطة وفي خدمة الكنائس والعناية بالمرضى ورعاية العجزة وإدارة الصدقة للمسيحيين وغيرهم، ما ساهم بانتشار المسيحية، وتأسيس غير مباشر للرهبنة، ووصف المؤرخ الروماني الوثني لوقيان الجماعة المسيحية، بأنها تقتسم جميع ممتلكاتها المادية مع بعضها البعض، كائنين بذلك على صورة العهد الجديد. فكانت الأخلاق المسيحية عاملاً من عوامل انتشار الديانة، وازدجارًا لقيم المجتمع الإغريقي، ووضعًا لقانون يهذب حياة الإنسان، خصوصًا بعد فشل الفلسفة الرواقية في الأخلاق.
أما على صعيد الكنيسة، فقد كان القرن الثاني بدوره حافلاً: انتخب إبريموس عام 106 وأصبح لمدرسة الإسكندرية اللاهوتية شأنًا هامًا في أيامه وتكاثر عدد الكنائس في مصر وخارجها، غير أن الإمبراطور هادريان أمر باضطهاد المسيحيين ونفيهم خارج المدن، ومن ثم أمر بهدم الكنائس. وبعد وفاته عام 118 اختير يسطس بطريركًا والمعلومات حول بطريركيته قليلة للغاية رغم ذكره في كتابات المؤرخين الأقدمين كيوسابيوس النيقموميدي وذكره كذلك في كتابات المؤرخين الأقباط خلال مرحلة القرون الوسطى وما بعدها؛ ولم يستراح المسيحيون في أيامه من الاضطهاد وكذلك في أيام خلفه أومانيوس عام 129 وحتى 141، وقد كان هذا البابا رئيسًا للمدرسة اللاهوتية في الإسكندرية، إذ اشتدّ اضطهاد هادريان خلال حبريته، وقتل خلاله مئات الأقباط ومن بينهم القديسة صوفيا، التي نقل جثمانها لاحقًا إلى القسطنطينية وشيدت آيا صوفيا خلال أيام قسطنطين الأول فوق ضريحها.

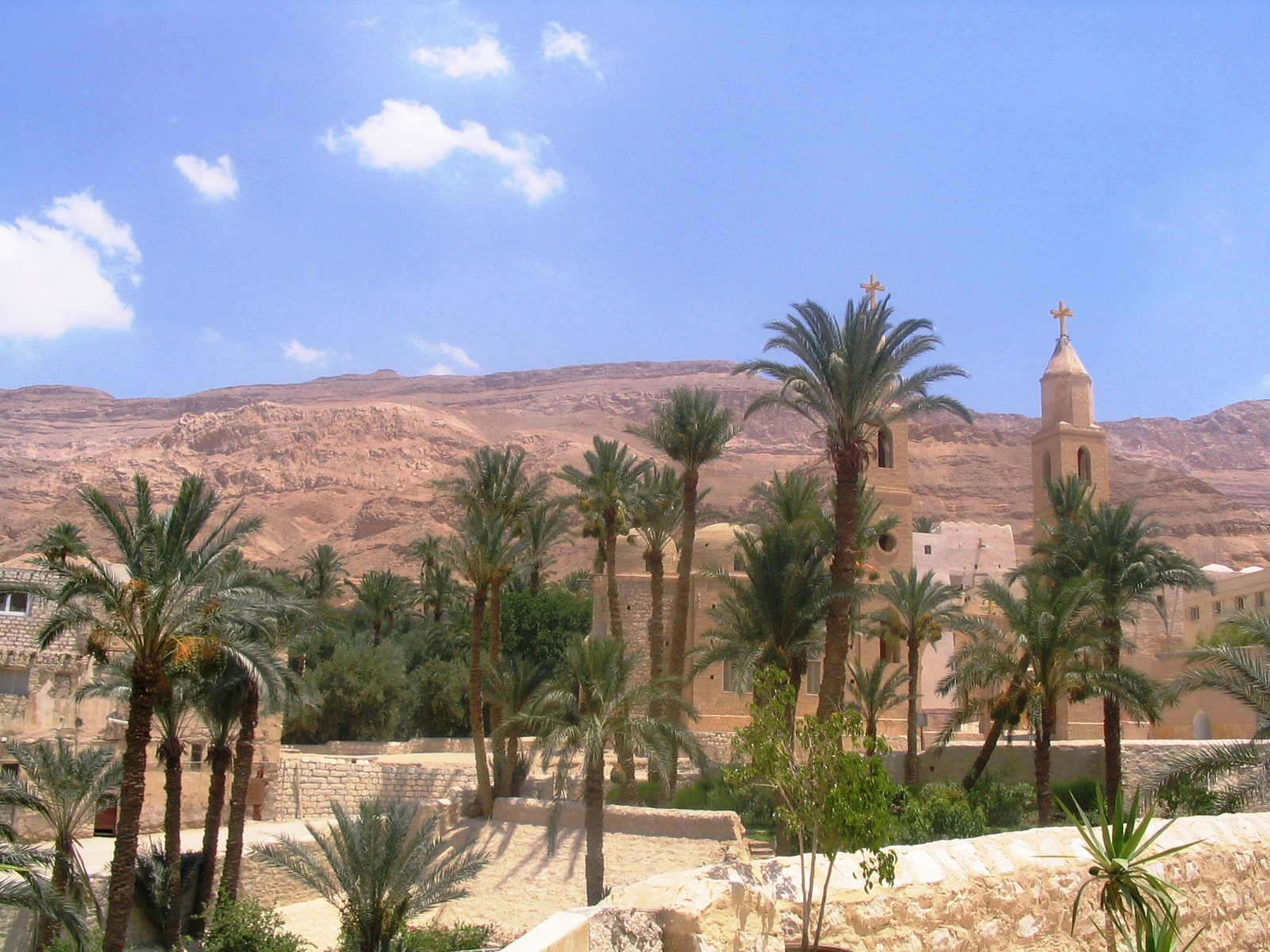
دير الأنبا أنطونيوس في صحراء العرب، والمسمى على اسم القديس أنطونيوس الكبير أب الرهبان.

هدأت الاضهادات في عهد خليفته مرقيانوس وكذلك في عهد كالاديانوس،  ويعود السبب في ذلك إلى اعتلاء عرش الإمبراطورية ماركوس أوريليوس وقد كان يميل إلى التسامح يحلم بإقامة الجمهورية الفاضلة التي تحدث عنها أفلاطون وقد أشرك الفلاسفة والحكماء في حكمه. ومنذ منتصف القرن الثاني قدّمت الكنيسة القبطية عددًا وافرًا من آباء الكنيسة ومعلميها الأوائل الذين لا تزال مؤلفاتهم يدرسها طلاب اللاهوت حول العالم يدرسونها حتى اليوم: منهم أوريجانوس الذي ألف أكثر من ستة آلاف كتاب حول تفسير الكتاب المقدس، والقديس إكليمندس الإسكندري الذي زاوج خلال دراسته في المدرسة اللاهوتية بالإسكندرية بين الفلسفة اليونانية واللاهوت المسيحي، ما ساهم في نقل مبادئ الدين إلى لغة مثقفي ذلك العصر من ناحية، وانفتاح المسيحية على العلوم من الناحية الثانية،  ويضاف إليهم أثينا غوراس والقديس بنتينوس. يذكر أن بعضًا من أهم آباء الكنيسة اللاحقين في الغرب المسيحي كالقديس أوغسطين والقديس جيروم قد تأثروا بكتابات آباء المدرسة اللاهوتية في الإسكندرية وكتاباتهم، أما على صعيد الإنجازات الأخرى خلال القرن الثاني تسجل أول ترجمة للكتاب المقدس إلى اللغة القبطية بعد أن كان منحصرًا باليونانية التي يجيدها متعلمو الشعب فحسب،  وقد وضع في عهد البطريرك ديمتريوس (191 - 232) أول تقويم معتمد لحساب مواقيت الأعياد والأزمنة الطقسية، وسيقوم مجمع نيقية في وقت لاحق بتثبيت هذا التقويم للكنيسة بأسرها خصوصًا فيما يتعلق بحساب موعد عيد الفصح، وجاء في قرار مجمع نيقية أن يقوم بطريرك الإسكندرية، لتقدّم المدينة في علوم الفلك والحساب، بتحديد موعد العيد وإخطار سائر البطاركة بالموعد، ليصار إلى الاحتفال به. توفي ديمتريوس بعد بطريركية طويلة عام 232، ولم يحدث في حبريته ولا في حبرية سلفه يوليانوس (178 - 188) أي اضطهاد عنيف ضد المسيحيين، غير أن التضييقات لم تتوقف، فحظر على الأساقفة خلال عهده مغادرة الإسكندرية. غير أنّ البابا كان يغادرها سرًا، لتعيين القسس الجدد في القرى والمدن الأخرى. ويقول المؤرخ تراتليان، أن ربع سكان الشرق بختام القرن الثاني كانوا من المسيحيين.
ولعلّ من أبرز مساهمات الكنيسة المصرية خلال القرن الثاني مقارعة الحركة الغنوصية وهي جماعة دينية توأمت بين المسيحية والمعتقدات التي كانت سائدة سابقًا، كان رهبانها يغرقون في التأمل والفلسفة للوصول إلى المعرفة التامّة، والتي بمقدور كل إنسان الوصول إليها وبالتالي الوصول إلى الله فهي شبيهة بالمذهب الحلولي في الأزمنة المعاصرة، وانطلاقًا من كونهم يعتمدون على التأمل الذاتي للوصول إلى المعرفة سمّوا جماعة العرفان، وهي الترجمة العربية لمصطلح غنوصية في اليونانية؛ ظلت المعلومات قليلة عن الغنوصيين حتى أواسط القرن العشرين حين اكتشفت مجموعة من المخطوطات في مصر ساهمت في إماطة اللثام عن معتقدات هذه الجماعة نوعًا ما، إذ دلّت المخطوطات المكتشفة ومنها مخطوطات نجع حمادي إلى أن الغنوصيين قد أفرزوا أناجيل خاصة بهم، ونسبوها إلى شخصيات كنسية شهيرة، وتهدف هذه الأناجيل الغنوصية إلى نقل وجهة النظر أو العقائد والفلسفات الخاصة بهذه الجماعة إلى العموم، مثلاً إحدى العقائد الغنوصية كما اكتشفت في إنجيل يهوذا توضح أن الغنوصيون ينظرون إلى يهوذا الإسخريوطي مسلم يسوع بكونه شريكًا في الخلاص والفداء؛ قاومت الكنيسة الحركة الغنوصية من خلال آباء الكنيسة ولاهوتيها الذين ألفوا كتبًا داخل مصر وخارجها، حول أصول الإيمان المسيحي، وتذكر في هذا الخصوص كتابات أوريجانوس وإكليمندس الإسكندري، ما ساهم في فقدان الغنوصية لقوتها قبيل نهاية القرن الثاني، غير أن اختفائها كليًا استغرق قرونًا عدة.

### عصور الاضطهادات

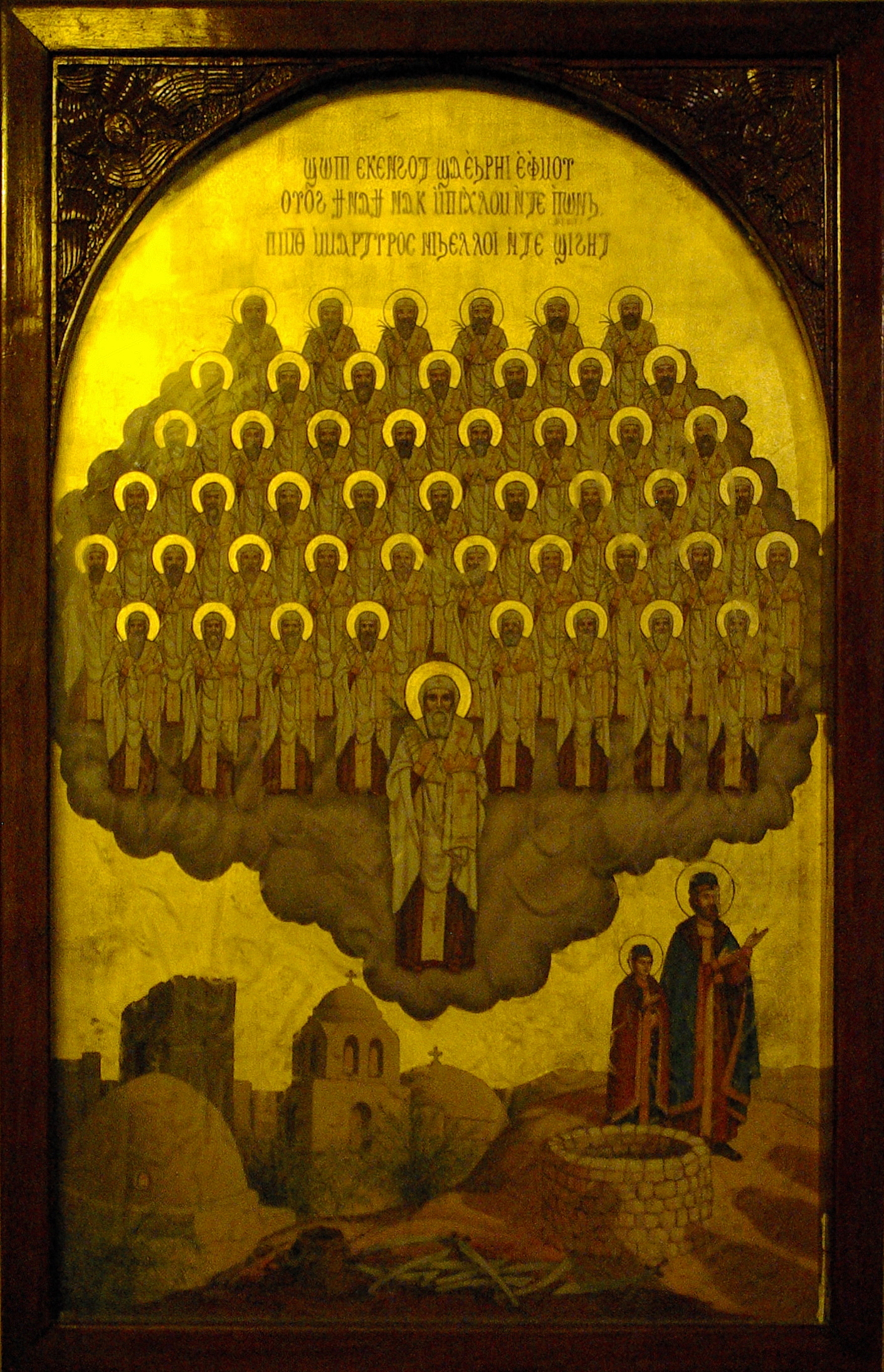
أيقونة قبطيَّة يظهر بها التسعة وأربعين شيخًا من شيُوخ شيهيت في دير الأنبا مقار بِوادي النطرون، الذين قُتلوا على يد البربر سنة 444م، في إشارةٍ إلى ما قاساه المسيحيّون الأوائل في مصر من اضطهاداتٍ مُتكررة.

إن المشكلة الأساسية التي عانت منها الكنيسة المسيحية في القرنين الثاني والثالث تمثلت في الاضطهادات الرومانية من قبل الإمبراطورية الرومانية؛ فمنذ صدور مرسوم طرد المسيحيين من روما حوالي العام 58 وحتى العام 312 عانى المسيحيون من شتى أنواع الاضطهاد كان أقساها اضطهاد نيرون الذي شمل حريق روما، دومتيانوس الذي استمر سبعة وثلاثين عامًا واتخذت بداية هذا الاضطهاد أصل التقويم المعروف باسم التقويم القبطي أو المصري، وحسب مراجع الكنيسة القبطية الأرثوذكسية فقد قتل مئات الآلاف خلال هذا الاضطهاد،  تراجان، ماركوس أوريليوس، سبتيموس سيفيروس، ماكسيمين، ديكيوس، جالينوس، أوريليان، دقلديانوس وهي ما تعرف عمومًا في التاريخ المسيحي باسم الاضطهادات العشر الكبرى.
حيث تعارضت التعاليم المسيحيَّة مع المفاهيم الرومانيَّة الوثنية المُتعلِّقة بِتأليه الإمبراطور وعبادته، ورفض المسيحيين الخدمة في الجيش الروماني، واتخذوا الأحد أوَّل أيَّام الأُسبوع لِيكون فُرصةً لِمُباشرة طُقوسهم الدينيَّة، لِذلك رأت الحُكومة الرومانيَّة أنَّ اعتناق المسيحيَّة هو جُرمٌ في حق الدولة، وعدَّت المسيحيين فئة هدَّامة، تُهدد أوضاع الإمبراطوريَّة وسلامتها، فمنعت اجتماعات المسيحيين، ونظَّمت حملات الاضطهاد ضدَّهم. بدأت هذه الحملات ضدَّ مسيحيين مصر أثناء حُكم الإمبراطور سپتيموس سڤيروس (193 - 211م). وظلَّ هؤلاء يتعرَّضون لاضطهادٍ كبيرٍ، وتسامُحٍ قليلٍ إلى أن تولّى دقلديانوس (284 - 305م) عرش الإمبراطوريَّة، حيثُ بلغ اضطهادُ المسيحيين حدَّهُ الأقصى.
قاوم المسيحيّون في مصر هذا الاضطهاد بِقُوَّةٍ وعناد، وقد انبثقت عن هذه المُقاومة حركةً قوميَّة أخذت تنمو تدريجيًّا، وليس أدلَّ على ذلك من أنَّ الكنيسة القبطيَّة بدأت تقويمها، الذي سمَّتهُ «تقويم الشُهداء»، بالسنة الأولى من حُكم دقلديانوس، وذلك نتيجةً لِما خلَّف الاضطهاد من أثرٍ كبيرٍ في نُفوس المصريين. وتحسَّن وضع المسيحيين في مصر بعد أن اعترف الإمبراطور قُسطنطين الأوَّل بالمسيحيَّة دينًا مسموحًا به ضمن الديانات الأُخرى في الإمبراطوريَّة، بِموجب مرسوم ميلانو الشهير في سنة 343م،  ثُمَّ بعد أن أصبحت المسيحيَّة الدين الرسمي الوحيد للإمبراطوريَّة في عهد الإمبراطور ثيودوسيوس الأوَّل (379 - 395م).

### الإمبراطورية البيزنطية
لم تنعم مصر طويلًا بالنصر الذي أحرزتهُ المسيحيَّة، إذ ثار الجدل والنزاع مُنذُ أيَّام قُسطنطين الأوَّل بين المسيحيين حول طبيعة المسيح، وقد تدخَّل قُسطنطين الأوَّل في هذه النزاعات الدينيَّة البحتة وعقد مجمع نيقية سنة 325م من أجل ذلك، وناقش هذا المجمع مذهب القس آريوس السَّكندري، الذي أنكر صفة الشبه بين الأب والابن، وعدَّ أنَّ «ابن الله» ليس إلَّا مخلوقًا، فأنكر بذلك أُلوهيَّة المسيح، وتقرَّر بُطلان مذهبه والإعلان عن أنَّ الابن من جوهر الأب نفسه.

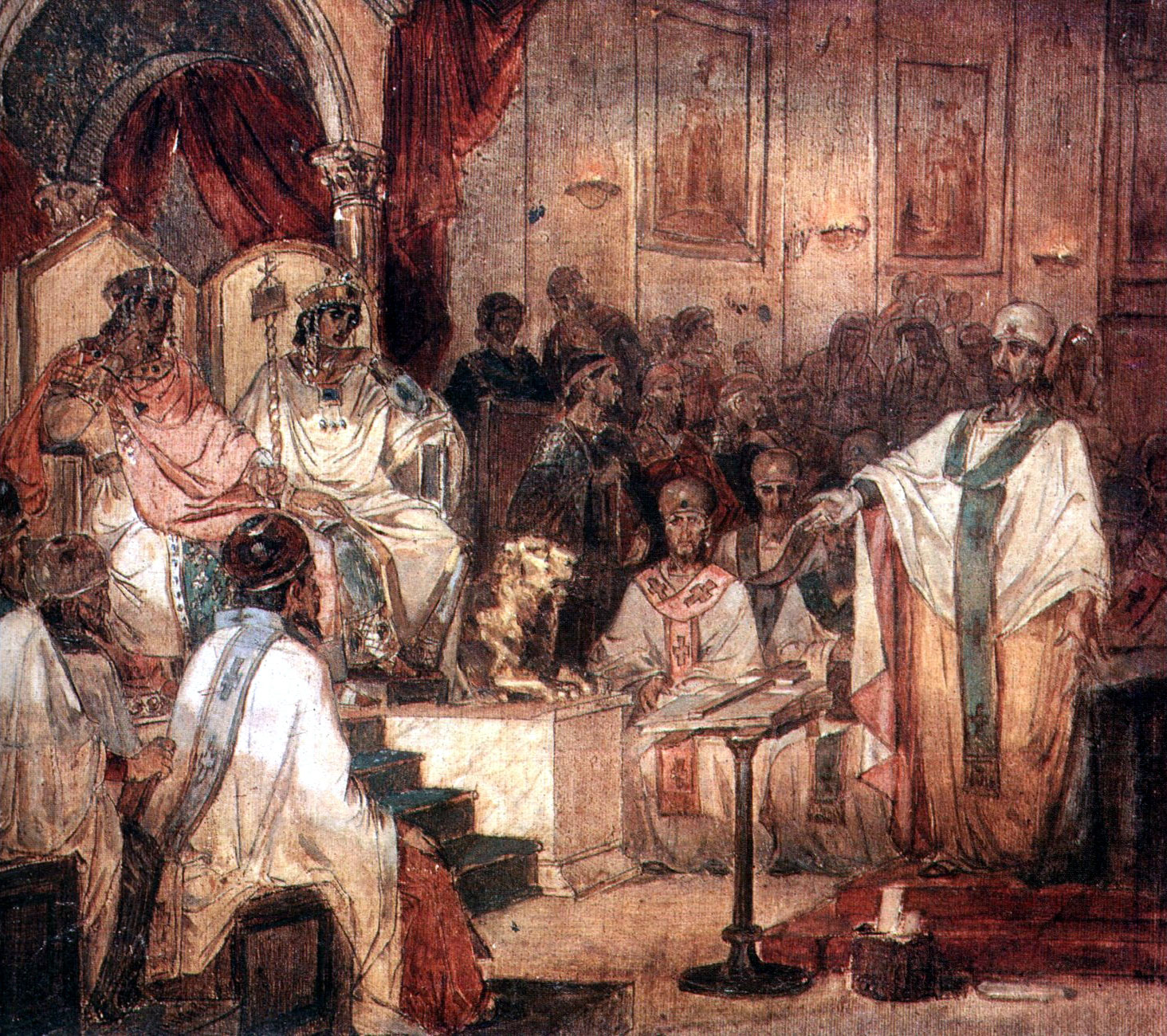
رسم يُصّور مجمع خلقيدونية.

واتَّخذ مُعظم الأباطرة الذين جاؤوا بعد قُسطنطين الأوَّل موقفًا عدائيًّا من مُعتقدات المسيحيين في مصر، ممَّا أدَّى إلى احتدام الجدال والنزاع الديني بين كنيستيّ الإسكندريَّة والقُسطنطينيَّة، وقد بلغ أقصاهُ في مُنتصف القرن الخامس الميلاديّ حينما اختلفت الكنيستان حول طبيعة المسيح. فاعتقدت الكنيسة القبطيَّة بأنَّ للمسيح طبيعة إلهيَّة واحدة (مونوفيزيَّة)، وتبنَّت كنيسة القُسطنطينيَّة القول بِثُنائيَّة الطبيعة المُحدَّدة في مجمع خلقدونيَّة، ورأت أنَّ في المسيح طبيعة بشريَّة وطبيعة إلهيَّة، وتبنَّت هذا المذهب لِيكون مذهبًا رسميًّا للإمبراطوريَّة، وأنكرت نحلة المونوفيزيتيين، وكفَّروا من قال بأنَّ للمسيح طبيعة واحدة، كما حرموا ديسقوروس بطريرك الإسكندريَّة حرمانًا كنسيًّا. لم يقبل ديسقوروس ولا مسيحيين مصر ما أقرَّهُ مجمع خلقدونيَّة وأطلقوا على أنفُسهم اسم «الأرثوذكس» أي أتباع الديانة التقليديَّة الصحيحة، وعُرفت الكنيسة المصريَّة مُنذ ذلك الوقت باسم «الكنيسة القبطيَّة الأرثوذكسيَّة»، ومال المصريّون إلى الانفصال عن الإمبراطوريَّة، فأعلنوا التمرّد، وكانت أولى مظاهره إلغاء كنيسة الإسكندريَّة استخدام اللُغة اليونانيَّة في طُقوسها وشعائرها واستخدمت بدلًا منها اللُغة القبطيَّة وسُرعان ما تطوَّرت الأُمور في الإسكندريَّة إلى قلاقل دينيَّة عنيفة اتخذت صفة الثورات الوطنيَّة، تعرَّض خلالها المصريّون لِأشد أنواع الاضطهاد ولم تقمعها السُلطات إلَّا بعد أن أراقت دماء كثيرة. وعندما استولى هرقل على الحُكم، رأى أن يُنقذ البلاد من الخِلاف الديني، وأمل المصريّون بانتهاء عهود الاضطهادات وإراقة الدماء، لكنَّ النتيجة جاءت مُخيبة للآمال مرَّة أُخرى، إذ عهد هرقل بالرئاسة الدينيَّة والسياسيَّة في مصر للمُقوقس، وطلب منه أن يحمل المصريين على اعتناق مذهبٍ جديدٍ مُوحَّد يُوفِّق بين المذهبين الخلقدوني والمونوفيزي، هو المذهب المونوثيلستي، غير أنَّ كنيسة مصر رفضت هذا المذهب رفضًا قاطعًا، فاضطرَّ المُقوقس للضغط على المصريين وخيَّرهم بين أمرين: إمَّا الدُخول في مذهب هرقل الجديد وإمَّا الاضطهاد. وقبل أن يصل الحاكم الجديد إلى الإسكندريَّة في سنة 631م هرب البطريرك القبطي بنيامين الأوَّل، توقُعًا لِما سيحلُّ به وبطائفته. كان هذا القرار نذيرًا أزعج المصريين وأفزع رجالُ الدين منهم، وبخاصَّةٍ أنَّهُ كان لِهذا البطريرك مكانة مُحببة بين الأهالي. ممَّا كان لهُ أثرٌ في سُهولة فتح المُسلمين لِمصر حيثُ وقف السُكَّان، بشكلٍ عام، على الحياد في الصراع الإسلامي - الرومي على مصر.

### الفتوحات الإسلامية

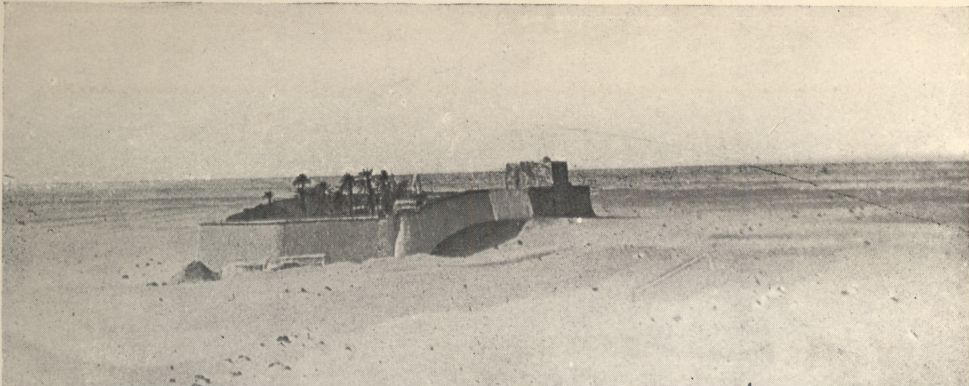
دير في باطن الصحراء المصرية 1918م.

كان أغلب المصريين قبل الفتح الإسلامي يُدينون بالمسيحيَّة، ومنهم قلَّة ضئيلة تُدينُ باليهوديَّة. في عام 639 ميلادية، قاد عمرو بن العاص في عهد الخليفة عمر بن الخطاب جيشًا إسلاميًا قدِمَ من الشام واستطاع هزيمة الرومان الشرقيين في مصر والاستيلاء عليها عام 641 م، وقام بإنشاء مدينة الفسطاط وأصبحت ولاية إسلامية تابعة للخلافة وقاعدة لانطلاق الفتوحات الإسلامية في شمال إفريقيا. منذ القرن التاسع وما بعده، تعرض الأقباط للاضطهاد من قبل حكامهم المسلمين من العرب والشركس والعثمانيين. وتم تدمير الكنائس وحرق الكتب وسجن رجال الدين الأقباط.
ولمَّا استقرَّت الأوضاع، وكانت أخبار العهدة العُمريَّة الخاصَّة ببيت المقدس ومسيحيي الشَّام قد تسرَّبت إلى مصر، لقي المصريّون من الحُكم الجديد ما شعروا معهُ بكثيرٍ من الحُريَّة. ولعلَّ أوَّل عملٍ قام به عمرو بن العاص بعد استقرار الأوضاع الداخليَّة؛ الإعلان بين الناس جميعًا أنَّ لا إكراه في الدين، وأنَّ حُريَّة العقيدة أمرٌ مُقدَّس، فلن يُتعرَّض لِأحدٍ في حُريَّته أو في ماله بسبب دينه أو مذهبه، وخيَّرهم بين الدُخول في الإسلام والبقاء على دينهم، فمن يدخل في الإسلام يكون لهُ ما للمُسلمين وعليه ما عليهم، ومن يبقى على المسيحيَّة أو اليهوديَّة فعليه الجزية، ولا يُفرض عليه الإسلام بالقُوَّة. والواقع أنَّ عُمرًا انتهج سياسة المُساواة الدينيَّة بين المذهبين النصرانيين اللذين استمرَّا في مصر. وتذكر روايات المصادر أنَّ كثيرًا من كنائس الملكانيين بقيت موجودة واستمرَّت في إقامة الشعائر الدينيَّة وأنَّ عددًا كبيرًا من الملكانيين فضَّلوا البقاء في مصر؛ وأنَّ أُسقفًا ملكانيًّا بقي على مذهبه حتَّى مات لم يمسَّهُ أحدٌ بأذى، وأنَّ البطريرك القبطي بنيامين الذي عاد إلى الإسكندريَّة بعد أن قضى ثلاثة عشر سنة لاجئًا مُتخفيًا خشية أن يُقبض عليه، أُعيد إلى مركزه وأضحى بإمكانه أن يقوم بواجباته الدينيَّة وهو مُطمئن، وكان يستقطب الناس إلى مذهبه بالحُجَّة والإقناع، واستطاع أن يحصل على بعض الكنائس التي تركها الملكانيّون بعد خُروجهم وضمَّها إلى كنائس البطريركيَّة، ولمَّا عاد إلى الإسكندريَّة قال لِأتباعه: «عُدّتُ إِلَى بَلَدِيَ الإِسْكَندّرِيَّة، فَوَجَدْتُ بِهَا أَمْنًا مِنَ الخَوْف، وَاطمِئْنَانًا بَعْدَ البِلَاء، وَقَد صَرَفَ اللهُ عَنَّا اضطِهَادَ الكَفَرَةِ وَبَأسِهِم».

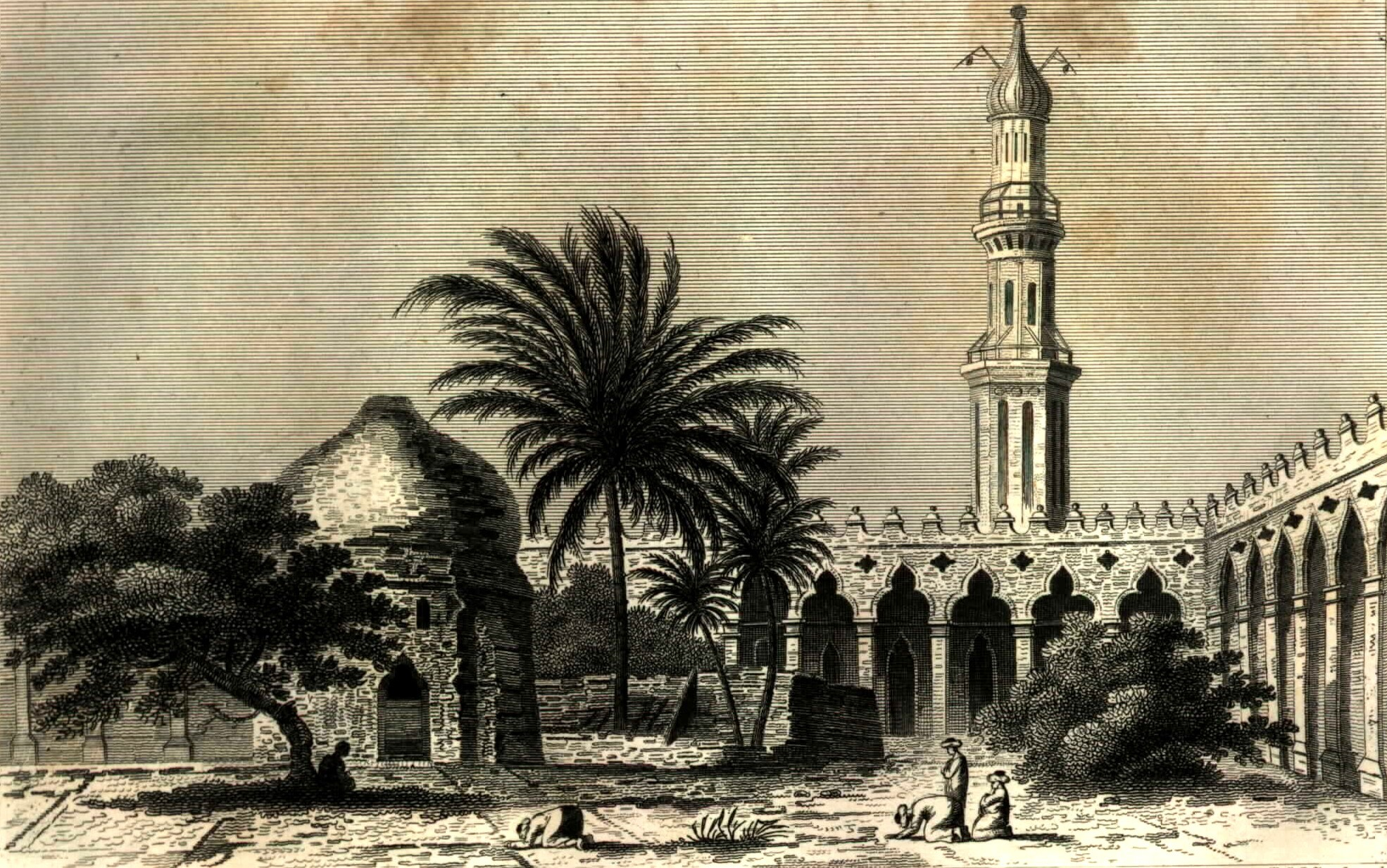
مسجد العطارين في الإسكندرية، كان في الأصل كنيسة مسيحية، وتم تحويلها إلى مسجد في عام 641 عقب الفتح الإسلامي لمصر.

على الرغم من الاضطرابات السياسية، ظل السكان المصريين من المسيحيين بشكل رئيسي. إلا أن التحولات التدريجية للإسلام على مر القرون قد غيرت مصر من دولة ذات أغلبية مسيحية إلى بلد مسلم بحلول نهاية القرن الثاني عشر خلال حقبة المماليك. وبحسب المؤرخ روبرت ب. بيتس، مع الفتح الإسلامي لمصر تم إستبعاد الأقباط تدريجياً من قبل المسلمين. وعلى الرغم من معاناة المجتمعات الأرثوذكسية المشرقية، فقد إستطاعت المحافظة على عقيدتها وثقافتها المسيحية. وتشير مصادر مختلفة إلى فترات من التمييز والاضطهاد للأقباط خلال العصر الأموي،  والعباسي،  والفاطمي،  والمملوكي،  والعثماني والتي شملت إغلاق وهدم الكنائس والتحويل القسري إلى الإسلام،  ومَنع المسيحيين من ركوب الخيل ومزاولة بعض الأنشطة التجارية والاقتصادية أو الإقامة في دور مرتفعة، ومن إطالة شعرهم وأمرهم بارتداء ألبسة مميزة صفراء اللون وعسلية الأكمام، ورفض شهادتهم في المحاكم وحرمانهم من حمل السلاح. وتشير الموسوعة الأمريكية أن أبرز موجات اضطهاد الأقباط كانت خلال العصر الفاطمي في القرن الحادي عشر والعصر المملوكي.
وبحسب المؤرخ كورت جي. ويرثمولير ويعقوب ليفي لم يكن تحول الأقباط إلى أقلية تدريجياً بل حصل بسبب موجتين من التحول أولها بعد «القمع الوحشي» للثوار الأقباط في القرن التاسع، والموجة الثانية خلال حقبة المماليك والتي تم فيها حملة اضطهادات للمسيحيين وتوفير الزخم الشعبي للعنف ضد المسيحيين. وهي أيضاً حقبة شهدت موجات كبيرة من التحول القسري إلى الإسلام وفقاً لمصادر مختلفة. ويشير المؤرخ كورت جي. ويرثمولير أنه في الحقبة الإسلامية المبكرة تعرض المسيحيون إلى ضغوطات إجتماعية واقتصادية ودينيَّة، وكان التحول إلى الإسلام من بين هذه الضغوطات، وفرصة مغرية للكثيرين للحصول على منافع اقتصادية ووظائفية. وتشير مصادر أنه بعد نهاية فترات الاضطهاد، أعداد كبيرة من المتحولين الجدد إلى الإسلام عادت إلى الديانة المسيحية، خصوصاً من سكان القرى النائية وممن أجبروا على التحول إلى الإسلام.
بالمقابل وفقاً لتاريخ أفريقيا العام التابع لمنظمة اليونيسكو،  فإن معاناة الأقباط من حين لآخر من اضطهاد بعض الولاة المتعصبين وإجبارهم على التحول الديني كانت حالات استثنائية وليست قاعدة عامة، وتمتعوا بحرية دينية كبيرة خصوصا في العصرين الفاطمي والأيوبي، وشغل الأقباط وظائف كثيرة في جهاز الدولة. ويشير المصدر أن عوامل شتى أدت إلى تحول مصر إلى دولة مسلمة خلال حقبة المماليك منها التحول الصادق، والمنافع الضريبية والإجتماعية، والاضطهاد، وضعف مكانة الكنيسة، وهجرة المسلمين القادمين من دول أخرى إلى مصر. ويقول الخبير الإقتصادي جورج قرم أنه على الرغم من وجود ميل إلى استخدام تلك السمات المميزة أو الجزية كوسيلة لنشر الإسلام، إلا أن الحاضرة الإسلامية -وطبقاً لتعاليم القرآن- لم تمارس قط الاضطهاد الديني المباشر، ولم يتم فرض الشعائر الدينية أو المواعظ الإلزامية لحث غير المسلمين على اعتناق الإسلام. ووفقاً للموسوعة البريطانية ومع وجود استثناءات قليلة وبالتالي معروفة، كان حكام مصر المسلمين نادراً ما يتدخلون في حياة رعاياهم المسيحيين واليهود طالما أن هذه الجماعات دفعت الضرائب الخاصة (المعروفة باسم الجزية) التي فرضت عليهم مقابل حماية الدولة. في الواقع، كان كل من الأقباط واليهود يعملون دومًا في البيروقراطية، وأحيانًا في المناصب الإدارية العليا. وفقاً للموسوعة البريطانية حتى الحملات الصليبية فشلت على ما يبدو في إفساد التوازن الدقيق بين المسلمين والمسيحيين، وليس هناك أي دليل على أن المسيحيين المحليين قد تم تحميلهم مسؤولية الحملات الصليبية في مصر، إلا أن ذلك الوضع تغير نسبياً بعد مجئ حكم المماليك، والذي شهد تسارع في عمليات تحولات الأقباط إلى الإسلام خوفاً من الاضطهادات.

### الأمويون والعباسيون

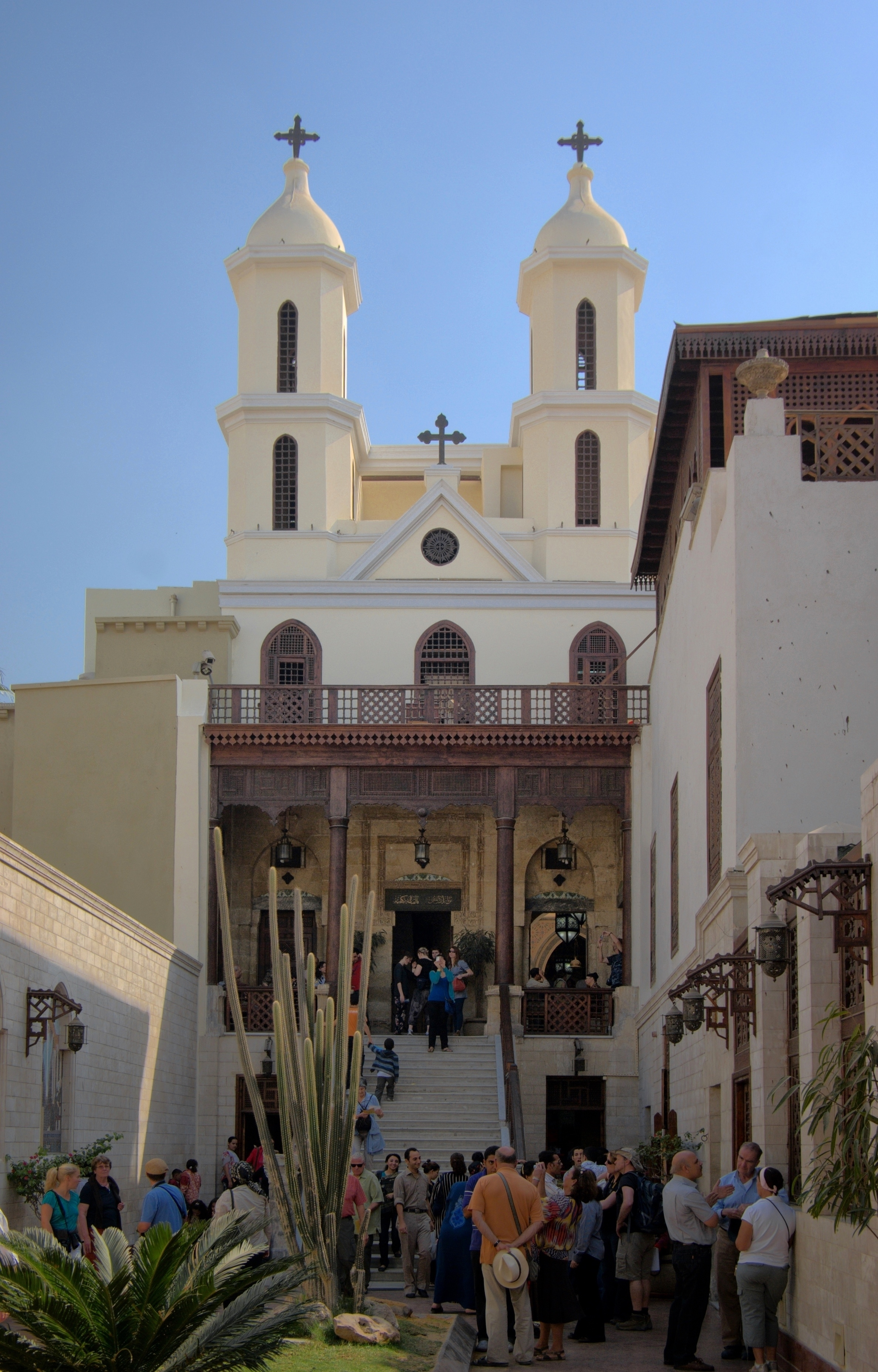
الكنيسة المعلقة أحد المقرّات البابوية في القاهرة ويعود زمن بنائها للقرن الحادي عشر.

عقب الفتوحات الإسلامية فرضت على مسيحيي الخلافة الإسلامية ضريبتا الجزية والخراج وأعفوا من الالتحاق بالجيوش الإسلامية، غير أنهم منعوا من نشر المسيحية داخل أراضي الدول الإسلامية. بحسب باتريك جلين اتسمت هذه الفترة عموماً بالتسامح الديني ما خلا فترات حكم بعض الخلفاء مثل عمر بن عبد العزيز الذي فرض ضرائب طائلة على المسيحيين وسن عليهم قيودًا في الملبس والتنقل. الاختلاف بين الدولة الأموية ودولة الخلافة الراشدة ومن بينها الاختلاف في التعامل مع غير المسلمين، هو اختلاف ينبع من طبيعة الدولتين ذاتهما، فبينما كانت الخلافة الراشدة «دولة دينية» عاصمتها المدينة المنورة المغلقة على ذاتها في الحجاز وتعتمد على «الشورى» في اختيار الخليفة، كانت الدولة الأموية «دولة مدنية بمرجعية إسلامية» عاصمتها دمشق المتعددة الطوائف والمذاهب والعرقيات تمامًا كسوريا، وتحولت معها الدولة إلى ملكية وراثية بدلاً من الشورى، كذلك اعتمدت التنظيمات السريانية والبيزنطية التي كانت موجودة سابقًا بما فيها الناحيتين الإدارية والعسكريّة، وكما تقول سعاد صالح «فقد قدّم الأمويون الدنيا على الدين».
خلال عصر القوة والازدهار العباسي كانت العلاقة بين الدولة ومواطنيها غير المسلمين تصنف على أنها في أحسن الأوضاع خصوصًا خلال خلافتي المنصور والرشيد، القسم الأكبر من هذا التعايش تبخر خلال عصور الإنحطاط، فهدمت الكنائس ومنع أبناء هذه الأديان من ركوب الخيل ومزاولة بعض الأنشطة التجارية والاقتصادية أو الإقامة في دور مرتفعة، ومنذ دخول المسلمين مصر، فرضوا الجزية على غير المسلمين، وتراوحت فترات الاضطهاد والتسامح في هذا الأمر بحسب تطور الظروف التاريخية، وتقلب الأمزجة الشخصية للولاة، كما فرضوا أيضًا الخراج على أراضيهم.
في العام 832 قام الأقباط البشموريين في ثورة ضد ظلم عيسى بن منصور الوالى من ولاة مصر في عهد الخلفاء العباسيين في عهد الخليفة المأمون بسبب زياده ظلم جباة الخراج (الضرائب) وولاتهم وضوعفت الجزية. وقد قاموا بطرد عمال الدولة ورفعوا راية العصيان ورفضوا دفع الجزية. وقد شن المأمون حربًا ضارية ضد البشموريين، حيث هُزموا في النهاية أمام جيش الخلافة، وحُرقت مساكنهم وكنائسهم، وقتل أغلبهم، حتى كادوا أن يبادوا. وفي عام 832، قرر الخليفة المأمون التوجه شخصياً إلى مصر، حيث وصل إلى الولاية في فبراير. هناك واجه عيسى بن منصور، وحمله مسؤولية اندلاع التمرد، واتهمه بالسماح لجامعي الضرائب بالتصرف بشكل استبدادي ضد الشعب وإخفاء الوضع الحقيقي للأمور في الولاية، وعزل المأمون عيسى من منصبه. ولقد ظل المصريون الأقباط يقومون بالثورة بعد الأخرى طوال القرن الثامن الميلادي وكانت حكومة الخلافة تقابل تلك الثورات بالقوة. وكان يتبع إخماد تلك الثورات في العادة تحول عدد كبير من الأقباط إلى الدين الإسلامي هربًا من الإضطهاد. ووفقاً للمؤرخ إيرام لابيدوس، فإن سحق التمرد أعقبه «اليأس» بين الأقباط وبدأت موجة ثانية من الاضطهاد الكبير. في ثلاثينيات القرن نفسه، بدأ الأقباط يفقدون كونهم الأغلبية السكانية في مصر، وتمت أسلمة وتعريب العديد من المناطق القروية،  وفي فترة حكم أحمد بن طولون، تم إنهاء اضطهاد الأقباط والسماح بتجديد الكنائس.
أسهم الأقباط بدورهم في التطور العلمي في الدولة العباسية، هم الذين قاموا بالدور الأساسي في بناء الأسطول العربي في بداية العصر الأموي، وهم الذين أقاموا دار الصناعة في الإسكندرية، ودار الصناعة في تونس، وذهب عدد من العمال الفنيين الأقباط إلى الشام للهدف نفسه.
وقد وصف الجاحظ وضع المسيحيين خلال العصر العباسي: «إن النصارى  متكلمين وأطباء ومنجمين وعندهم عقلاء وفلاسفة وحكماء... وان منهم كتّاب السلاطين وفرّاشي الملوك وأطباء الأشراف والعطّارين والصيارفة... وأنهم أتخذزا البراذين والخيل واتخذوا الشاكرية والخدم والمستخدمين وامتنع كثير من كبرائهم من عطاء الجزية». وبرز من المسيحيين في تلك الحقبة سعيد بن البطريق، وهو طبيب ومؤرخ وأسقف ملكاني، قال عنه ابن أبي أصيبعة: «كان متقدماً في زمانه وكانت له دراية بعلوم الطب». عُين بطريركاً على الإسكندرية وسمي أوثوشيوس له عدد من المصنفات أشهرها كتابه في التاريخ نظم الجوهر المعروف أيضًا بتاريخ ابن البطريق الذي أخذ عنه ابن خلدون كما له كتاب كنّاس في الطب. والمؤرخ جرجس بن العميد،  والمؤرخ يوحنا النقيوسي،  وغيرهم. كما وقدم الطبيب والصيدلي النصراني ماسويه المارديني من بغداد إلى القاهرة للعمل بخدمة الحاكم بأمر الله.

### الفاطميون

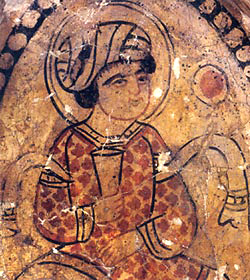
أبو عليّ المنصور الحاكم بأمر الله، والذي عرف باسم «الخليفة المجنون» أو «نيرون الإسلام» بسبب قيامه بحملات إضطهاد للمسيحيين.

تبايُن أُسلوب التعاطي مع المسيحيين واليهود في الدولة الفاطمية من خليفةٍ إلى آخر، فبعضُ الخُلفاء كان مُتسامحًا لأبعد الحُدود مع أهل السُنَّة ومع النصارى واليهود، فأطلق لهم الحُريَّة الدينيَّة والمذهبيَّة، واستوزر منهم ورفع شأنهم، وبعضهم الآخر اضطهدهم اضطهادًا شديدًا. فعلى سبيل المِثال، اشتهر الخليفة المنصور ومن بعده المُعز لدين الله بتسامُحه الكبير مع أقباط مصر، وباستمالتهم إليه ومُولاتهم له بعد أن اتصل بقيادتهم الدينيَّة وأعلمهم بأنَّهُ سيمنحهم الحُريَّة الدينيَّة بعد أن نالهم الضيم جرَّاء المُمارسات القمعيَّة التي انتهجها الأخشيديين ضدَّهم أواخر عهد دولتهم. ولمَّا فتح الفاطميّون مصر، سلك جوهر الصقليّ سُلوكًا دبلوماسيًّا هادئًا مع المصريين، فأعلن في خِطبة الجُمعة الأمان لأهل السُنَّة وللمسيحيين واليهود، واستقبل مُمثِّلُ الأقباط الذي كان يرفع صوته ويقول: «إنَّنَا نَنْتَظِرُ وُجُودَكُم فِي مِصْرَ بِلَهْفَةِ المُضْطَهِدِ حَتَّى نَنْعَمَ بِالحُرْيَّةِ حَتَّى فِي حَيَاتِنَا اليَوْمِيَّةِ وَأَمْوَالَنَا وَمُمَارَسَةِ دِيَانَتِنَا». وكان المُعز لدين الله، ابن العزيز، أكثر تسامحًا مع أهل الكتاب من غير المُسلمين، فقد جعل عيسى بن نسطورس وزيرًا له، وتزوَّج من امرأةٍ مسيحيَّةٍ ملكانيَّة، وهي أُمُّ ولده الحاكم وشقيقة اثنين من البطاركة: أحدهما بطريرك كنيسة الإسكندريَّة، والآخر بطريرك كنيسة بيت المقدس، وكان يحتفلُ مع النصارى ويُشاركهم أعيادهم. ومن شدَّة تسامح الخُلفاء الفاطميين الأوائل مع أهل الكِتاب، قيل بأنَّهم كانوا يُشجعون إقامة الكنائس والبيع والأديار، بل ربما تولوا إقامتها بأنفسهم أحيانًا.
تغيَّر وضعُ اليهود والنصارى مع تولّي الحاكم بأمر الله شؤون الخِلافة، فقسا عليهم في المُعاملة، ويُحتمل أن يكون ذلك بسبب ضغط المُسلمين بعامَّةً الذين ساءهم أن يتقرَّب الخُلفاء من غير المُسلمين ويُعينوهم في المناصب العُليا، فأصدر الحاكم أمرًا ألزم أهل الذمَّة بلبس الغيار، وبوضع زنانير مُلوَّنة مُعظمها أسود، حول أوساطهم، ولبس العمائم السود على رؤوسهم، وتلفيعات سوداء،  وذلك لتمييزهم على المُسلمين. وفي وقتٍ لاحق منعهم من الاحتفال بأعيادهم، وأمر بهدم بعض كنائس القاهرة، كما صدر سجل بهدم كنيسة القيامة في بيت المقدس. في سنة 1004 منع الاحتفال بعيد الظهور الإلهي وعيد القيامة، ومنع النبيذ على المسلمين وغير المسلمين على حد سواء (إلا أنه كان يستخدم من قبل المسيحيين واليهود في أمور دينية)، وأصدر الحاكم أمرًا ألزم أهل الذمَّة بلبس الغيار، وبوضع زنانير مُلوَّنة مُعظمها أسود، حول أوساطهم، ولبس العمائم السود على رؤوسهم، وتلفيعات سوداء،  وذلك لتمييزهم عن المُسلمين، واستمرت تلك الممارسة حتى سنة 1014. وفقا لنسيم دانا، في عام 1009 أجبر المسيحيين واليهود على ارتداء ربطة على اعناقهم في الحمامات، معلق عليها صليب للمسيحيين وجرس لليهود،  وتم تدنيس المدافن المسيحية، وإيقاع العقاب على عدد من الموظفين المسيحيين مما دفع العديد منهم إلى دخول الإسلام خوفاً. ويذكر أن هذه السياسة نالت بشكل عام رضى المسلمين، الذين كرهوا المسيحيين بسبب أعمال المحاباة من قبل الموظفين المسيحيين. ووفقا لدانا، في عام 1022 فرض على المسيحيين وضع صلبان خشبية حول رقابهم، ومنعهم من امتطاء الجياد، واستبدال الموظفين المسيحيين بمسلمين، هذه الاجراءات «دفعت الكثير من المسيحيين لإعتناق الإسلام بسبب عامل الخوف». وأمر بهدم بعض كنائس القاهرة، كما صدر سجل بهدم كنيسة القيامة في بيت المقدس. وكان هدم كنيسة القيامة أقدس المواقع المسيحية على الإطلاق أحد الأسباب الرئيسية لنشوء الحملات الصليبية،  على الرغم من أنها قد تم إعادة بنائها عن طريق الإمبراطور البيزنطي سنة 1042 بموافقة خليفة الحاكم بأمر الله. وفقاً لتوماس ووكر أرنولد تغير الحال بالنسبة للأقليات الدينية بشكل عام (باستثناء السنّة) في أواخر حكم الحاكم بأمر الله، حيث أصبح أكثر تسامحاً دينياً، وسمح لمن تم إجباره من المسيحيين أو اليهود على اعتناق الإسلام بالعودة لدينه السابق، وإعادة بناء ما تم هدمه من كنائس. وبسبب حملات الإضطهاد التي شملت المسيحيين وطوائف دينية أخرى أطلق عدد من المؤرخين على أبو عليّ المنصور الحاكم بأمر الله لقب «نيرون الإسلام».
خلال فترة تتراوح بين خمسة إلى سبعة قرون من التفاعل والتأثير المتبادل مع الحضارة العربية التي جلبها المسلمون وساهم مسيحيون سريانًا وعربًا في بنائها، أخذت كنائس وطوائف مسيحية باعتناق الهوية العربيّة، ممثلة أولاً باللغة العربية في الطقوس والليتورجيا بدرجات متفاوتة وكذلك الحال بالنسبة للمخاطبة اليومية، وكان من بين هذه الكنائس خلال تلك الفترة المبكرة نوعًا ما الملكيون في أنطاكية والقدس والموارنة في جبل لبنان والأقباط في مصر.

### الأيوبيون

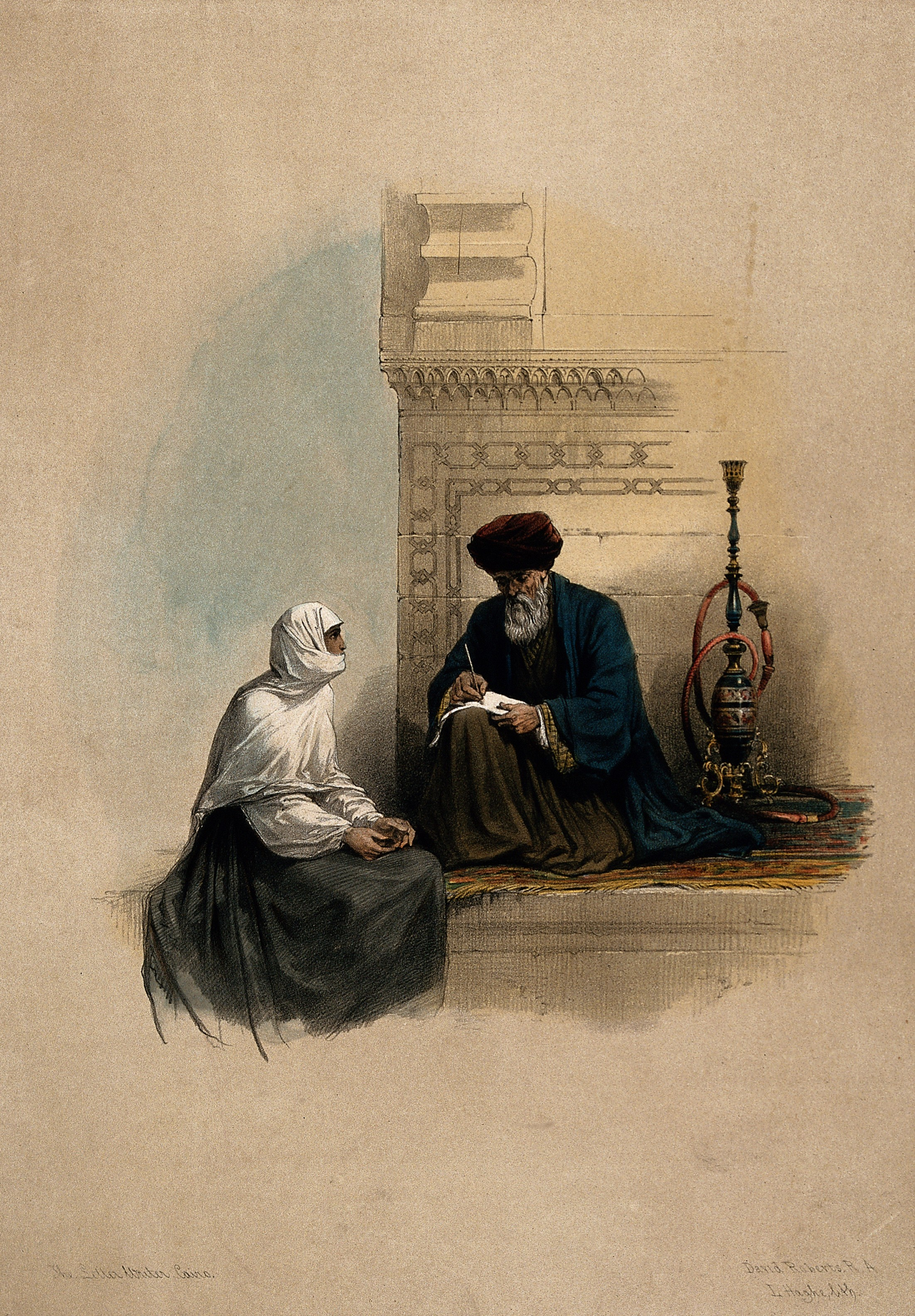
امرأة مسيحية قبطية تملي رسالة إلى كاتب.

وفقاً للمؤرخ المصري السوري جاك تاجر لما احتل الصليبيون القدس منعوا النصارى المصريين من الحج إليها بدعوى أنهم «ملحدون»، وكتب أحد المؤرخين الأقباط يشكو من هذه المعاملة: «لم يكن حزن اليعاقبة بأقل من المسلمين، بأي حق يمنع النصارى الأقباط من الحج إلى القدس أو الاقتراب من المدينة، إن الصليبيين يكرهوننا، كما لو كنا ضللنا عن الإيمان القويم». افتتح صلاح الدين عهده في الوزارة بطرد الموظفين الأقباط من مناصبهم، ولكنه سرعان ما أعادهم إليها مرة أخرى، ومن المحتمل أن يكون إخراجه للذميين من وظائفهم هو بمثابة حركة تطهير أجريت ضد الفاطميين أكثر منها بغضًا من النصارى، كما أنه صار لزامًا عليهم أن يتزينوا بزي خاص بهم. كانت سياسة صلاح الدين واضحة بالتسامح مع النصارى الشرقيين، ويعود ذلك إلى أن النصارى سهلوا له مهمة الاستيلاء على بيت المقدس، وذلك بإلحاحهم على الصليبيين بأن يسلموا المدينة، لمَّا كان عددهم يفوق عدد الصليبيين تمكنوا من تحقيق رغبتهم. بعد انتصار صلاح الدين على الصليبيين أنشأ ديرًا ملاصقًا للقبر المقدس بالقدس وهو المعروف باسم دير السلطان، مكافئة لمواقفهم النبيلة معه ضد الصليبيين، كما أعاد الأقباط إلى وظائفهم العليا في الدولة، واسترد آخرون أموالهم وممتلكاتهم التي سلبت منهم أيام سقوط الدولة الفاطمية، اختار صلاح الدين قبطيًا هو صفي الدولة بن أبي المعالي الملقب بابن شرقي ككاتب خاص له. كانت أحوال الأقباط بشكل عام في أيام الدولة الأيوبية رغم ما تخللها من صعوبات أفضل من غيرها من الدول، حيث شارك بعض المسيحيين في إدارة الدولة الأيوبية.
وفقاً للموسوعة البريطانية ومع وجود استثناءات قليلة وبالتالي معروفة، كان حكام مصر المسلمين نادراً ما يتدخلون في حياة رعاياهم المسيحيين واليهود طالما أن هذه الجماعات دفعت الضرائب الخاصة (المعروفة باسم الجزية) التي فرضت عليهم مقابل حماية الدولة. في الواقع، كان كل من الأقباط واليهود يعملون دومًا في البيروقراطية، وأحيانًا في المناصب الإدارية العليا. حتى الحملات الصليبية فشلت على ما يبدو في إفساد التوازن الدقيق بين المسلمين والمسيحيين، وليس هناك أي دليل على أن المسيحيين المحليين قد تم تحميلهم مسؤولية الحملات الصليبية في مصر، إلا أن ذلك الوضع تغير نسبياً بعد مجئ حكم المماليك.

### المماليك

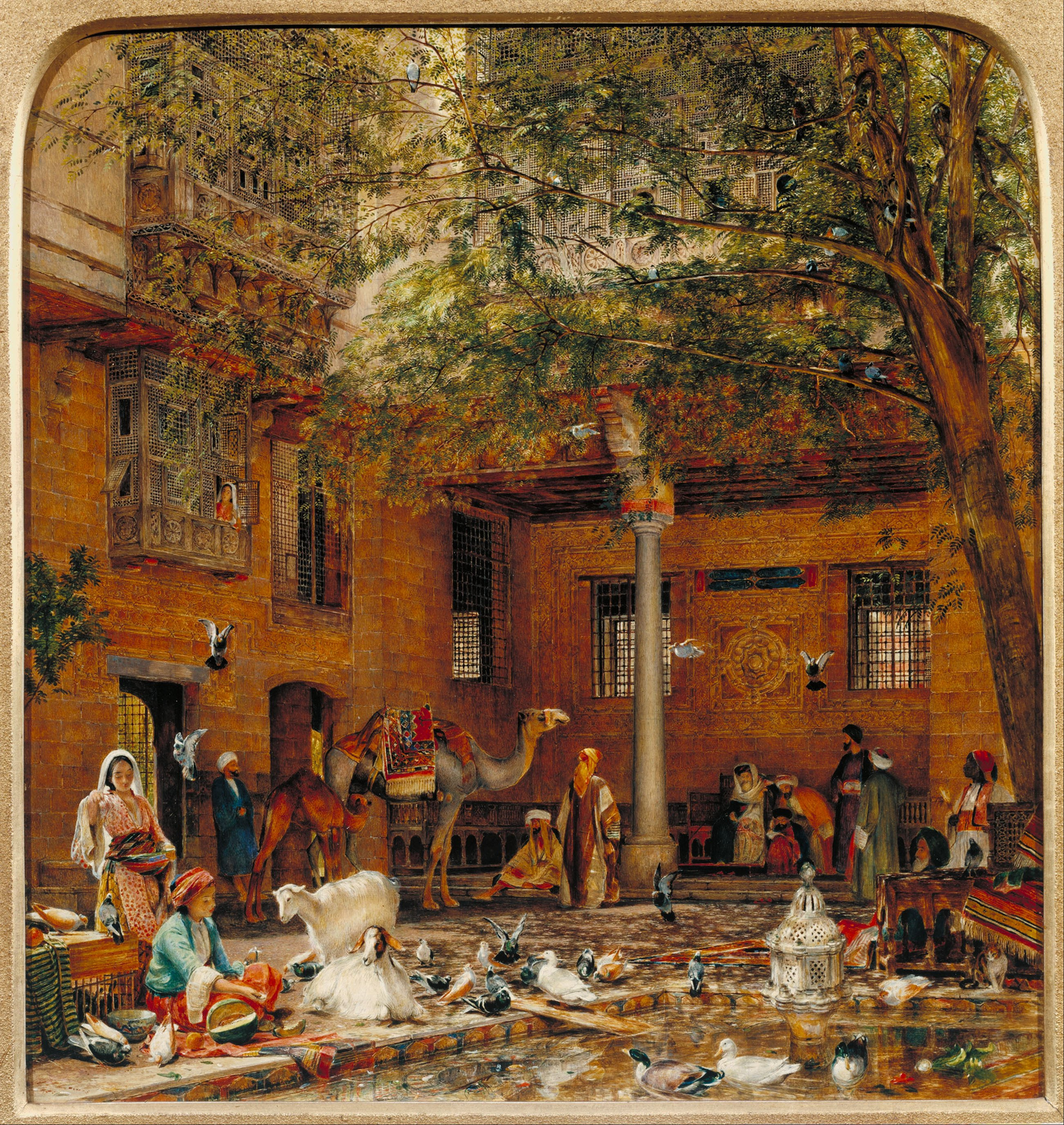
حوش بطريركيَّة الأقباط في القاهرة. تظهر في الرسم جماعة من القِبط وهم يُمارسون حياتهم اليوميَّة.

خلال القرنين الحادي والثاني عشر، كانت بلاد الشام تعاني من حروب أهلية بين الأمراء السلاجقة، والانهيار الاقتصادي وفقدان الأمن بين المدن واستقرار قبائل تركمانية وكردية في مناطقها الشمالية، وصراعات طائفية بين السنة والشيعة والإسماعيلية والعلوية، وبالمختصر كانت البلاد منهكة، وفي هذه الظروف قدمت الحملات الصليبية واحتلوا الساحل الشامي، فقوبلوا بعطف المسيحيين ولا مبالاة شيعة الفاطميين والسنة السلجوقيين. لم يتعامل جميع مسيحيي الشرق مع الصليبيين فقد رفض الأقباط في مصر أي نوع من العلاقة مع الوافدين. غم أنَّ المماليك التزموا بِما تقضيه الشريعة الإسلاميَّة، وما أقرَّتهُ العهدة العُمريَّة، من ترك أهل الكتاب أحرار في دينهم، إلَّا أنَّ العهد المملوكي يُعتبر - إجمالًا - عهدًا بائسًا عند النصارى المشرقيين فيما يخص علاقتهم بِالحُكُومة، وخُصوصًا خِلال عهد المماليك البحريَّة، ومردُّ ذلك هو الحُرُوب الصليبيَّة بِالمقام الأوَّل، التي كان من آثارها تردِّي العلاقة بين المُسلمين والمسيحيين، وخُصوصًا مع الطوائف المسيحيَّة التي مالت إلى الصليبيين وتعاونت معهم، ففُقدت الثقة بين الطرفين. كما يظهر أنَّ سلاطين المماليك رغبوا في الظُهور بِمظهر حُماة الدين لِدعم مركزهم في نظر المُسلمين. ولكن لا يُفهم من ذلك أنَّ دور المسيحيين انكفأ تمامًا في هذا العصر، بل شارك النصارى في الحياة العامَّة بِالدولة، وكان منهم العُلماء والإداريين وكِبار المُوظفين،  واستمرَّت المودَّة قائمة بين عوامهم وعوام المُسلمين، لكنَّ الدولة كانت تنظر إليهم بِعين الريبة، ولم تكن اضطهاداتهم سمةً بارزة في عصر المماليك بل كانت بشكل زوابع تظهر بين حينٍ وآخر.
بدأ المماليك يستعملون الأقباط في دواوينهم بِكثرة خِلال سلطنة قُطُز، إذ أنَّ الوزير القائم آنذاك كان قبطيًّا عيَّنهُ السُلطان أيبك، ويُدعى «شرفُ الدين أبو سعيد هبةُ الله»، وكان قد أظهر براعةً في التشريع الضريبي لِجمع أكبر كمّ من الأموال باسم قانون الحُقُوق السُلطانيَّة، وحصلت الدولة المملوكيَّة به على المال الكثير. وفي عهد الظاهر بيبرس أُقيل جميع الأقباط الذين كانوا يعملون في ديوان الحرب وأُحلَّ مُسلمُون محلَّهم، وفي نفس يوم تنفيذ هذا القرار هُدم دير الخندق الكائن خارج القاهرة بِالقُرب من باب الفُتُوح ولم يُترك فيه حجر على حجر، كما زيدت عليهم الضرائب. أمَّا في عهد قلاوون فقد عُدل عن التزيُّد في الضرائب على الأقباط وعادت المُساواة بينهم وبين المُسلمين في ذلك وأُعيدوا إلى وظائفهم، لكن بعد مُرور فترة عاد هذا السُلطان إلى التشديد عليهم، فأمر بِرُكُوبهم الحمير وشد الزنانير وألَّا يُحدِّث نصراني مُسلمًا وهو راكبٌ دابته، ولا يلبسون ثيابًا مصقولة.
حدث التراجع النسبي للأقباط في مصر خلال حقبة المماليك البحرية وتسارع بشكل أكبر في ظل الدولة المملوكية. وكانت هناك عدة حالات احتجاجات للمسلمين المصريين ضد ثروة المسيحيين الأقباط وعملهم في الدولة، وأحرقت دور عبادة كل طرف من قبل الآخر في أوقات التوترات بين الطوائف. ونتيجة للضغط الشعبي، تم إيقاف عمل الأقباط في البيروقراطية على الأقل تسع مرات بين أواخر القرن الثالث عشر ومنتصف القرن الخامس عشر، وفي عام 1301، أمرت الدولة بإغلاق جميع الكنائس. وكان البيروقراطيون الأقباط يُعادون في كثير من الأحيان إلى مناصبهم بعد انتهاء فترة التوتر الطائفي. وفقا للباحثة الأمريكية كريستين ستيلت، خلال تلك الحقبة «اضطرّ العديد من الأقباط على اعتناق الإسلام أو على الأقل تبني التعبيرات الخارجية للدين الإسلامي لحماية عملهم، وتجنب فرض الضرائب على الجزية وتجنب الإجراءات الرسمية ضدهم». وشهد القرن الرابع عشر تسارع عمليات تحولات الأقباط إلى الإسلام خوفاً من الإضطهادات ونتيجة لتدمير الكنائس وفقاً لمصادر مختلفة،  أو بسبب إجبارهم على اعتناق الإسلام قسراً،  بينما تحول آخرون من أجل الاحتفاظ بوظائفهم. وبحلول نهاية الحقبة المملوكية، ارتفعت نسبة المسلمين بالمقارنة مع المسيحيين إلى 10: 1.

### في ظل الدولة العثمانية

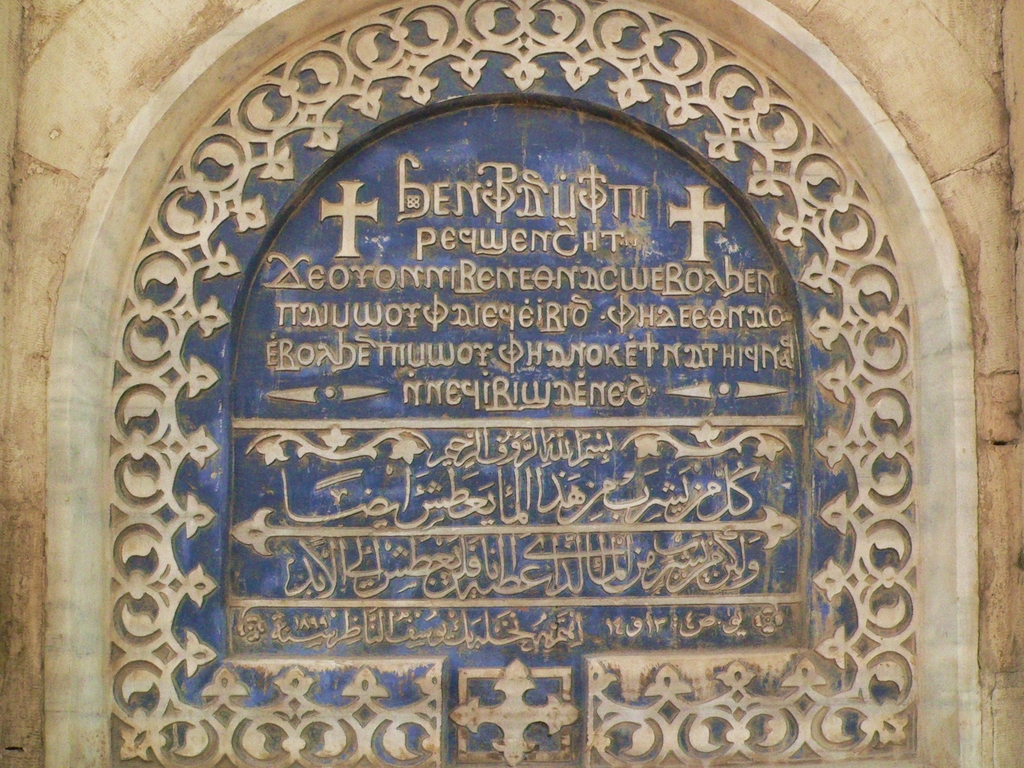
كتابة قبطية - عربية أعلى مداخل إحدى كنائس القاهرة، وتمثل آية من إنجيل يوحنا. وتعود لعام 1899.

ورث العثمانيون عن المماليك حكم بلاد الشام عام 1516 ومصر عام 1517، كان المماليك في المرحلة الثانية من حكمهم قد انتهجوا سياسة معتدلة تجاه المسيحيين من عرب وغير عرب، على عكس ما كان سائدًا في مرحلة تداعي الممالك الصليبية في الشرق من سقوط أنطاكية عام 1268 وحتى سقوط عكا عام 1291. مح العثمانيون لليهود والمسيحيين أن يمارسوا شعائرهم الدينية بحرية تحت حماية الدولة، وفقًا لما تنص عليه الشريعة الإسلامية، وبهذا فإن أهل الكتاب من غير المسلمين كانوا يعتبرون رعايا عثمانيين لكن دون أن يُطبق عليهم قانون الدولة، أي أحكام الشريعة الإسلامية، وفرض العثمانيون، كجميع الدول الإسلامية من قبلهم، الجزية على الرعايا غير المسلمين مقابل إعفائهم من الخدمة في الجيش. كانت الملّة الأرثوذكسية أكبر الملل غير الإسلامية في الدولة العثمانية، وقد انقسم أتباعها إلى عدّة كنائس أبرزها كنيسة الروم، والأرمن، والأقباط، والبلغار، والصرب، والسريان، وكانت هذه الكنائس تُطبق قانون جستنيان في مسائل الأحوال الشخصية. وبحسب مصدر فإن حياة الأقباط تحت الحكم العثماني كانت أفضل من سابقه المملوكي، وكانت الإدارة العثمانية تفضل أقباط مصر في تولي الأمور المالية لخبرتهم. على الرغم من ذلك لم يشكل الأقباط طبقة اقتصادية مزدهرة مقارنةً بالمسيحيين في بلاد الشام أو الطوائف المسيحية الأخرى مثل اليونانيين والأرمن،  فغالبية الأقباط كانوا من الطبقة الريفية والصعيدية. وكان المسيحيين في الدولة العثمانية يعتبرون مواطنين من الدرجة الثانية رغم بعض الحريات المحدودة التي أعطيت لهم كحق العبادة، وكانت هناك مضايقات من نوع آخر تتمثل في رفض شهادتهم في المحاكم وحرمانهم من حمل السلاح أو ركوب الخيل، أو أن تكون شرفة البيت مطلة على بيوت المسلمين. وعلى الرغم أن القانون منع إعادة بناء الكنائس إلا أنه كثيراً ما خالف الأقباط هذا الحكم وقاموا ببناء كنائس جديدة داخل مجمعات الأديرة القديمة أو بجوارها، ولم تقم الإدارة العثمانية بالتشدد في القانون، كما كان هدم الكنائس خلال الحقبة العثمانية نادرًا.
يصف المؤرخ هنري لويس العصر المصري العثماني «بعصور الذل» بالنسبة للأقباط،  ووفقاً للمؤرخ هنري لويس والمؤرخ المصري قاسم عبده قاسم فُرض على الأقباط الكثير من القيود في العصر العثماني حيث كان الأقباط مُلزمون بدفع الجزية وارتداء ملابس وشارات معينة (الزنار، وعمائم صفراء وزرقاء وسوداء)،  وأُلزم الأقباط بوضع أجراس في أعناقهم في الحمامات العامة لتمييزهم عن المسلمين إذا تجرّدوا من ملابسهم،  كما كان يُحظر عليهم ارتداء ملابس معينة (مثل العمائم الخضراء والبيضاء)، وكانوا يُمنعون من ركوب الخيل كذلك، حُظر عليهم حمل السلاح، وتعلية دورهم على دور جيرانهم المُسلمين، وإذا مرّوا بمسجد كان لا بد أن ينزلوا من فوق الحمار أو البغل احتراماً للمسجد،  كما حُرّم عليهم المرور في القاهرة راكبين، ولم تكن شهادتهم تُقبَل في القضاء. وكان الأقباط عُرضةً لأهواء الحكام والفقهاء الذين كان بعضهم يتفنن في التنكيل بهم، ومصادرة أموالهم بأية ذريعة.
يذكر المؤرخ المصري عبد الرحمن الجبرتي المعاصر للحملة الفرنسية على مصر في كتابه «عجائب الآثار في التراجم والأخبار» والمعروف اختصاراً بـ«تاريخ الجبرتي» أن نصوح باشا، الوالي العثماني الجديد الذي أرسلته إسطنبول ليحكم مصر بعد جلاء الفرنسيين، تسلل إلى القاهرة أثناء معركة العثمانيين مع الفرنسيين بقيادة جان باتيست كليبر، وقال للعامة: «اقتلوا النصارى وجاهدوا فيهم فعندما سمعوا منه ذلك القول صاحوا وهاجوا ورفعوا أصواتهم ومروا مسرعين يقتلون مَن يصادفونه من نصارى القبط والشوام وغيرهم». ويذكر عبد الرحمن الجبرتي ما يشبه المجازر الجماعية التي وقعت للمسيحيين الأقباط والشوام في تلك الأثناء، حيث يذكر «ذهبت طائفة إلى حارات النصارى وبيوتهم التي بناحية بين الصورين وباب الشعرية وجهة الموسكي فصاروا يكبسون الدور ويقتلون من يصادفونه من الرجال والنساء والصبيان وينهبون ويأسرون حتى اتصل ذلك بالمسلمين المجاورين لهم فتحزبت». واستغل بعض البكوات هذه المجزرة لسلب أموال الأقباط، ومنهم حسن بك الجداوي الذي طمع في أموال المعلم يعقوب، كما يذكر المؤرخ المحقق عبد العزيز جمال الدين. وفقاً للمؤرخ يعقوب نخلة روفيلة فإنه نتيجة ثورة القاهرة ضد الاحتلال الفرنسي، واستغلال بعض العامة هذه الثورة في الهجوم على بيوت الأقباط ومحلاتهم ونهبها وتخريبها، قام المعلم يعقوب الذي يصفه بأنه «كان من أصحاب الأملاك والتجارة» بالاتفاق مع «قائد العساكر الفرنساوية على تأليف جيش من الأقباط». ويذكر المؤرخ الجبرتي أنه بعد أن نجح الفرنسيون في إخماد ثورة القاهرة الثانية، فرض كليبر غرامة مالية على أهل القاهرة لا سيما الشيوخ والوجهاء الذين كانوا يحرّضون العامة ضد الفرنسيين والمسيحيين، ويشير إلى أن كليبر «وكّل يعقوب القبطي يفعل في المسلمين ما يشاء» لكن يعقوب لم يفعل فيهم ما فعلوه في الأقباط والمسيحيين الشوام واليهود من ذبح وسلب ونهب، بل وكان هؤلاء الوجهاء والشيوخ يتشفعون ببعض أعيان الأقباط عند الفرنسيين. بعد فشل الحملة الفرنسية، استعدّ الفرنسيون للجلاء، وهنا خاف الأقباط من أن يتعرضوا لمذبحة أخرى، ورحل المعلم يعقوب إلى فرنسا عام 1801. ومع نهاية الحملة الفرنسية على مصر أشار المؤرخ إيان كولير من جامعة كاليفورنيا أن أعداد الأقباط واليونانيين والمصريين الذين غادروا مصر إلى فرنسا قُدّر بحوالي 1,500 إلى 1,800 شخص.

### الأسرة العلوية

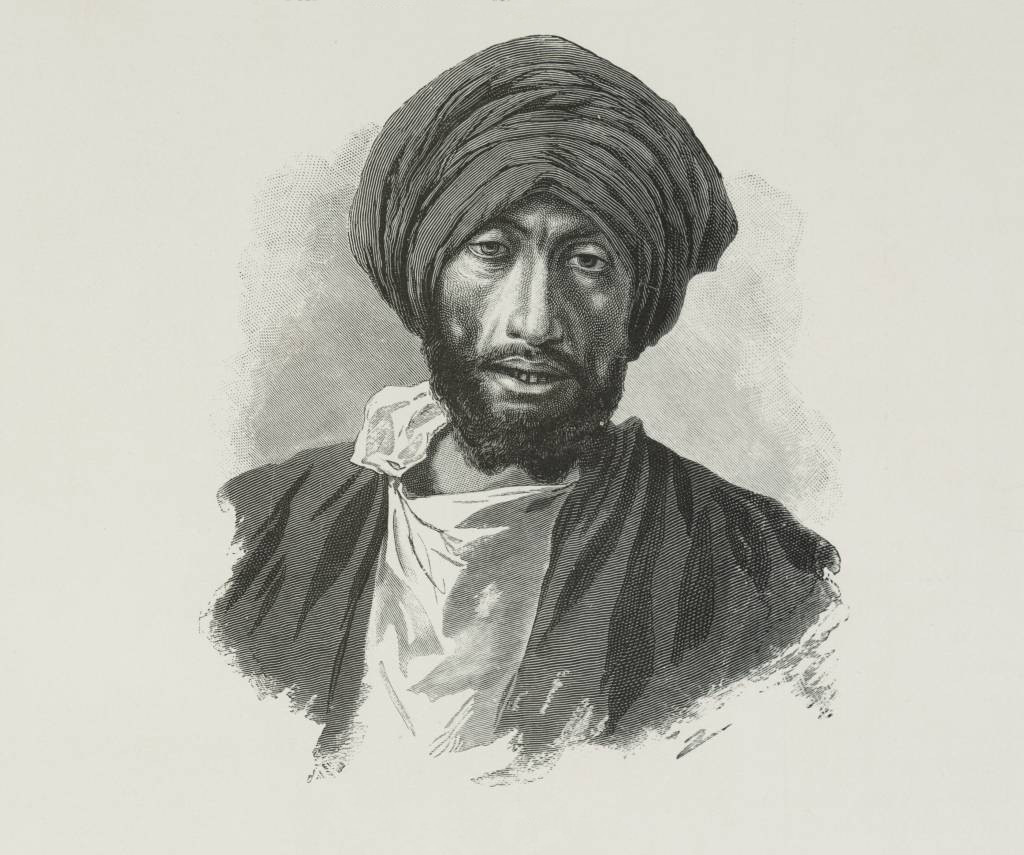
رسم لقبطي ملتحي سنة 1878م.

خلال حقبة محمد علي باشا تحسنت أوضاع المسيحيين، حيث كان محمد علي باشا متسامحًا واسع الأفق في الشؤون الدينية، فقرَّب إليه المسيحيين كما المسلمين، واستعان بهم في حكمه وأدخلهم في حاشيته. نَعِم الأقباط والملكيون «بالصفاء والسلام» في ظل حكم أسرة محمد علي بحسب مصادر، وكان الحال كسائر أنحاء الدولة من الناحية القانونية، ينظم المسيحيون أحوالهم الشخصية بما يتفق مع الأحكام الروحية للطوائف غير أن تنظيم هذا القانون لدى الأقباط قد تأخر حتى 1718، كما تم إلغاء فرمان سابق صدر عام 1678 ينصّ على وضع مسيحيي مصر حلقتين حديديتين حول رقابهم واليهود لحلقة واحدة لتميزهم مستعيدًا بذلك ما أقره الحاكم بأمر الله سابقًا وهذا ما يفسر بكونه «عنصرية تجاه المسيحيين»، وألغيت القرارت التي نصت على إجبار الأقباط على إرتداء أزياء معينة والتي كانت مفروضة على الأقباط من قبل السلطنة العثمانية، وسُمح لهم بركوب البغال والخيول وحمل السلاح. ويجدر بالذكر أيضًا أن الأقباط في المدن الكبرى خلال العهد العثماني أخذوا يتجمعون في أحياء خاصة كما روى الرحالة وفي ذلك إحدى مميزات الشخصية القبطية، واشتهروا بمهن الصاغة والخياطة والتجارة. وقام محمد علي بتوظيف المسيحيين من الأقباط والأرمن في المناصب الحكومية، وتم منحهم بالتالي فرصًا كبيرة للمساهمة في التنمية الاجتماعية والاقتصادية لمصر، وفي عام 1878 ترأس نوبار باشا وهو من أصول أرمنية مسيحية تعود إلى سميرنا منصب أول رئيس لوزراء مصر. وتبوأ الأقباط مراكز عليا في الحكومة، وشهد عهد محمد علي بناء كنائس مسيحية جديدة في مصر. وفي المجلس الاستشاري الذي عيّنه محمد علي باشا لمساعدته في إدارة شؤون البلاد كانت حصة الأقباط خمسة مقاعد من أصل سبعة عشر، وبعد تأسيس الخديوية المصريّة أسس المجلس الملي العام كهيئة علمانية مساعدة في إدارة شؤون الطائفة، وتولى بطرس غالي رئاسة الوزارة في مصر عام 1908 بعد أن شغل مناصب وزارية لفترات طويلة في السابق، كغيره من أقباط مصر.

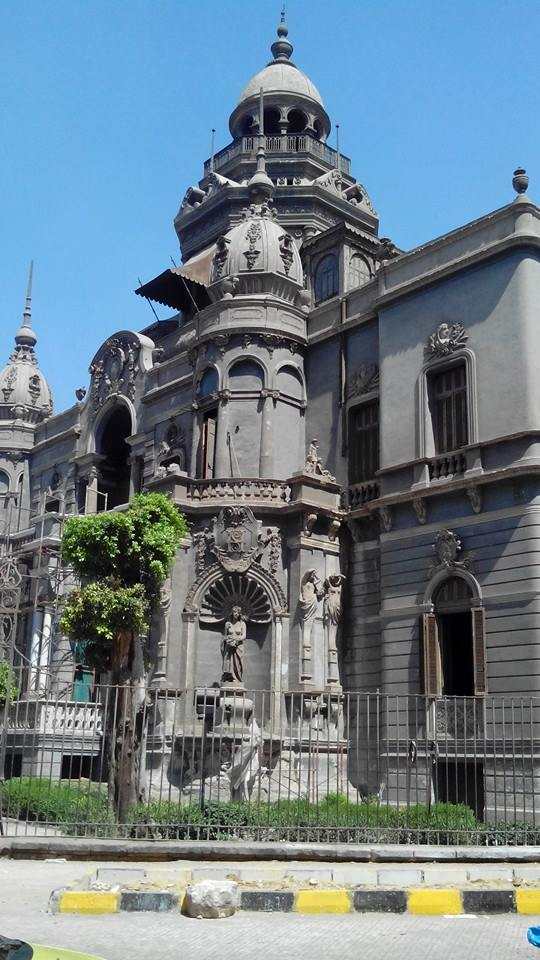
قصر السكاكيني والذي يعود لأسرة السكاكيني وهم من شوام مصر المسيحيين.

بدأت النهضة الثقافية العربية في القرن التاسع عشر في أعقاب خروج محمد علي باشا من بلاد الشام عام 1840 وتسارعت وتيرتها أواخر القرن التاسع عشر، وكانت بيروت والقاهرة ودمشق وحلب مراكزها الأساسية، وتمخض عنها تأسيس المدارس والجامعات العربية والمسرح والصحافة العربيين وتجديد أدبي ولغوي وشعري مميز ونشوء حركة سياسية نشطة عرفت باسم «الجمعيات» رافقها ميلاد فكرة القومية العربية والمطالبة بإصلاح الدولة العثمانية ثم بروز فكرة الاستقلال عنها مع تعذر الإصلاح والمطالبة بتأسيس دول حديثة على الطراز الأوروبي؛ كذلك وخلال النهضة تم تأسيس أول مجمع للغة العربية وإدخال المطابع بالحرف العربي، وفي الموسيقى والنحت والتأريخ والعلوم الإنسانية عامة فضلاً عن الاقتصاد وحقوق الإنسان، وملخص الحال أنّ النهضة الثقافية التي قام بها العرب أواخر الحكم العثماني كانت نقلة نوعية لهم نحو حقبة ما بعد الثورة الصناعية.
ولا يمكن حصر ميادين النهضة الثقافية العربية في القرن التاسع عشر بهذه التصنيفات فقط إذ إنها امتدت لتشمل أطياف المجتمع وميادينه برمته، ويكاد يعمّ الاتفاق بين المؤرخين على الدور الذي لعبه المسيحيون العرب في هذه النهضة سواءً في جبل لبنان أو مصر أو فلسطين أو سوريا، ودورهم في ازدهارها من خلال المشاركة ليس فقط من الوطن بل في المهجر أيضًا. يذكر على سبيل المثال في الصحافة جرجس ميخائيل فارس مؤسس «الجريدة المصرية» عام 1888 واسكندر شلهوب مؤسس مجلة السلطنة عام 1897 وسليم تقلا وشقيقه بشارة تقلا مؤسسًا جريدة الأهرام، وفي المجال الاقتصادي، برز عدد من العائلات المسيحية منهم آل غالي وآل ثابت في مصر،  وفي عهد الخديوي إسماعيل تحسنت أوضاع الملة القبطية الأرثوذكسية لتصبح أكثر تنظيمًا وثراءً وتعليمًا، ومع تسهيل العمل وامتلاك الأراضي، ازدهرت أحوال الأقباط في مجال الأعمال التجارية وأهتم الأقباط بالتجارة خاصةً مع السودان فصارت لهم ثروة طائلة، وتحسنت أحوال المدارس المسيحية في البلاد. وخلال هذه الحقبة ازدادت أعداد الجاليات اليونانية، والأرمنيّة، والإيطالية، والفرنسية. وكان معظمهم من أتباع الديانة المسيحيّة، وتركزّ وجودهم في مدينة الإسكندرية بشكل خاص، وعملوا في التجارة والصيرفة والطب والمصالح الحكوميّة.
خلال القرن التاسع عشر لعب عدد من المسيحيين العرب من أبناء المهاجرين من سوريا العثمانية، والذي كان ينتمي غالبيتهم إلى الكنيسة الأرثوذكسية الشرقية والكنائس الكاثوليكية الشرقية (الكنيسة المارونية وكنيسة الروم الملكيين الكاثوليك)، دورًا طليعيًا في تحديث المجتمع وعصرنته والانفتاح على الغرب الأوروبي وإنشاء دور الصحف وتحديث الطباعة والنشر وكذلك العمل في المهن الحرة والمصارف وكانوا جزءًا من الطبقة الثرية والمتعلمة. ومع مطلع القرن العشرين بلغ عددهم أكثر من مائة ألف وعلموا في مختلف المهن سواء صناعيّة أو تجاريّة أو خدميّة، وقدرت ثرواتهم بحوالي 10% من الناتج المحلي الإجمالي في مصر. دفع هذا النجاح الإقتصادي الشوام إلى إنشاء مدارس وجمعيات خاصة، إرتبطت غالباً بكنائسهم التي كانت بمثابة صلة الوصل بين العائلات الشاميّة المهاجرة. واستخدم مصطلح «الشوام» للإشارة إليهم، وقد انتقل بعض هؤلاء المفكرين ذوي الأغلبية المسيحية من سوريا ولبنان وفلسطين إلى القاهرة والإسكندرية التي كانت في ظل الخديوي إسماعيل المكان الأكثر انفتاحًا في الدولة العثمانية؛ برز منهم بشارة وسليم تقلا مؤسسي جريدة الأهرام، رجل الأعمال والمصرفي حبيب السكاكيني ورجال الأعمال من آل صابات وصيدناوي، وأدباء وشعراء أمثال جورجي زيدان وخليل مطران وفرح أنطون، المسرحي جورج أبيض وغيرهم.

### العصور الحديثة

#### الملكية

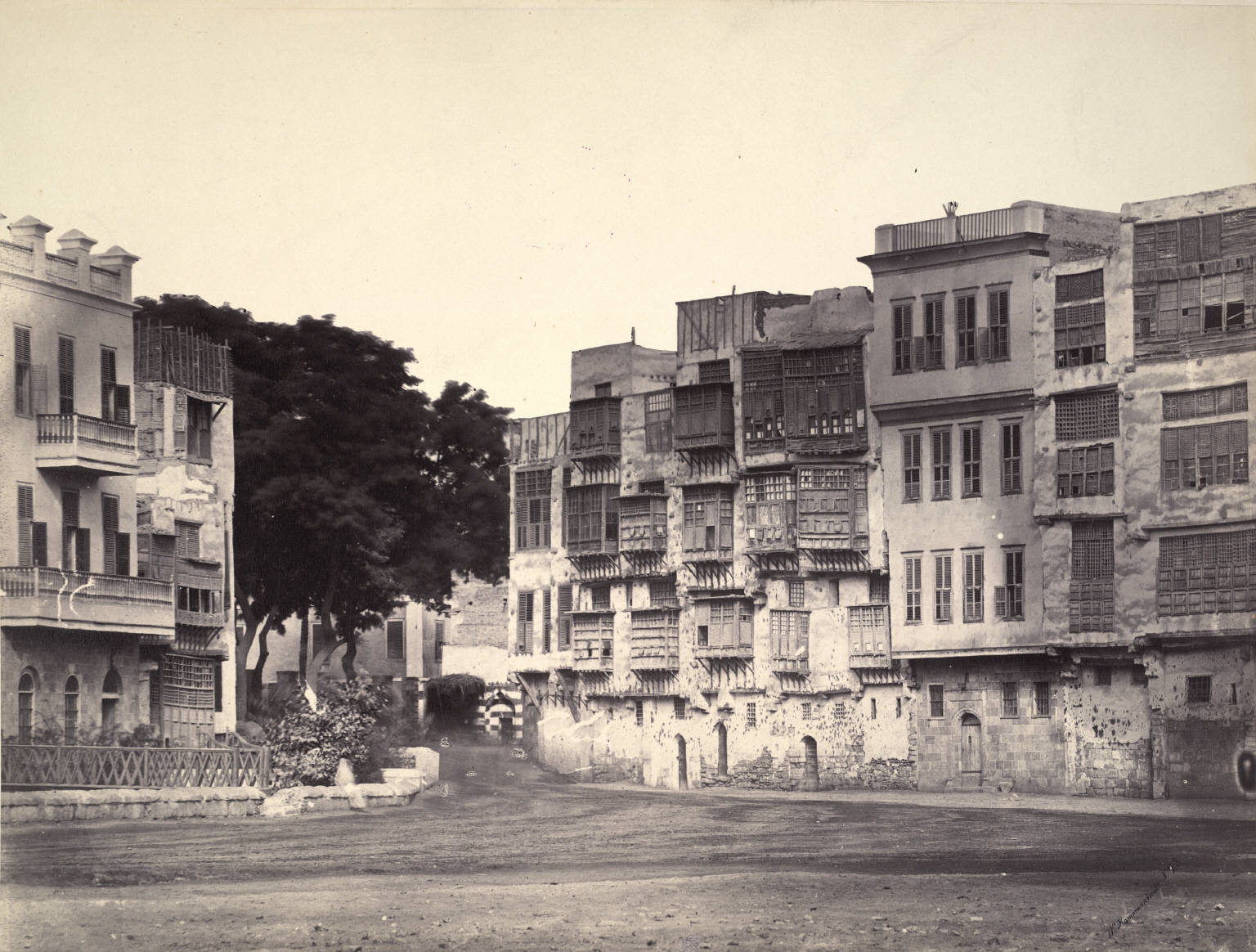
منازل لعائلات قبطيَّة في حي الأزبكية.

لعب الأقباط في الفترة الليبرالية منذ عام 1919 حتى عام 1952 دوراً كبيراً في السياسة،  وكانوا أعضاء فاعلين في البرلمان وكان مكرم عبيد الرجل الثاني في حزب الوفد مسيحي الديانة، فاحتل منصب سكرتير عام الوفد مكرم عبيد سنوات طوالاً، ثم تلاه إبراهيم فرج، وشكلّ الأقباط جزءاً مهماً من حزب الوفد، كما وكان دورهم في الإقتصاد المصري. خلال هذه الحقبة ازدادت أعداد الجاليات اليونانية، والأرمنيّة، والإيطالية، والشاميَّة (روم أنطاكيون وموارنة)،  والفرنسية، والمالطية. وكان معظمهم من أتباع الديانة المسيحيّة، وتركزّ وجودهم في مدينة الإسكندرية والقاهرة بشكل خاص وفي المنصورة وبورسعيد، وكانوا جزءاً من الطبقة العليا والوسطى المصريَّة، وعملوا في التجارة والصيرفة والطب والصيدلة والمحاماة والمصالح الحكوميّة، وكانوا من أصحاب العقارات الكبيرة والمتاجر والمطاعم والفنادق ومن المصرفيين والوكلاء الماليين. وقدرت ثروة الشوام (المسيحيين في الغالب) الإجمالية بمليار ونصف مليار فرنك، أي ما يعادل 10% من الناتج المحلي الإجمالي المصري. ووفقاً للباحثة آمال أسعد توفيق ساهم الأقباط بفعالية في المجالات الاقتصادية والاجتماعية والثقافية في تلك الحقبة. برز الأقباط ضمن النخب البرجوازية وطبقة كبار التجّار،  وتحسنّ المستوى التعليمي لدى الطائفة القبطيَّة، مع بناء المزيد من المدارس الإرسالية المسيحية،  وكانت الطبقة الوسطى القبطية المتعلمة والنامية أكثر محافظة بالمقارنة مع الطبقة العليا القبطيَّة، وأكثر قرباً للكنيسة، والتي كانت تلعب دوراً رئيسياً في شؤون المجتمع القبطي. كما وأزدهرت أحوال الكنيسة القبطية الكاثوليكية في تلك الحقبة، فبُنيت العديد من المدراس الكاثوليكيَّة في أغلب المدن المصرية. خلال العهد الملكي (فؤاد الأول وفاروق الأول) تم تعيين قبطيين في منصب رئاسة الوزراء، وهو ما لم يقع بعد ذلك في مصر، أولهما بطرس باشا غالي رئيساً للوزراء، والذي قتل على يد الشاب إبراهيم الورداني في 20 فبراير عام 1910، كما تم كذلك تعيين يوسف وهبة باشا (1919-1920) رئيساً للوزراء.
وشهدت أوضاع الأقباط في عهد الملك فاروق الأول تطوراً مهما يتمثل في تطبيع العلاقة بين الأقباط وجهاز الدولة المصرية، إذ تبوأ الأقباط منصب الوزارة قرابة 12 مرة في فترة حكمه؛ وهو ما يعد الرقم الأكبر في تاريخ مصر الحديث. على الرغم من ذلك لم يكن للكنيسة القبطية دور واضح في الشأن العام خلال تلك الفترة؛ إذ تميزت هذه المرحلة بالفصل الواضح بين الرموز الدينية والرموز المدنية للأقباط. في عام 1950 تزوجت شقيقة الملك فاروق الأول فتحية بنت فؤاد الأول من شاب مسيحي قبطي وهو رياض غالي، وأعتنقت الديانة المسيحية. وهو حدث أعتبر بمثابة فضيحة هزت العرش الملكي، وآثار تحريض وغضب ضد النظام الملكي في مصر. ودخل الأزهر على الخط، وعقدت هيئة كبار العلماء اجتماعاً بدعوة من وكيل الجامع الأزهر انتهت بصياغة خطاب تم رفعه إلى جلالة الملك حذروا فيه من أن ما حدث به «مساس بالدين وتقطيع لصلة الأرحام في بيت عريق كريم». يُذكر أنّ نازلي ملكة مصر القرينة ووالدة الملك فاروق الأول تحولت أيضاً إلى المسيحية الكاثوليكية في عام 1950.

#### الجمهورية

##### عهد جمال عبد الناصر

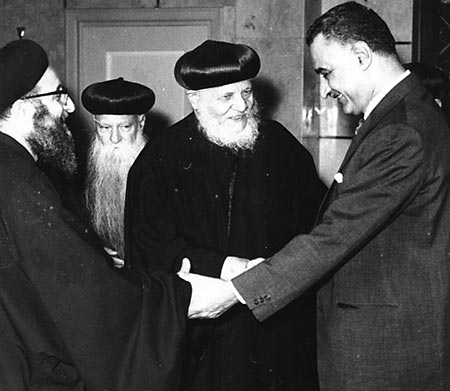
أساقفة أقباط في لقاء مع جمال عبد الناصر عام 1965.

في عام 1952، قاد جمال عبد الناصر بعض ضباط الجيش في ثورة 23 يوليو ضد الملك فاروق الأول، وأطاح بالمملكة وقام بتأسيس الجمهورية. كانت سياسة جمال عبد الناصر السائدة هي القومية العربية والاشتراكية. وفي حين حظّر جمال عبد الناصر جماعة الإخوان المسلمين وقمعها، سعى إلى بناء الأمة العربية. ومع أن هذه الهوية الإقليمية الواسعة شملت المسيحيين والمسلمين، إلا أنها كانت تفتقر إلى «الهوية المصرية» المميزة التي ربطت بين أجزاء البلاد في عشرينيات القرن العشرين. إضافة إلى ذلك، وبينما لم تكن سياسة عبد الناصر الخارجية تُميِّز على أساس الدين، فإن نهجه الاقتصادي المحلي، الذي تضمّن عمليات إصلاح ومصادرة واسعة للأراضي إضافة إلى فرض قيود على حرية التعبير وتكوين الجمعيات السياسية، أدّى إلى طرد الكثير من المصريين الأثرياء، منهم العديد من الأقباط. وعرض عبد ناصر أن يوفّر لأقباط شكلاً من الحماية الموروثة التي عزّزت الاستقرار الاجتماعي في الوقت الذي كرّست فيه عدم المساواة السياسية. يرى المؤرخ مردوخاي نيسان أنَّ سياسة الاضطهاد من قبل عبد الناصر، أدت إلى انغلاق وعزلة الأقباط والبحث عن طرق لتقوية روابط الإيمان الديني في الداخل. وفقاً للباحث موليفي كيتي آسانطة لم يكن هناك تعاطف كبير مع الأقباط في عهد الرئيس جمال عبد الناصر، ولم يقم بتنصيب الأقباط في الوظائف العالية والرئيسية خلال إدارته، حيث بحسب الباحث لم يرى عبد الناصر بالأقباط كمتعاونين،  ويضيف بأنه كوسيلة «للنجاة من التحرش والتمييز والاضطهاد الفظيع»، قام الأقباط بالمحافظة على دينهم وتوجهوا للعمل في مهن مثل الهندسة والمحاماة والطب والتعليم لضمان حياة كريمة. وفقاً للباحثين بول بيشي وجون كرومكوسكي وجورج ف. ماكلين؛ فإنه على الرغم من أن المسيحيين الأقباط والمسلمين في مصر تشاركوا في مشاعر قوية حول الهوية المصرية، الا أن هذا في نهاية المطاف لم يمنع التعصب أو اضطهاد الأقباط.

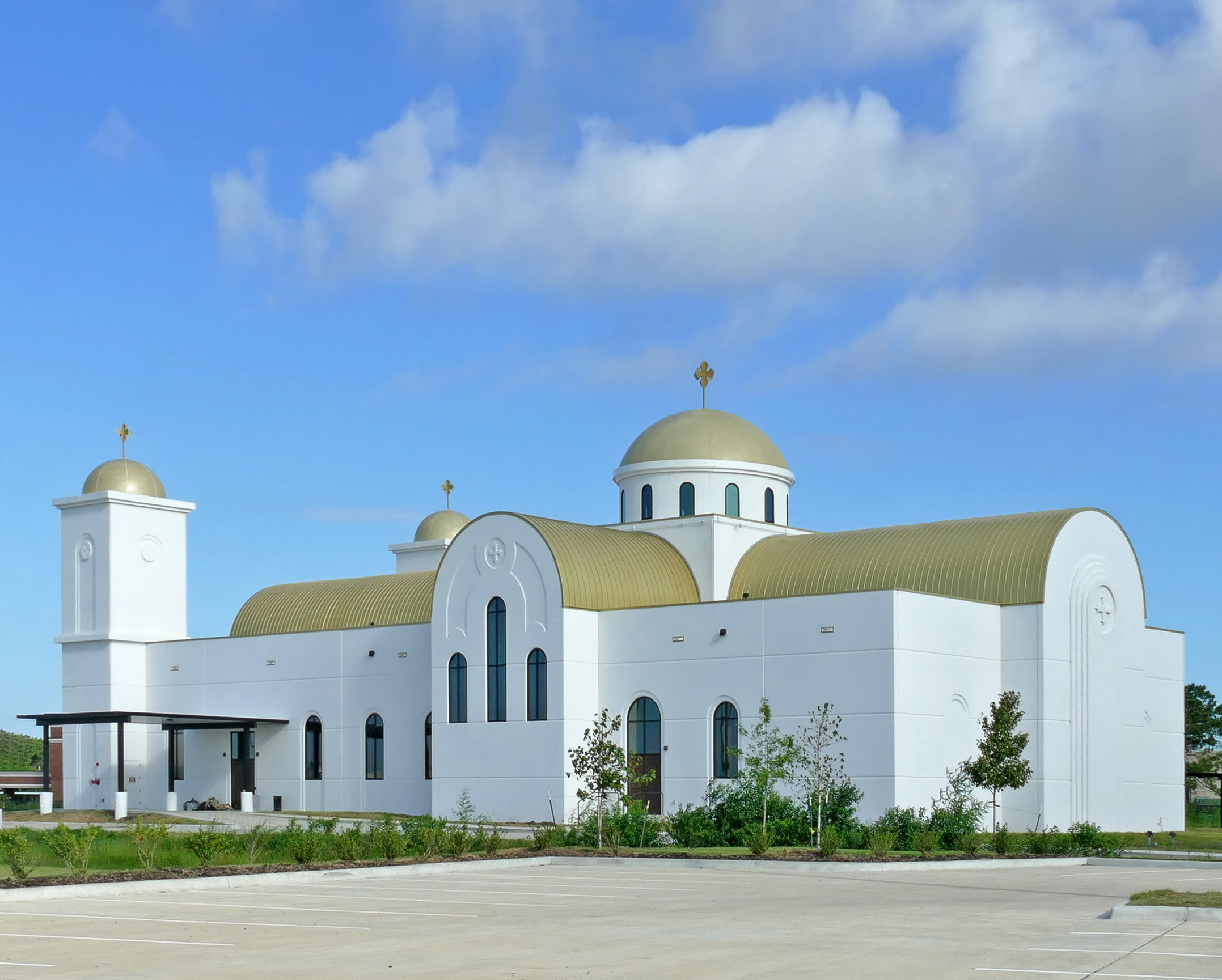
كنيسة قبطية في تكساس: أدّت سياسات التأميم خلال عهد عبد الناصر إلى أولى موجات الهجرة القبطية.

يرى المؤرخ الإسرائيلي مردوخاي نيسان أن الأقباط تأثروا بشدة بسياسات تأميم عبد الناصر، لأن العديد من الأقباط كانوا من بين المصريين الأكثر ثراءاً، على الرغم من أنهم كانوا يمثلون حوالي 10 إلى 20% من السكان. بالإضافة إلى ذلك، وفقا لنيسان فقد قوضت سياسات عبد الناصر العربية الشعور القوي للأقباط حول هويتهم المصرية القبطية، والتي نتج عنها تأجيل تصاريح لبناء الكنائس وإغلاق المحاكم الدينية المسيحية. وبحسب الباحثة ليا مولر فونك كانت موجات الهجرة القبطية الأولى إلى أمريكا الشمالية تتكون من أبناء الطبقات البرجوازية المتعلمة وملاك الأراضي، وذلك هرباً من سياسات التأميم والقومية العربية. بعد إلغاء الملكية وإعلان الجمهورية وبداية مرحلة التأميم في عهد جمال عبد الناصر، بدأت هجرة واسعة النطاق للجماعات المسيحية غير القبطية مثل اليونانيين والأرمن والطليان والشوام والفرنسيين. حيث تأثرت الجماعات المسيحية غير القبطيَّة من قانون التمصير عام 1947 والذي فرض على الشركات الأجنبية تمصير إدارتها وتشغيل نسبة من المصريين لا تقل عن 51% من العاملين، وأن تكون مراسلات الشركة باللغة العربية.
خلال حرب أكتوبر عام 1973 لعب بعض القادة والضباط الأقباط أدواراً بارزة في الحرب، كان منهم شفيق مترى سدراك وغيرهم. وكانت علاقة البابا كيرلس السادس وعبد الناصر جيدة، وهو ما سهلّ من عقد شراكة بين الرجلين ضمن من خلالها عبد الناصر ولاء الكنيسة ودعمها لنظامه الجديد مقابل عدم تدخله في الشأن الداخلي للكنيسة،  وعلى الرغم من العلاقة الجيدة للأقباط بالدولة في تلك الحقبة إلا أن التوجه العام للدولة بمعاداة الأجانب الذين كانت تربطهم ببعض الأقباط مصالح مشتركة،  أسهم في هجرة عدد كبير من النخبة القبطية خارج مصر.

##### عهد أنور السادات

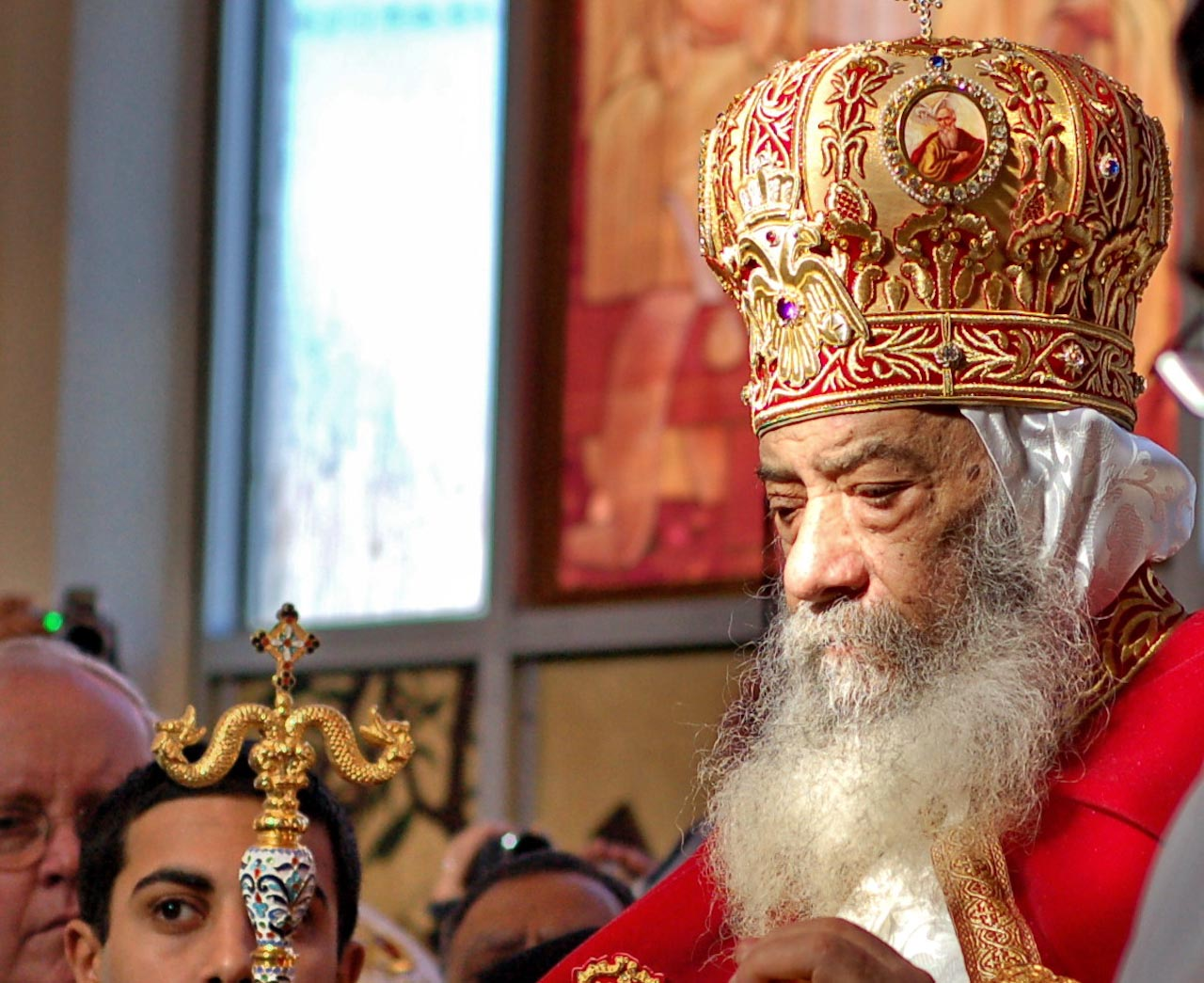
البابا شنودة الثالث: تدهورت العلاقة بين الكنيسة القبطية والنظام في عهد أنور السادات.

تدهورت العلاقات بين النظام والكنيسة القبطية في سبعينيات القرن العشرين في عهد الرئيس محمد أنور السادات، الذي احتضن الإسلام والإسلاميين كثقلٍ موازن لليسار، واعتمد دستور عام 1971 مبادئ الشريعة الإسلامية بوصفها المصدر الرئيس للتشريع. خلال حقبة السادات ازدادت أعمال العنف الطائفي، وكان أبرزها أحداث حي الخانكة عام 1972 بمحافظة القليوبية، وأحداث حي الزاوية الحمراء في القاهرة عام 1981 (أحد أكبر الأحداث الطائفية في مصر). وكان محمد أنور السادات قد رفض وصف هذه الأحداث بأنها «فتنة طائفية»، وقال إنها خلافات بين جيران مسلمين ومسيحيين.
في عام 1981، قام الرئيس أنور السادات، بنفي البابا شنودة الثالث، متهماً إياه بإثارة الفتنة بين الطوائف، وبأنه ذو نزعة انفصالية، وأنه يرغب في اقتطاع جزء من صعيد مصر لإقامة دولة مسيحية،  كما أتهم السادات الكنيسة القبطية الأرثوذكسية بأنها تتصرّف كطابور خامس، بالتعاون مع الشيوعيين. وكان البابا شنودة الثالث من أهم المعارضين لمعاهدة السلام المصرية الإسرائيلية،  ورفض ومنع البابا شنودة الثالث حج الأقباط إلى الأراضي المقدسة، وأكد أن الأقباط لن يزوروا القدس إلا مع «إخوانهم العرب المسلمين». في عام 1981 أعتقل عدد من رجال الدين الأقباط الآخرين والمثقفون ونشطاء من جميع الأطياف الإيديولوجية. كما تم حظر جميع الصحف غير الحكومية. وبحسب الباحثة ليا مولر فونك كانت موجات الهجرة القبطية الثانية خلال حقبة أنور السادات هرباً من الإعتداءات الطائفية والتمييز.
منذ وصول أنور السادات إلى السلطة، بدأ في تشجيع نمو الإسلاموية في البلاد كوسيلة لمحاربة الجماعات الشيوعية وترسيخ سلطته. خلال فترة ولاية سلفه جمال عبد الناصر، تم قمع الجماعات الإسلامية مثل جماعة الإخوان المسلمين. ودفع السادات بتعديل دستوري كان سيسمح له بالترشح لإعادة انتخابه كرئيس أكثر من مرتين، ولجعل التعديل الدستوري أكثر جاذبية للجمهور المصري، قام السادات بتعديل دستوري آخر أعلن أن الشريعة الإسلامية هي المصدر الرئيسي للتشريع، وهو إجراء يُنظر إليه على أنه خطوة نحو جعل مصر أكثر إسلامية وراديكالية. في عهد السادات، أصدرت الحكومة تعداداً سكانياً في عام 1977 قللّ من عدد المسيحيين، إذ تناقضت معطيات هذا التعداد مع التعدادات السكانيَّة التي صُدرت في وقت سابق.

##### عهد حسني مبارك

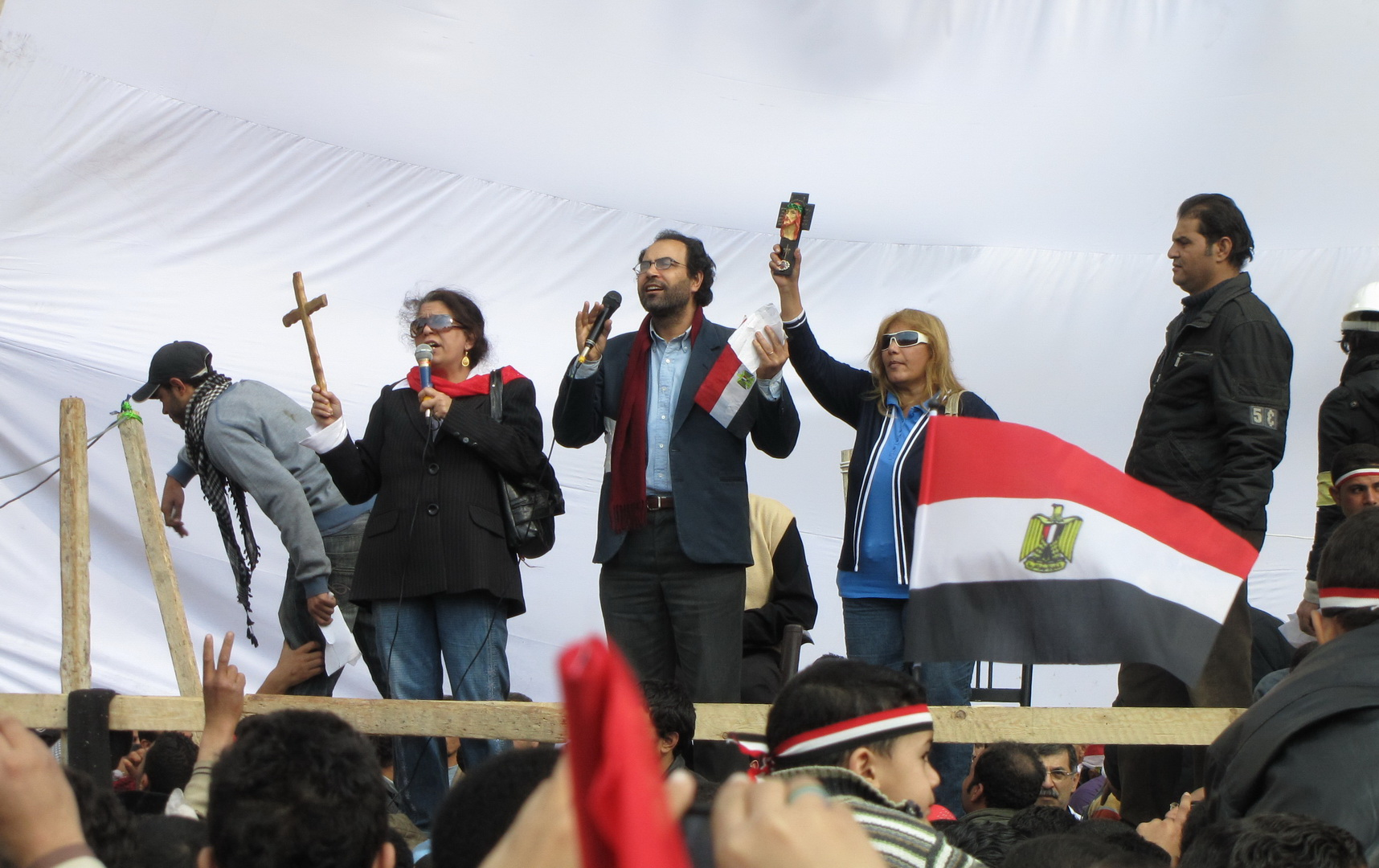
مسيحيون يصلون في ميدان التحرير خلال ثورة 25 يناير.

تقلد حسني مبارك مقاليد الرئاسة في 14 أكتوبر 1981، حيث قام في عام 1985 بالإفراج عن المعتقليين الذين قام سلفه السادات باعتقالهم وقابل بعضهم وكان منهم البابا شنودة الثالث. خلال نظام حسني مبارك، كافح الأقباط لتجنب الاضطهاد،  وتميزت العلاقة بين الكنيسة والدولة عقب تولي الرئيس حسني مبارك للسلطة بالهدوء؛ إذ سعى حسني مبارك إلى تدعيم علاقته بالكنيسة، الأمر الذي أسهم في تشكيل نمط جديد للعلاقة التي صار فيه البابا شنودة هو الوسيط ما بين الدولة والأقباط والممثل الوحيد لهم. نظرت بعض الأوساط القبطيَّة بإيجابية إلى فترة حسني مبارك بالمقارنة بعهد السادات؛ وذلك بسبب المرونة «النسبيَّة» في إجراءات بناء الكنائس، واعتبار عيد الميلاد حسب التقويم الشرقي (7 ديسمبر) عطلة رسمية عام 2002. وبحسب تقرير لبي بي سي تعرض الأقباط على مدار العقود الماضية لأحداث عنف واعتداءات، استهدفت أشخاصاً ممتلكات وكنائس، لأسباب مختلفة بعضها عقائدي والآخر جراء خلافات حول بناء الكنائس ومعاملات تجارية وكذلك علاقات عاطفية لرجال مسيحيين مع مسلمات. وتلوم الحكومة والمصادر المصرية الأخرى السلوك القبائلي في المناطق الريفية في مصر على جزء كبير من العنف. وكانت أبرز الأحداث الطائفية خلال حقبة حسني مبارك حادثة الكشح في 31 ديسمبر 1999، والإشتباكات الطائفية عقب عرض مسرحي داخل كنيسة في مدينة الأسكندرية عام 2006، والإعتداء على مطرانية نجع حمادي في عام 2010، والإشتباكات الطائفية في محافظة مرسي مطروح عام 2010، وأحداث حي العمرانية عام 2010.
في حين أُستهدفت كنيسة القديسين مار مرقص الرسول والبابا بطرس خاتم الشهداء بمنطقة سيدي بشر بمدينة الإسكندرية المصرية صباح السبت 1 يناير 2011 عشية احتفالات رأس السنة الميلادية. وكان تنظيم القاعدة في بلاد الرافدين قد استهدف كنيسة سيدة النجاة ببغداد سابقاً، وهدد الكنيسة القبطية في مصر بنفس المصير إن «لم تطلق سراح» كاميليا شحاتة ووفاء قسطنطين، كما توعد تنظيم القاعدة في بلاد الرافدين بهجمات أخرى ما لم «يتم إطلاق سراحها». وإثر الانفجار تجمهر مئات المسيحيين أمام المسجد المقابل للكنيسة بغية اقتحامه. لكن من المعتقد أن يكون وزير الداخلية حبيب العادلي هو المسؤول عن هذا الحادث. وهي أحد الأسباب التي أدت إلى ثورة 25 يناير عام 2011.

##### ثورة يناير 2011
على الرغم من دعم كل من البابا شنودة الثالث وشيخ الأزهر أحمد الطيب لحسني مبارك، شارك الأقباط وخصوصاً الشباب منهم بكثافة في ثورة 25 يناير عام 2011، وبدأ المكون المسيحي للمرة الأولى في التحرك الاجتماعي والسياسي خارج هيمنة الكنيسة، إلا أنه هيمنة الكنيسة على المكون المسيحي سرعان ما عادت مع أول مشهد سياسي عندما تحول استفتاء 19 مارس عام 2011 على التعديلات الدستورية إلى استفتاء على الهوية وما نتج عنه من استقطاب طائفي. خلال انتخابات يونيو من عام 2012 إنقسم الشارع القبطي، حيث صوت عموم الأقباط لحمدين صباحي وعمرو موسى وغيرهم في الجولة الأولى، وفي مرحلة الإعادة إلى أحمد شفيق. بحسب تقرير لبي بي سي لم يجذب محمد مرسي الأقباط لصفه، حيث لم ينجح في التعامل مع مخاوف الاقباط من تصريحاته ومؤتمراته الصحفية.

##### عهد محمد مرسي

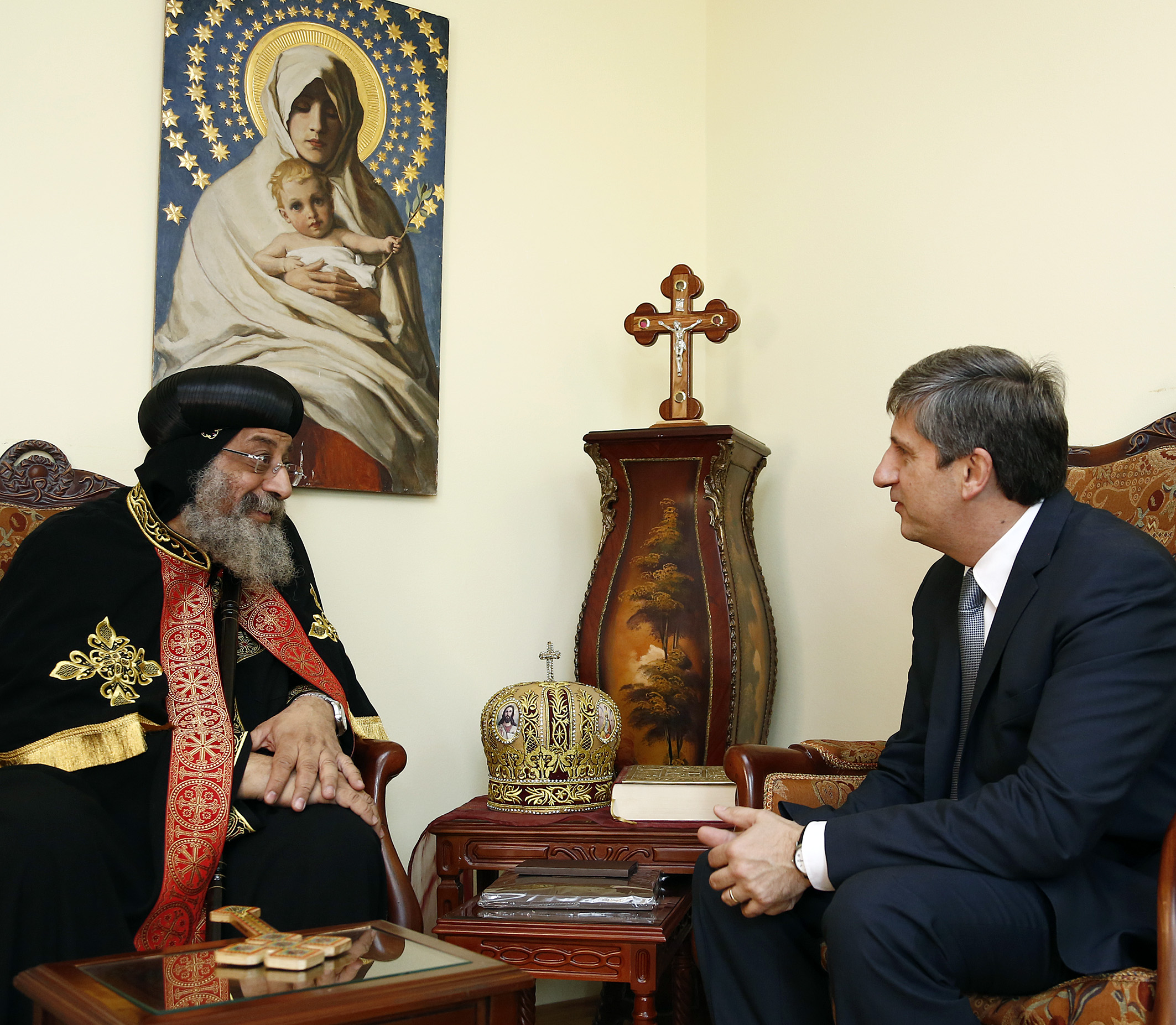
البابا تواضروس الثاني في لقاء مع وزير الماليَّة النمساوي ميخائيل اسبیندلجر في سنة 2013.

خلال فترة رئاسة محمد مرسي توفي البابا شنودة الثالث عام 2012، وتولى من بعده المنصب البابا تواضروس الثاني، وهو حدث لم يحضره محمد مرسي. يرى المسيحيون أن ظهور التيارات السلفية والإسلامية على الساحة السياسية بعد الإطاحة بحكم حسني مبارك في عام 2011 أدى لجعل المسيحيين الأقباط هدفًا للتمييز والاعتداءات المتزايدة. في عام 2011 حرقت كنيسة قبطية سبقه احتجاجات ضد تعيين محافظ قنا المسيحي الديانة ثم أحداث ماسبيرو وهي عبارة عن تظاهرة انطلقت من شبرا باتجاه مبنى الإذاعة والتلفزيون المعروف باسم « ماسبيرو » ضمن فعاليات يوم الغضب القبطي، ردًا على قيام سكان من قرية المريناب بمحافظة أسوان بهدم كنيسة قالوا أنها غير مرخصة، وتصريحات لمحافظ أسوان اعتبرت مسيئة بحق الأقباط. وتحولت إلى مواجهات بين المتظاهرين وقوات من الشرطة العسكرية والأمن المركزي، وأفضت إلى مقتل بين 24 إلى 35 شخصًا أغلبهم من الأقباط. كما وكان قد أثار قرار لجنة تحكيم عرفية طرد 8 أسر قبطية وأسرة مسلمة من قرية شربات في محافظة الإسكندرية، على خلفية وجود علاقة جنسية بين شاب مسيحي وفتاة مسلمة، الكثير من الغضب بين نواب برلمانيين ونشطاء قبطيين. أثار عدد من الإسلاميين الجدل عقب وصفهم للمسيحيين بالكفار على التلفزيون ومطالبتهم بدفع الجزية. في أكتوبر 2011، تبنى البرلمان الأوروبي مشروع قرار اتهم فيه مصر باضطهاد السكان المسيحيين. وبعد تولي محمد مرسي رئاسة الدولة كان 10,000 مسيحي قد فر من البلاد. وقد منحت هولندا في يوليو من عام 2012 حق اللجوء السياسي للمسيحين في مصر. ورفضت النخب المسيحية والطوائف المسيحية الرئيسيَّة الإعلان الدستوري المكمل في عام 2012، كما وانسحب ممثلو الكنيسة من الجمعية التأسيسية للدستور.
أيدّت الكنائس المسيحية الرئيسية مظاهرات 30 يونيو في عام 2013، حيث شارك العديد من الأقباط في المظاهرات. أدى هذا إلى تحريض ضد الأقباط من قبل بعض حلفاء مرسي الأكثر إخلاصاً،  مثل صفوت حجازي وغيره. ونصح محمد مرسي الأقباط بعدم المشاركة في الاحتجاجات. وفي مساء 3 يوليو من عام 2013 في التاسعة مساءً، وبعد انتهاء المهلة التي منحتها القوات المسلحة للقوى السياسية، أعلن وزير الدفاع الفريق عبد الفتاح السيسي إنهاء حكم الرئيس محمد مرسي على أن يتولى رئيس المحكمة الدستورية العليا إدارة شئون البلاد لحين إجراء انتخابات رئاسية مبكرة، وعطّل العمل بالدستور وعقب البيان قام شيخ الأزهر أحمد الطيب بالقاء بيان عقبه بيان للبابا تواضروس الثاني بابا الإسكندرية ثم بيان للدكتور محمد البرادعي المفوض من قبل المعارضة المصرية.

##### مظاهرات يوليو 2013 والوضع الحالي

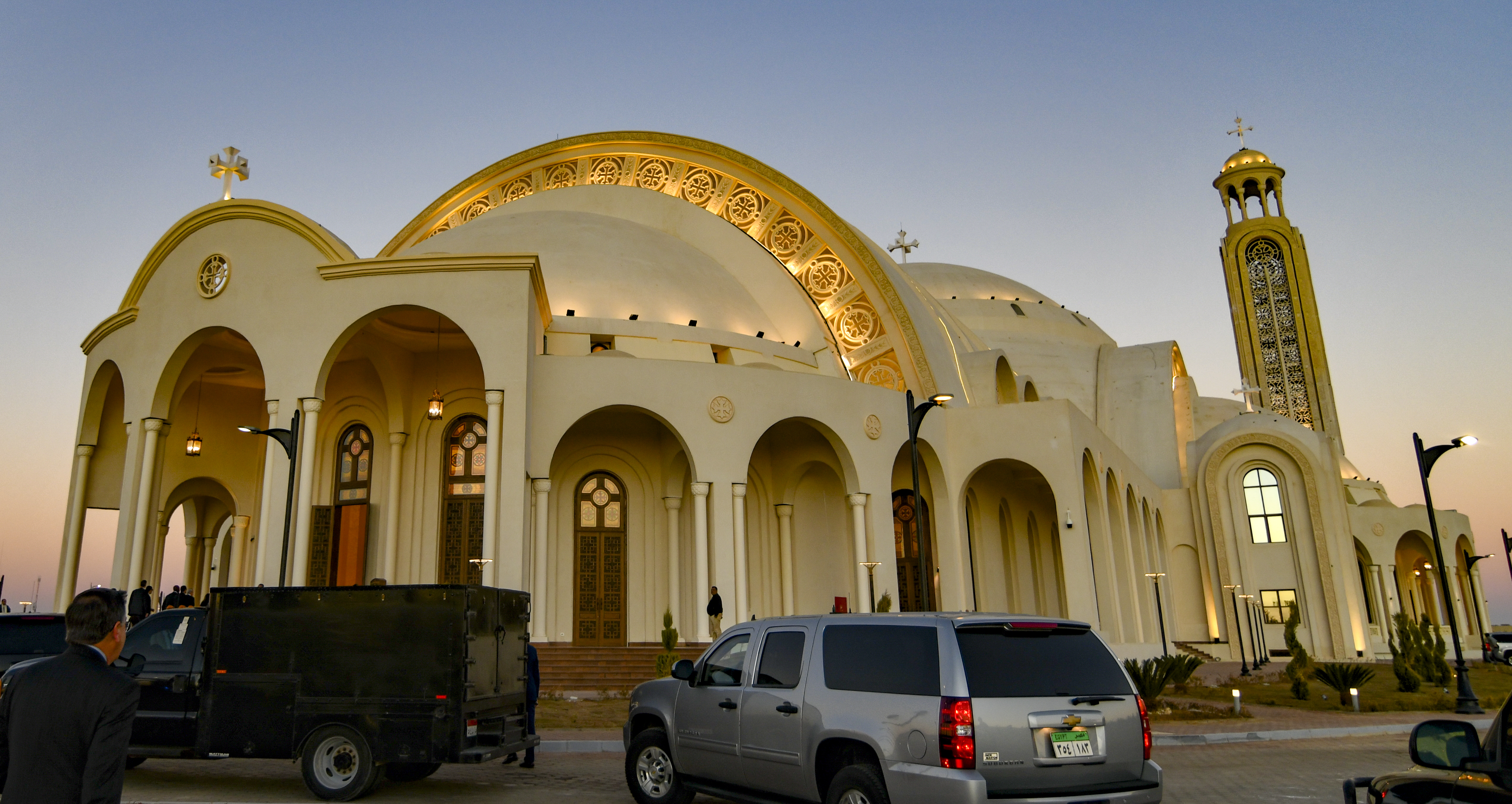
كاتدرائية ميلاد المسيح بالعاصمة الإدارية الجديدة: أفتتحت في عام 2019.

تعرضت بعض الكنائس القبطية إلى اعتداءات وتدمير بعد مظاهرات يوليو في عام 2013، وعزل الرئيس السابق محمد مرسي، وكذلك بعدما فضت السلطات المصرية اعتصامات أنصار جماعة الإخوان المسلمين في ميدان رابعة العدوية وميدان نهضة مصر في أغسطس من ذلك العام. وقالت منظمة هيومن رايتس ووتش إن حوالي 42 كنيسة وممتلكات مسيحية تعرضت للنهب والسلب في أنحاء البلاد، وأن أربعة أشخاص بينهم مسلمون قتلوا وأصيب عشرات. وحملت المنظمة تيارات إسلامية متطرفة مسؤولية ما حدث. عقب الإطاحة بالرئيس محمد مرسي في عام 2013 دعمت الكنيسة القبطية الأرثوذكسية، ومعها العديد من النخب المسيحية السياسية عبد الفتاح السيسي في صراعه مع حركة الإخوان المسلمين والحركات المعارضة للانقلاب، إذ أدلى البابا تواضروس الثاني بتصريحات رسمية مؤيدة لترشح السيسي لرئاسة مصر. خلال الإنتخابات عام 2014 أعلن البابا تواضروس الثاني أن الكنيسة لن تدعم مرشحاً معيناً للرئاسة المصرية،  وعلى الرغم من أنَّ التيار العام القبطي يدعم السيسي، الا أنَّ هناك أصوات قبطيَّة معارضة لعبد الفتاح السيسي خصوصاً من الشباب،  وحركة «مسيحيون ضد الانقلاب» الرافضة «للإنقلاب العسكري» الذي أطاح بالرئيس المصري المنتخب محمد مرسي.
أصبح عبد الفتاح السيسي أول رئيس مصري في تاريخ البلاد يحضر قداس عيد الميلاد في عام 2015، وأفتتح كاتدرائية ميلاد المسيح بالعاصمة الإدارية الجديدة عام 2019، وهي أكبر كنيسة في الشرق الأوسط. وكان قد كلف عبد الفتاح السيسي ببناء أكبر مسجد وكنيسة في العاصمة الإدارية الجديدة. وعلى الرغم من ذلك تعرض المسيحيين إلى بعض الأعمال العدائية أو الإرهابية مثل تفجيرات الكنيسة البطرسيَّة في القاهرة عام 2016، وتفجيرات أحد السعف في طنطا عام 2017، وحادث حافلة المينا في عام 2017 وفي عام 2018. في عام 2017 قام البابا فرنسيس بزيارة مصر، التقى فيها بالبابا تواضروس الثاني، لمواساته في ضحايا تفجيرات أحد السعف، ومن بين أهداف زيارة بابا الفاتيكان، تعزيز العلاقات بين الكنيسة الكاثوليكية والمسيحيين الأرثوذكس في مصر.

## الأوضاع الاجتماعية

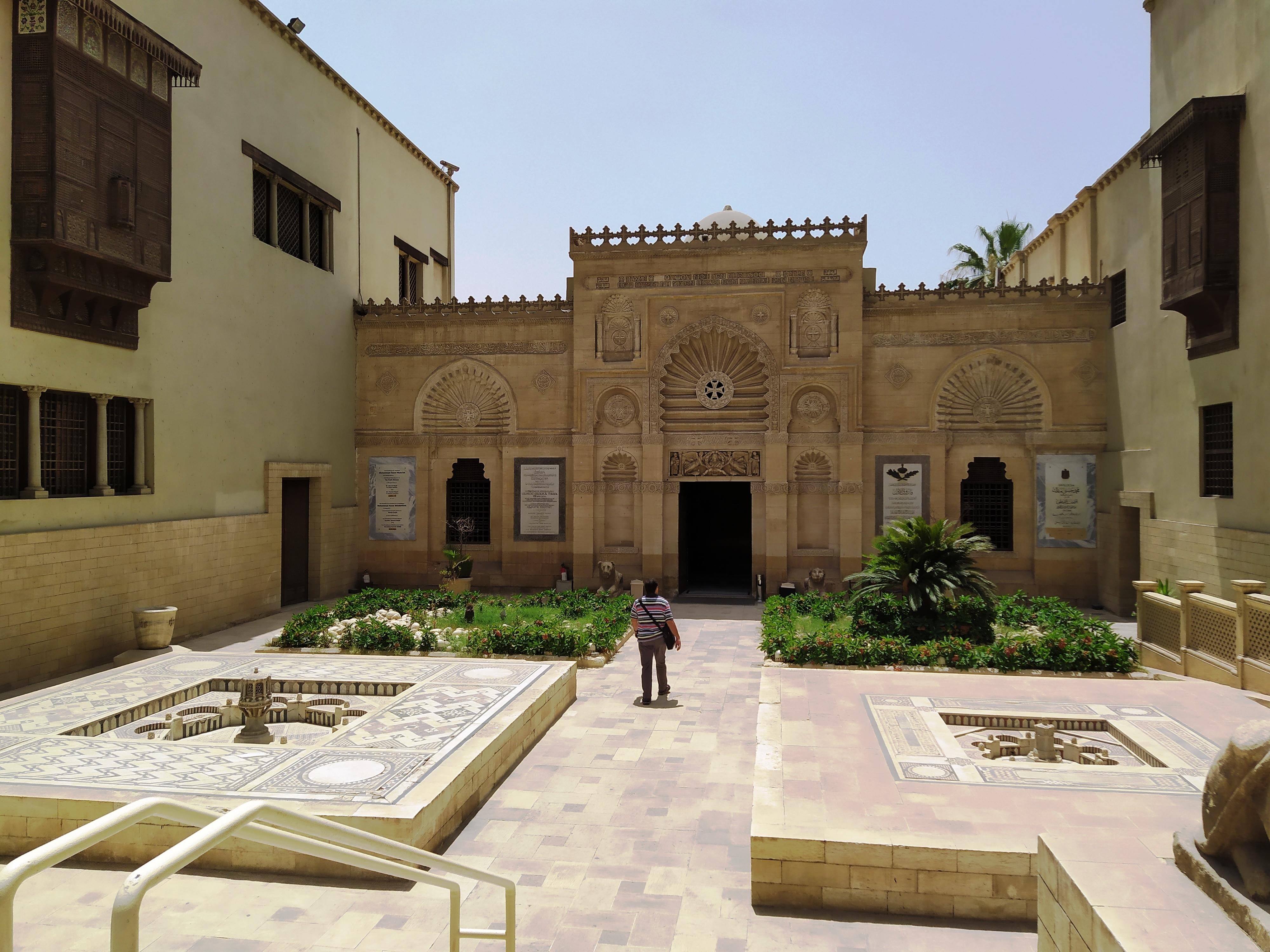
المتحف القبطي في القاهرة.

ترى الحكومة المصرية نفسها حكومة مساوية لا تميز بين المصريين عملاً بالمواطنة، وتستند على السماح للمسيحيين بالالتحاق بالجيش والعمل في الشرطة ووجود عدداً من الوزراء ورجال الدولة واحتفال الدولة رسمياً بالأعياد القبطية. بينما يرى عدد من الناشطين في مجال حقوق الإنسان غياب التطبيق الحقيقي للمساواة وعدم الرغبة في التقليل من الاحتقان الطائفي، وأن المسيحيين في مصر يعانون من التمييز الطائفي، ويتمثل هذا في عدة اتجاهات مثل قضية بناء الكنائس في مصر؛ أو وجود نسبة قليلة جدًا في المسيحيين يشغلون مناصب هامة، كضباط في الجيش؛ ومن العلاقة المتوترة والاقتتالات طائفية مع المسلمين، ومع ذلك فقد برز عدد من الأقباط في المجالات الاقتصادية والثقافية؛ فهناك تقارير حكومية تقول ان الأقباط يسيطرون على 30% إلى 40% من الاقتصاد المصري، في حين طبقًا لتقديرات غير رسمية فثروة الأقباط لاتقل عن 50% من حجم الاقتصاد المصري، وأن 22% من شركات القطاع الخاص المصري التي تأسست خلال فترة التخلي عن الاشتراكية بين عامي 1974 و1995 هي لأقباط أيضًا، ويسيطر الأقباط على 60% من الصيدليات و45% من العيادات الطبية الخاصة، كما ويحتل أربعة من الأقباط من أسرة ساويرس (ناصف ساويرس ونجيب ساويرس وأنسي ساويرس وسميح ساويرس) رأس قائمة أغنى أغنياء مصر، وذلك حسب التصنيف السنوي الذي تصدره مجلة فوربس عام 2019. وقدرَّت مجلة فوربس صافي قيمة العائلة في عام 2008 بحوالي 36 مليار دولار أمريكي.
في منتصف القرن التاسع عشر، أفاد إدوارد وليام لاين بأن العديد من الأقباط كانوا محاسبين وعملوا بشكل أساسي في المكاتب الحكومية. وبحسب دراسة نشرت من مطبعة جامعة كامبريدج كان الأقباط يمتلكون 51% من البنوك المصرية حتى أواخر عام 1961. وفقاً للباحث لويس فرج الطبقة الوسطى القبطيَّة في نمو وازدهار منذ منتصف القرن العشرين مع انخراط الأقباط المتزايد في التجارة والمهن الطبيَّة والأكاديميّة وكعمال الياقات البيضاء، ويشير أيضاً إلى أن الأقباط ما زالوا يلعبون الدور الرئيسي في الإدارة المالية للدولة في مصر، حيث يملكون 20% من إجمالي رأس مال الدولة، وحوالي 45% من معاشات الوظائف الحكومية. وفقاً للباحث أندريا روغ من المعتقد أنَّ المسيحيين من أتباع الكنيسة الأسقفية أن يكونوا من الطبقة العليا، والمسيحيين الإنجيليين من الطبقة الوسطى المتعلمة والطبقة العليا، في حين يتوزع الأقباط الأرثوذكس على كافة شرائح المجتمع الطبقيَّة. ويتفاوت الوضع الاجتماعي والاقتصادي للأقباط الأرثوذكس من أصحاب المليارديرات مثل عائلة ساويروس وباسيلي وصاروفيم ولكح، والعائلات السياسية والنافذة مثل عائلة غالي وعبيد وعبد النور،  إلى سكان مخيمات جامعي النفايات في المقطم. كما أن المسيحيين هم المجموعة الدينيَّة الأكثر تعلمًا في مصر حيث وفقًا لدراسة قامت بها مركز بيو للأبحاث عام 2016 تحت اسم الدين والتعليم حول العالم حوالي 23% من المسيحيين في مصر حاصلين على تعليم عال ومن حملة الشهادات الجامعيَّة، بالمقارنة مع 16% من المسلمين في مصر.

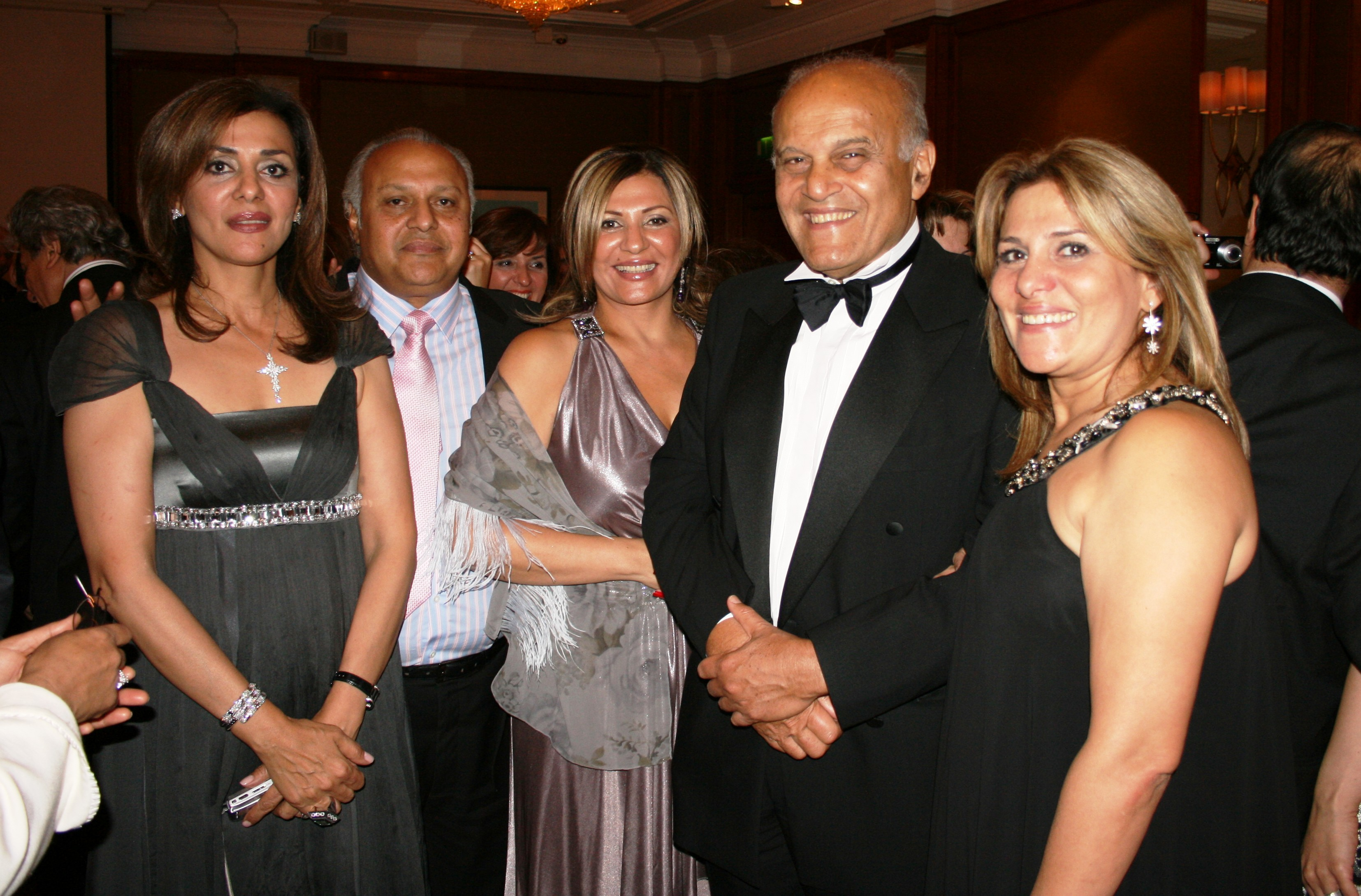
مجدي يعقوب: طبيب مسيحي مصري وهو من أشهر جراحي القلب في العالم.

وفقاً لبحث نشرته كيوساينس يتمتع الأقباط في مصر بمستوى تعليمي أعلى نسبيًا، وبمؤشر ثروة أعلى نسبياً، وتمثيل أقوى في وظائف ذوي الياقات البيضاء، ولكن بتمثيل محدود في الأجهزة الأمنية. بالإضافة إلى ذلك، معظم المؤشرات الديموغرافية والاجتماعية والاقتصادية والصحية متشابهة بين الأقباط والمسلمين. وفقاً للباحث محمد صالح تاريخياً لم يكن الأقباط أقلية من النخبة السياسية، وكانت المناصب العليا التي وصل إليها الأقباط مقتصرة على البيروقراطية المتوسطة والمنخفضة مثل الكتبة والمحاسبين وجباة الضرائب العقارية. ومع ذلك كان الأقباط أكثر ثراءً في المتوسط من المسلمين،  ويعزو الباحثين بوتيشيني وإيكشتاين ذلك إلى تشجيع المسيحيَّة القبطيَّة، مثل اليهودية الربانية، على تراكم رأس المال البشري. كما وكان المسيحيين غير الأقباط أغنياء متجانسين، ومعظمهم من النخب الحضرية.
حضور الأقباط في المجال العام المصري بارز على كافة الأصعدة السياسية والاجتماعية والثقافية والفنية، وقد برزت أيضاً أسماء مسيحية مصرية عالمياً مثل مجدي يعقوب والذي يَدينُ بالديانة المسيحيّة، وهو من أشهر جراحي القلب في العالم. وبطرس بطرس غالي والأمين العام السادس للأمم المتحدة بين عام 1992 إلى عام 1996، ودينا باول نائبة مستشار الأمن القومي الأمريكي للشؤون الإستراتيجية، والمهندس هاني عازر، والعالم رشدي سعيد، والممثل مينا مسعود ورامي مالك وغيرهم. وينتشر الأقباط جغرافيًا في جميع ربوع مصر وإن كان هناك بعض الكثافة العددية في بعض مناطق الصعيد كأسيوط والمنيا،  وبعض أحياء الإسكندرية والقاهرة، مثل حي شبرا الذي يضم على واحدة من أكبر التجمعات المسيحية في مدينة القاهرة.

### الحرية الدينية
الدساتير المصريّة المتعاقبة بدءًا من دستور 1923 وحتى اليوم تنصّ على أن جميع مكونات المجتمع المصري هي متساوية في الحقوق والواجبات،  وصدر في 15 أكتوبر 2011 قانونًا مجرمًا للتمييز في البلاد،  رغم ذلك فإن تقرير الحريّات الدينية الصادر عن وزارة الخارجية الإمريكية قد قيّم مصر بكونها دولة «منتهكة» لحقوق الأقليات؛ تقرير الحريات الدينية استند إلى عدّة معطيات تتواجد في مصر علمًا أنها لا تتواجد في بلدان عربية مجاورة تتخذ مثل مصر الشريعة الإسلامية مصدرًا للتشريع كالأردن وسوريا، ولعل أبرز هذه القضايا تتمثل بقضية بناء الكنائس في مصر؛ حيث لا يزال التشريع المعتمد هو الخط الهمايونى الصادر عن الدولة العثمانية عام 1856، ومن ثم أضافت إلى وزارة الداخلية المصرية عام 1934 ما يعرف باسم «الشروط العشرة»،  مرفقًا بموافقة أمنية وموافقة المحافظ، ويقدّم الأقباط ملفات عديدة تتعلق بتعويق ترميم كنائس أو بناء كنائس جديدة؛ يدور الجدل حديثًا في مصر حول الانتهاء من هذه القضية بوضع قانون جديد وعصري منظم لبناء الكنائس،  علمًا أن دار الإفتاء المصريّة أفتت بجواز بناء الكنائس في الإسلام، وهو ما يضع القضية في خانة السياسة أكثر من كونها في خانة الدين.
أشار تقرير لمنظمة هيومن رايتس ووتش إلى سن قانون مصري جديد لبناء الكنائس يميّز ضد المسيحيين في عام 2016، ويشير التقرير «وقعت في الآونة الأخيرة حوادث عنف ضد مسيحيين خلّفت قتيلا وعدد من المصابين مع أضرار كثيرة لحقت بممتلكات، وكانت مدفوعة أو مسبوقة بغضب في أوساط بعض المسلمين جراء إنشاء كنائس أو ادعاءات بإنشاء كنائس. حتى عندما قامت السلطات بتوقيف مشتبهين، فنادراً ما قامت بملاحقتهم أمام القضاء، ما هيأ لمناخ من الإفلات من العقاب على جرائم العنف التي تستهدف المسيحيين»،  وفي عام 2016، عمل البرلمان على تمرير مشروع قانون يسهل للمسيحيين الحصول على إذن من الحكومة لبناء الكنائس، إلا أن أسقف المنيا حذر من أن مسؤولي الأمن «سيقومون بإيقاف ذلك». رأى رؤساء الطوائف المسيحية في القانون «تصحيح لخطأ استمر أكثر من 100 عام»، وقال البابا تواضروس عن القانون في تصريحاتٍ له «جاء ليضمد جراحات استمرت طويلاً من أجل الاستقرار والمواطنة، ولقد كان هناك إجماعًا في مجلس النواب على إقرار القانون فيما عدا أفراد قلائل، وقد علت الهتافات يحيا الهلال مع الصليب».

### التمييز

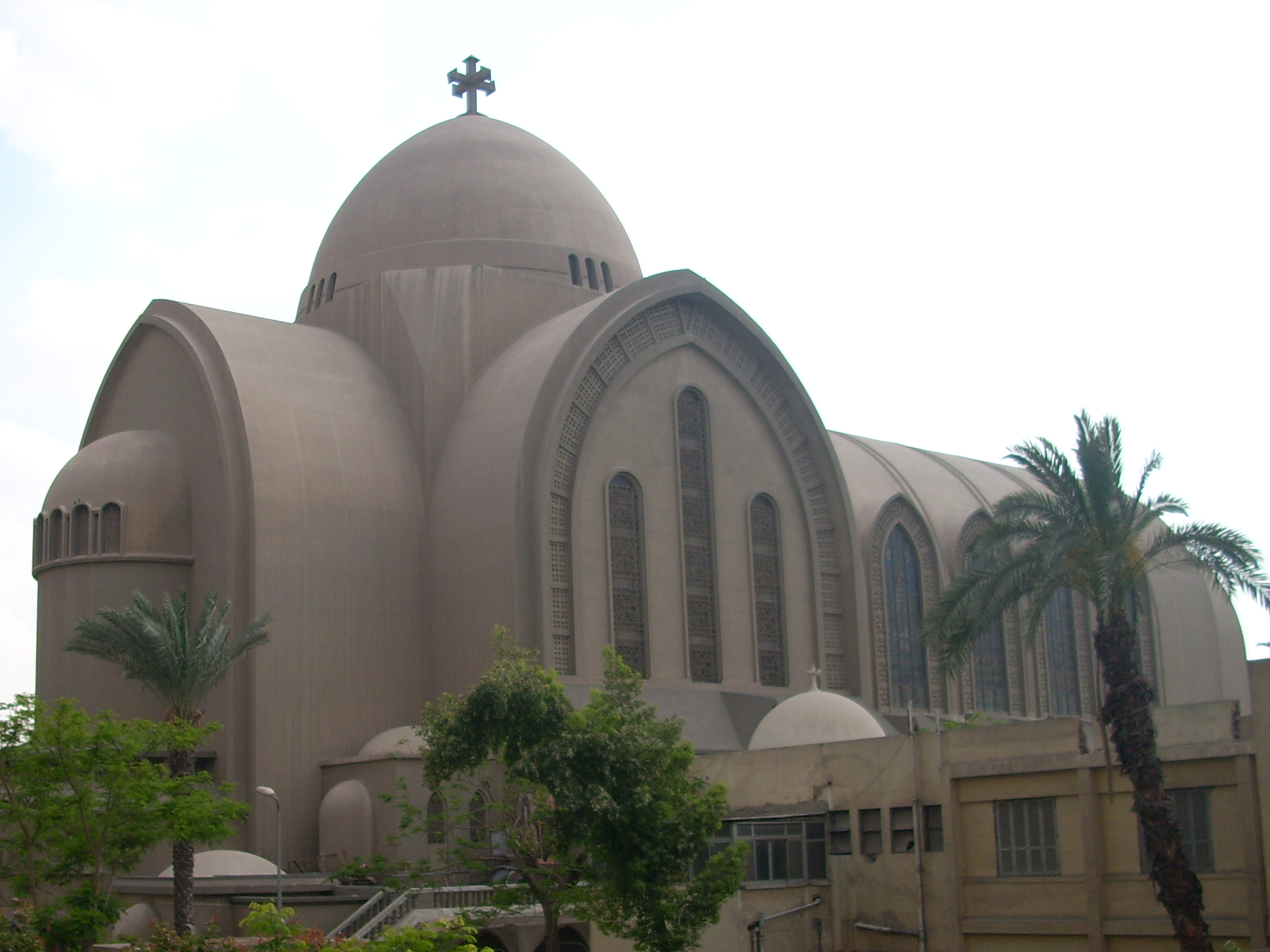
كاتدرائية القديس مرقس القبطية الأرثوذكسية في القاهرة؛ تعرضت الكنيسة البطرسية لتفجير من قبل تنظيم الدولة الإسلامية (داعش).

حسب سي إن إن تزايد الاضطهاد والتمييز ضد المسيحيين الأقباط في مصر منذ الإطاحة بنظام حسني مبارك في عام 2011. وبحسب مؤسسة كارنيغي للسلام الدولي واجه الأقباط التمييز والاضطهاد في ظل نظام حسني مبارك والحكومات الانتقالية التي جاءت بعده. وأشار التقرير أن العنف ضد الأقباط خلال السنوات الأربعين الماضية ظهر نتيجة تقاطع الخطاب الديني والسيطرة الإستبدادية، حيث روّج محمد أنور السادات للإسلام في الحياة العامة وأعاد بناء الدولة البوليسية الناصرية كوسيلة لتعزيز موقفه السياسي. ويشير التقرير أن الأقباط يواجهون أشكالاً عديدة من التمييز اليومي، إذ مُنِع الأقباط في العادة من تقلّد المناصب القيادية، وكذلك المناصب التي تُعَدّ حسّاسة بالنسبة إلى الأمن القومي، ومن المستويات العليا في جهاز الأمن إلى خطوط الجبهة التربوية حيث يُمنَع الأقباط من تدريس اللغة العربية.
وفقاً لمركز بيو للأبحاث خلال الاضطرابات في مصر في عام 2013، واجه المسيحيون استمرار العنف. حيث تعرضت ما يصل إلى 52 كنيسة للهجوم في جميع أنحاء مصر في فترة 24 ساعة في عام 2013، وفقاً لبعض التقارير. وحتى قبل ذلك، أصدرت 16 جماعة لحقوق الإنسان بياناً أدانت فيه الهجمات الطائفية المستمرة. ووفقاً لتقرير صادر عن وزارة الخارجية الأمريكية بذلت الحكومة جهودًا نحو تعددية دينية، ومع ذلك، فإن التعصب على المستوى الثقافي والسياسي لا يزال قائمًا وفقاً لمصادر. وبحسب مركز بيو للأبحاث يقول حوالي ثلث (35%) من المسلمين المصريين إن جميع المسلمين في بلدهم، أو الكثير منهم، معادون للمسيحيين، وفقاً لمسح أجراه مركز بيو للأبحاث حول مسلمي العالم. ونحو نصف (50%) من تم استطلاع آرائهم من المسلمين في مصر يقولون إن كل أو معظم أو كثير من المسيحيين معادون للمسلمين، وهو أعلى نصيب في 26 دولة سئل فيها السؤال. وبحسب مركز بيو للأبحاث عام 2010 انقسم المسلمون المصريون بالتساوي تقريباً في نظرتهم إلى المسيحيين، حيث أظهر 48% منهم آراء إيجابيَّة بينما قال 47% إن لديهم آراءاً سلبيَّة.
وبحسب تقرير حقوق الإنسان في مصر التابع للحكومة الأمريكية عام 2017 أبلغت جماعات حقوق الإنسان المحلية والدولية عن عدة حالات قامت فيها السلطات بتوجيه أو إدانة أفراد بموجب ما يسمى بقانون التجديف، والتي استهدف في المقام الأول المسيحيين ولكن كان من بينهم مسلمين أيضاً. وبحسب تقرير لشاؤول جاباي، مدير معهد الأبحاث العالمية ومركز بوزنر للتنمية الدولية يعود اضطهاد المسيحيين في مصر إلى قرون، لكن في السنوات الأخيرة شهد الموضوع اهتماماً أكبر في الأوساط الأكاديمية وبين عامة السكان المهتمين. وتشير ملخص الدراسة أنَّ اضطهاد المسيحيين في مصر لا يقتصر على مجموعة أو أخرى بل إنه منتشر على نطاق واسع في المجتمع المصري.

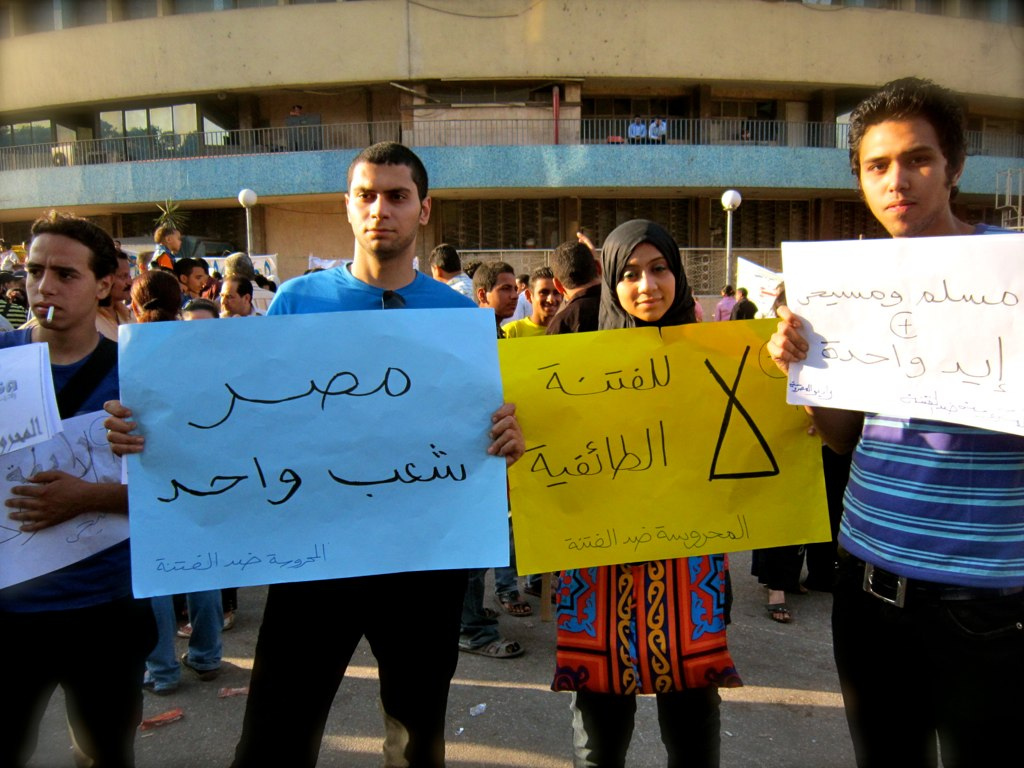
شبّان مصريون يرفعون شعارات ترفض الطائفية وتؤكد المساواة بين المسلمين والمسيحيين.

لاحظت هيومن رايتس ووتش إلى «تزايد التعصب الديني» والعنف الطائفي ضد الأقباط المسيحيين في السنوات الأخيرة، وفشل الحكومة المصرية في إجراء تحقيقات فعالة بشكل صحيح وملاحقة المسؤولين عن ذلك. وأشار تقرير لمنظمة هيومن رايتس ووتش إلى أنه على الرغم من تعهد الرئيس عبد الفتاح السيسي باحترام حرية المعتقد الديني وقيامه بزيارات لجموع الأقباط. لكن السلطات أخفقت في حماية المسيحيين الأقباط من اعتداءات عنيفة، ولجأت بدلا من حمايتهم إلى فرض جلسات «صلح» مع جيرانهم المسلمين، أدت إلى حرمانهم من حقوقهم، والسماح للمعتدين بالإفلات من العدالة. وفي بعض الحالات، أُجبر مسيحيون على ترك بيوتهم وقراهم وبلداتهم. وقُتل مئات من الأقباط المصريين في اشتباكات طائفية من عام 2011 إلى عام 2017، وتم تدمير العديد من المنازل والشركات المملوكة من المسيحيين. وتم توثيق 77 حالة في محافظة المنيا من الإعتداءات الطائفية على الأقباط بين عام 2011 وعام 2016 من قبل المبادرة المصرية للحقوق الشخصية. في عام 2017 نشرت مجلة فوربس تقريراً حول أوضاع المسيحيين في مصر، وقد وصفت الباحثة والحقوقية إيويلينا يو. أوهاب الوضع بالاضطهاد، وأنتقدت الرد على اضطهاد المسيحيين بما في ذلك الهجمات الإرهابية والذي أعتبرته هو في الغالب رد فعل وليس وقائي. حيث تستجيب الخطوات المتخذة لهجوم واحد، بدلاً من التعلم من حوادث العنف المتكررة لمنع المزيد من الهجمات. مع زيادة أعداد الأقباط في الخارج تكون ما يمكن وصفه «باللوبي القبطي» خصوصاً في الولايات المتحدة،  ضد السلطات المصرية، ومارس أقباط المهجر ضغوطاً قوية على الأنظمة الغربية،  لإتخاذ مواقف متشددة ضد الحكومة المصريَّة، أثناء الحوادث ذات الصبغة الطائفية، حتى بات نظام حسني مبارك يقيم لهم وزنًا، ويخشى نفوذهم.
انتقدت «المؤسسة المصرية للتدريب وحقوق الإنسان» المناقشات بالكونجرس الأمريكي حول ما أسموه «اضطهاد الأقباط» في مصر، وأكدت المؤسسة أن المنظمة صاحبة التقرير «منظمة دينية تضم أبناء ديانة واحدة، ما يعكس تركيبة طائفية لأعضائها، وهي تتحدث عن اضطهاد ديني تتهم أبناء ديانة أخرى بممارسته»، واتهمت التقرير بالانحياز وعدم دقة مضمونه ومصداقيته وأهدافه الأساسية، وأشار البيان إلى أن المنظمة لم تشير إلى مؤشرات تؤكد وجود اضطهاد للأقباط المصريين أو وجود دلائل مؤكدة عن قرارات رسمية أو توجيهات صادرة عن مؤسسات الدولة بممارسة سياسات وتنفيذ إجراءات اضطهاد للاقباط. إعترض الأب بطرس دانيال، مدير المركز الكاثوليكي للسينما على القول بأن المسيحيين يعانون الاضطهاد أو التمييز في مصر، مؤكدا أن «الأمر يتعلق بأجندة خفية ليست لها علاقة بالقلق على أوضاع المسيحيين كما يدعون»، إلا أنه اتفق مع الحاجة لإصلاح التعليم لضمان جعله محايد دينيا وإعطاء أولوية لحقوق الإنسان وسيادة القانون، واتفق معه المستشار منصف سليمان، عضو المجلس القومي لحقوق الإنسان وممثل الكنيسة الأرثوذكسية في اللجنة المكلفة بوضع قانون موحد للأحوال الشخصية بين الطوائف المسيحية، رافضا «التدخل الأجنبي في شؤون المسيحيين»، وأضاف أن «الكنيسة الأرثوذكسية طالما رفضت هذا الأمر على مدار تاريخها»، ويرى أن أي أزمة يجب حلها داخليا. ويرى جمال أسعد أن «الهدف من تهافت الأقباط على الهجرة للخارج ليس الشعور بالاضطهاد، ولكن الرغبة في الحياة الأفضل في أوروبا وأميركا وأستراليا»، ويرى أنهم يستغلون الحوادث الطائفية في تقديم طلبات الهجرة للخارج، لا سيما أن في ظل خلق حالة من التعاطف في أعقاب كل حادث، وترويج أقباط المهجر أقاويل مفادها أن الأقباط في مصر يعانون اضطهادا منهجيا. واتفق رفعت سيد أحمد رئيس مركز يافا للدراسات والأبحاث مع تفسير «الأسباب الاقتصادية» في عملية التوجه للهجرة للخارج، مع وجود تسهيلات كبيرة تمنح للأقباط من دول أوروبا وأميركا وفقاً له.

### التحول الديني
لا تعترف الحكومة المصرية بعملية التحول عن الإسلام وفي حالة اعتناق المسيحية،  كما لا يسمح أيضًا بالزواج بين الرجل المسيحي والمرأة المسلمة، وهذا يمنع الزيجات بين المتحولين إلى المسيحية وأولئك الذين ولدوا في العائلات المسيحية، كما يؤدي إلى تحول أطفال المتحولين المسيحيين إلى مسلمين وتعليمهم كمسلمين. في حين أن الدستور المصري يضمن حرية الدين، فإن «المصريين قادرون على التحول إلى الإسلام بشكل عام دون صعوبة، لكن المسلمين الذين يعتنقون المسيحية يواجهون صعوبات في الحصول على أوراق هوية جديدة، وبعضهم تم اعتقاله بتهمة التزوير». أحدث هذه الحالات هي حالة محمد حجازي الذي رفع دعوى قضائية للتحول وزوجته إلى المسيحية غير أنّ القضاء المصري رفض الدعوى، ويورد الناشطون الأقباط حالات أخرى مماثلة لهذه الحالة. أما في عدد آخر من الحالات مثل مجدي علام يغادر من يود اعتناق المسيحية مصر، ويقيم خارجها.
ما تزال حالات اختطاف النساء والفتيات القبطيات المسيحيين واختفائهن يمثل مشكلة جدية مستمرة. ووفقاً لتقارير، تُجبر المئات من النساء والفتيات المصريات المسيحيات المختطفات على اعتناق الإسلام والزواج من رجال مسلمين،  وفي بعض الحالات كانت هناك تقارير موثوقة عن الإكراه البدني، بما في ذلك الإغتصاب. وأشار تقرير نشرته المفوضية السامية للأمم المتحدة لشؤون اللاجئين عام 2015 أنه وفقاً لرابطة المنظمات غير الحكومية المصرية لضحايا الاختطاف والاختفاء القسري، بين يناير من عام 2011 ومارس من عام 2014، تم اختطاف 550 فتاة قبطية، وإجبارهن على التحول إلى الإسلام، وإجبارهن على الزواج من الخاطفين. ويشير نفس المصدر إلى أن 40% من الفتيات تعرضن للاغتصاب قبل التحويل القسري إلى الإسلام والزواج.
إلا أنه وفقا لإسحاق إبراهيم، وهو خبير قبطي في القضايا الدينية من المبادرة المصرية للحقوق الشخصية، فإن العديد من الحالات ليست دائماً كما تبدو، حيث قال: «كثيراً ما تقول العائلات إن البنات قد تم اختطافهن لإثارة اهتمام وسائل الإعلام والشرطة»، مضيفاً أنَّ «بعض الفتيات فقط يريدون التحول إلى الإسلام، والكثير منهم يريدون تغيير دينهم لأنهم يحبون رجلا مسلماً». ووفقاً لتقرير مراجعة شؤون اللاجئين الأسترالية يجلب التحول إلى الإسلام وصمة عار للعائلات المسيحية في مصر، وغالباً ما يكون رد فعل العائلات المسيحية على ذلك عاطفياً، وكثيراً ما يتهمون المسلمين باختطاف المسيحيين الشباب.

### الهجرة

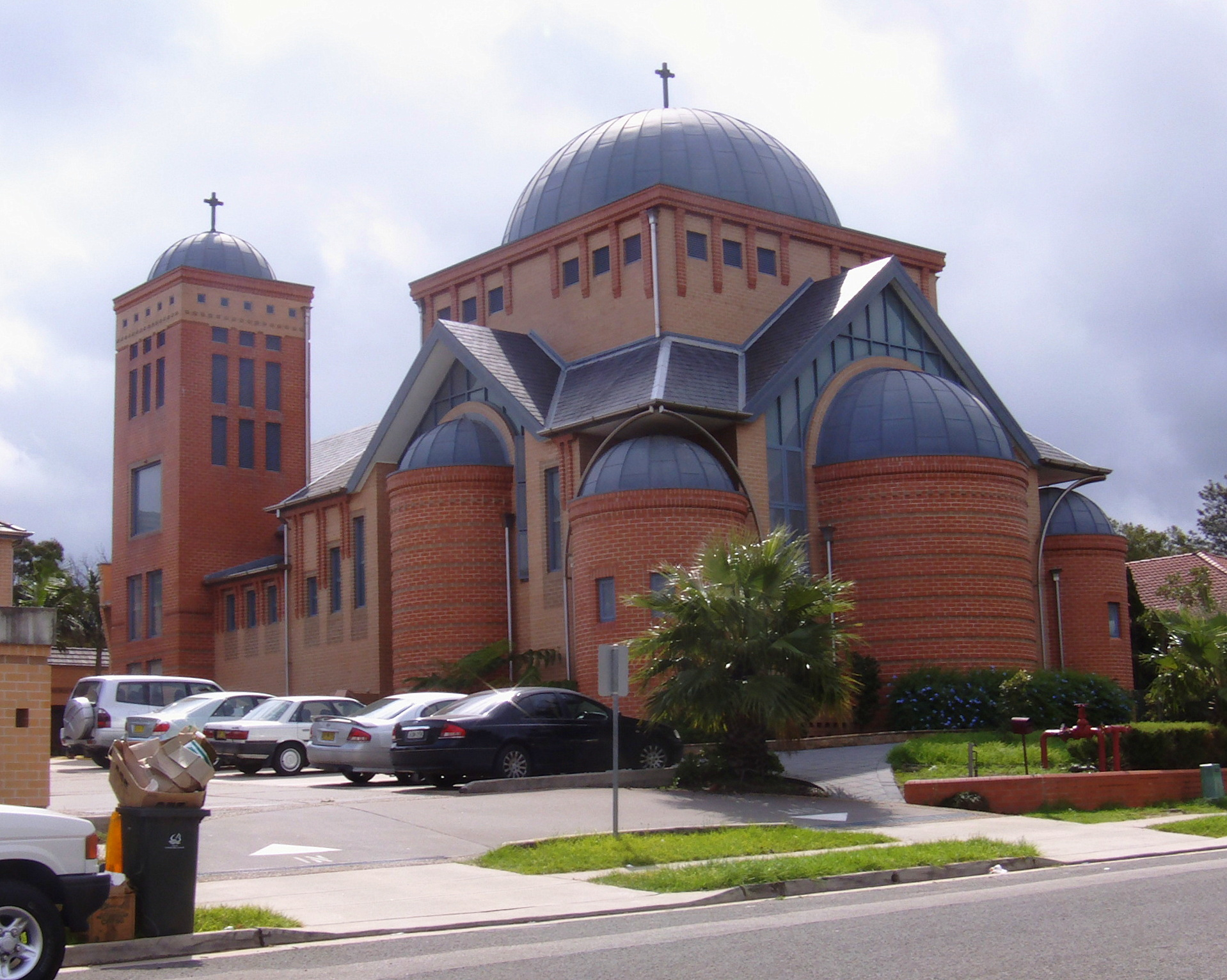
كنيسة قبطية أرثوذكسية في مدينة سيدني.

على خلاف المجتمعات المسيحية في بلاد الشام والعراق وتركيا وإيران، لم تعرف مصر تاريخياً هجرة مسيحية واسعة النطاق. بدأ الشتات القبطي بشكل أساسي في الخمسينيات من القرن المعشرين نتيجة للتمييز والاضطهاد الذي كان يتعرض له الأقباط وانخفاض الدخل في مصر. بعد وصول جمال عبد الناصر إلى السلطة، تدهورت الظروف الاقتصادية والاجتماعية نتيجة لسياسات التأميم، وهاجر العديد من المصريين الأثرياء، وخاصة الأقباط، حيث كان العديد من الأقباط من بين المصريين الأكثر ثراءاً، إلى أوروبا والولايات المتحدة. وبحسب الباحثة ليا مولر فونك كانت موجات الهجرة القبطية الأولى إلى أمريكا الشمالية تتكون من أبناء الطبقات البرجوازية المتعلمة وملاك الأراضي، وذلك هرباً من سياسات التأميم والقومية العربية. ثم توالت الموجات مع اندلاع أي حادث له صبغة طائفية، وازدادت الهجرة بعد حرب 1967، وشهدت الفترة التي حكم الرئيس أنور السادات فيها العديد من موجات الهجرة القبطية، ووفقاً لكين باري تزايدت معدلات هجرة الأقباط الأفقر والأقل تعليماً بعد عام 1972، عندما بدأ مجلس الكنائس العالمي والجماعات الدينية الأخرى في مساعدة الهجرة القبطية. غير أنها زادت في عهد الرئيس السابق حسني مبارك، لا سيما بعد تردي الأحوال الاقتصادية وهو السبب الأساسي، إلى جانب المعاناة من الاضطهاد الديني. ووفقاً للباحث جودت جبرا ازداد هجرة الأقباط المصريين تحت حكم أنور السادات وتحت حكم حسني مبارك.
لا توجد تقديرات فعلية عن أعداد الأقباط في الشتات، لكن تتفق المصادر أنَّ الولايات المتحدة تضم على واحدة من أكبر الجاليات القبطية، وتقدر بحوالي 500,000 نسمة،  وكانت المراكز التاريخية للحياة القبطية الأمريكية في نيوجيرسي ونيويورك بالإضافة إلى كاليفورنيا الجنوبية. كما وتضم كندا (خصوصاً في أونتاريو وكيبيك)،  وأستراليا على شتات قبطي معتبر، حيث تشير التقديرات إلى وجود بين 70,000 إلى 100,000 قبطي في أستراليا. هناك مجتمعات قبطية من أصول مصرية أصغر عدداً في المملكة المتحدة وفرنسا وألمانيا والنمسا وسويسرا وإيطاليا والدول العربية في الخليج العربي ولبنان والأردن. الكثير من أقباط المهجر هم ذوي الدخل المرتفع ومن خريجي الجامعات ويعملون في مهن مثل الطب والهندسة.

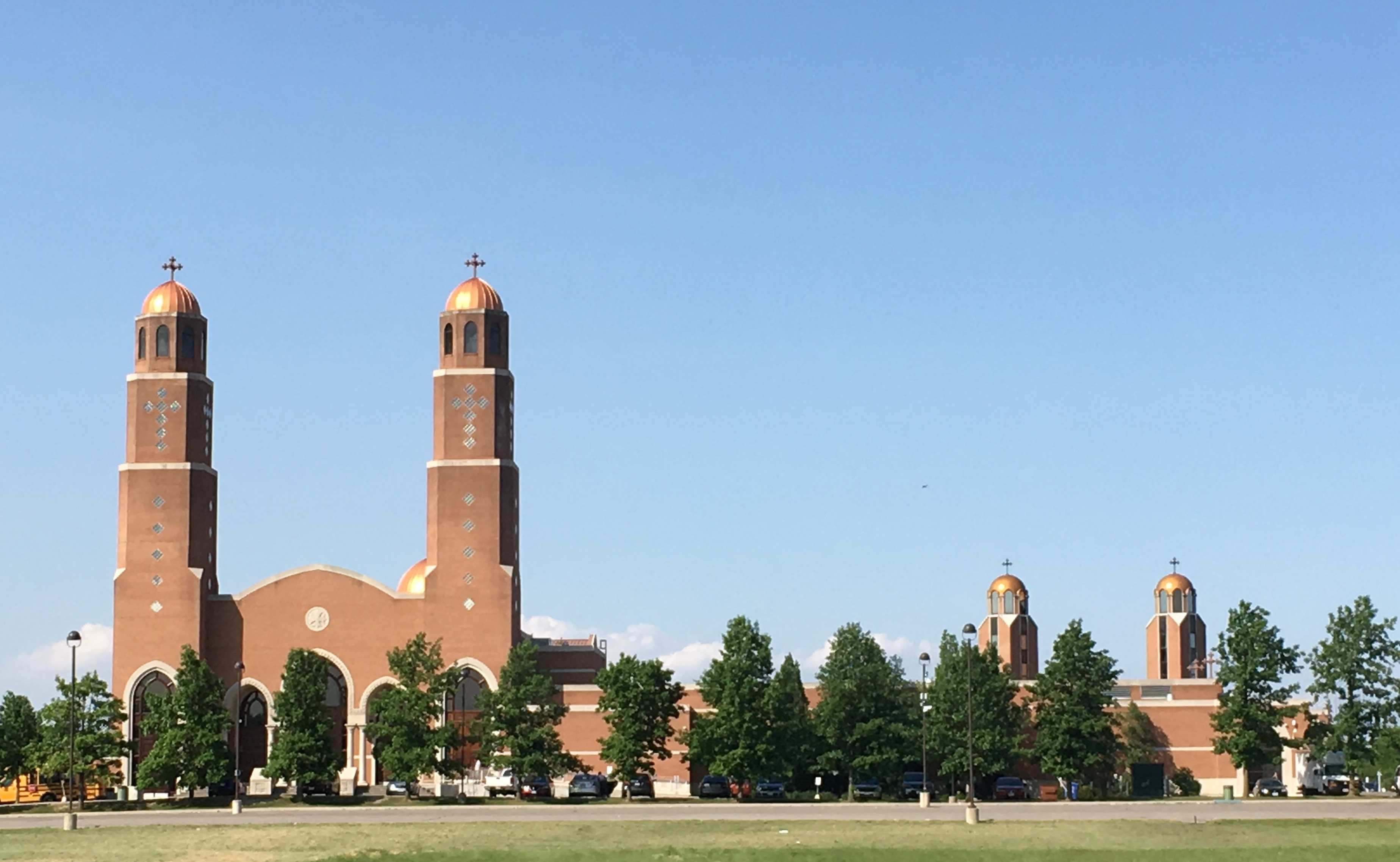
كنيسة مريم العذراء والمركز الثقافي القبطي في كندا.

تضم ليبيا والسودان على جالية قبطية مصرية قديمة، وتُقدر أعداد الأقباط في ليبيا بحوالي 60,000 شخص. لعب الاقباط في السودان دوراً سياسياً وثقافياً واجتماعياً وتعليمياً في تاريخ السودان الحديث بسبب ارتفاع المستوى التعليمي بينهم، إذ أنشأوا أول مدرسة أهلية للبنات عام 1902، ثم المكتبة القبطية في 1908، وهي حافلة بأهم الكتب التاريخية، والمخطوطات، وكانت تقام فيها المسرحيات والندوات. كما أنَّ مساهمة الاقباط في الحياة السياسية في السودان واضحة وجلية، تولى الأقباط عادةً وظائف الصرافة والحسابات والبنوك. وعمل عدد بلا حصر داخل الخدمة المدنية، وفي في هيئة السكك الحديدية. كما وعمل الأقباط أيضًا في التجارة والطب.
لا يزال الأقباط يحتفظون بالطقوس الشرقية كاملة، وتنظم شؤونهم الكنيسة ما يُعرف في الكنائس الشرقية عامة باسم «أبرشيات المغترب»، مثال على ذلك كل من الكنيسة البريطانية الأرثوذكسية والكنيسة الفرنسية القبطية الأرثوذكسية وهي ضمن كنيسة الإسكندرية، ولكنها تعتبر مستقلة إدارياً. ومع زيادة أعداد الأقباط في الخارج تكون ما يمكن وصفه ب«اللوبي القبطي»، ضد السلطات المصرية، ومارس أقباط المهجر ضغوطاً قوية على الأنظمة الغربية، لإتخاذ مواقف متشددة ضد مصر، أثناء الحوادث ذات الصبغة الطائفية، حتى بات نظام حسني مبارك يقيم لهم وزنًا، ويخشى نفوذهم. وفقًا لماريز تادرس، يُميل الأقباط في المهجر إلى تبنى وجهات نظر محافظة ومتدينة وهوية قبطية قومية، كما ويُميل البعض إلى تبنى الخطاب الذي يُشير إلى أنَّ الأقباط فقط هم السكان الأصليون للأرض [مصر]. ولكنها أضافت أن هذا الخطاب «ليس له رواج كبير سواء بين المثقفين الأقباط في مصر أو بين السكان الأقباط بشكل عام». من ناحية أخرى، يُقدم الخطاب السائد الذي تبناه المؤرخون الأقباط تاريخاً مصرياً مشتركاً يجمع كل المصريين معاً.

## ديموغرافيا

### التعداد

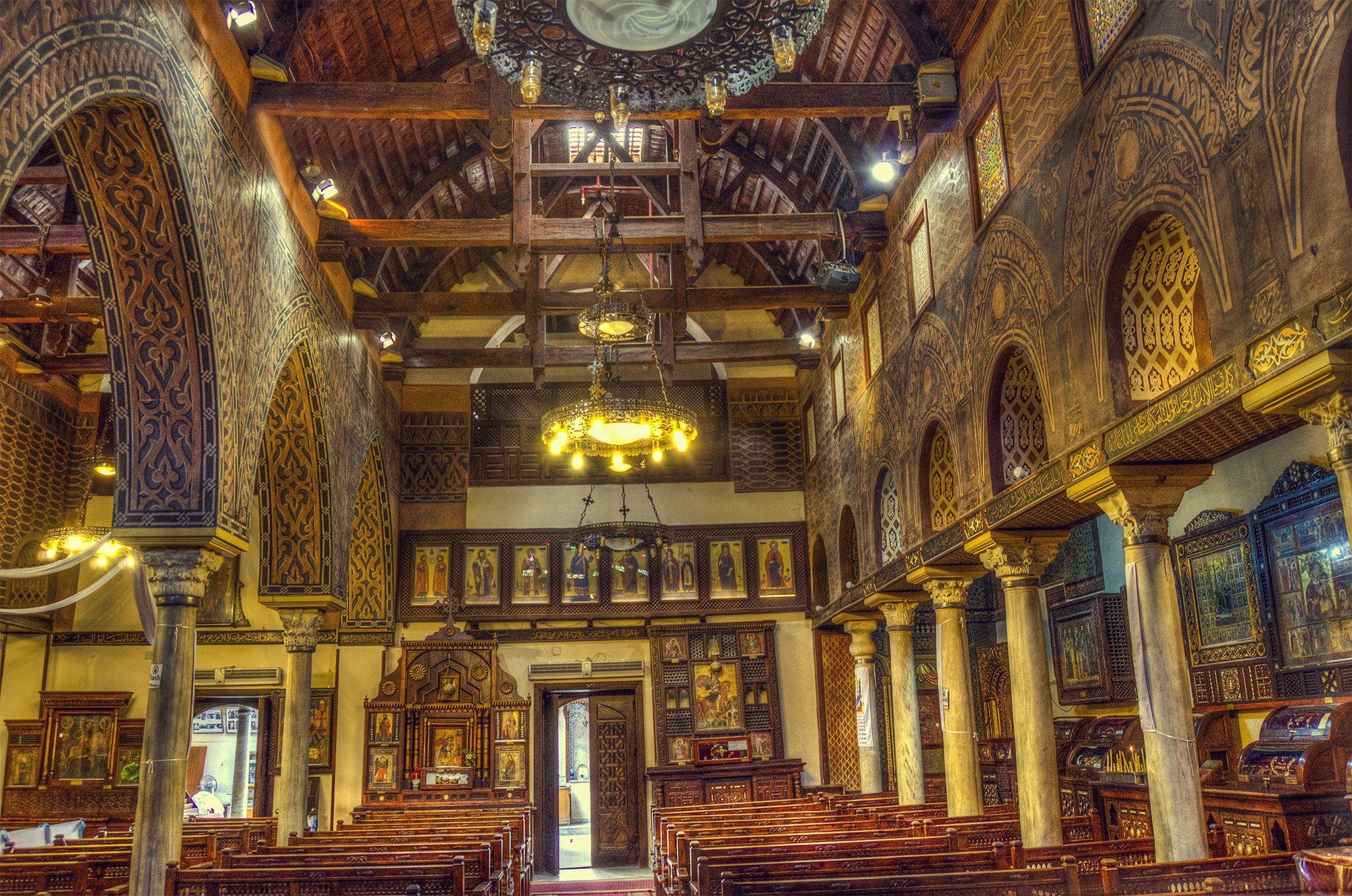
الكنيسة المعلقة في حي مصر القديمة، في منطقة القاهرة القبطية.

لا يمكن تحديد نسبة المسيحيين في مصر وأغلبيتهم الساحقة من مؤمني الكنيسة القبطية الأرثوذكسية مع وجود أقليات مختلفة من بطريركية الإسكندرية للروم الأرثوذكس واللاتين والموارنة وغيرهم؛ آخر إحصاء وطني في البلاد لحظ نسبة التمثيل الطائفي ولم يشمل المهجر، وتعترف به الكنيسة تمّ عام 1966 خلال عهد جمال عبد الناصر، حينها نصّ الإحصاء أن عدد المسيحيين نحو مليوني من أصل 29 مليون أي بنسبة 7.2% لترتفع لحوالي 9% بإضافة أقباط المهجر،  الإحصاء التالي عام 1976 طُعن في صحته خاصة أنه صدر في فترة توتر بين بطريركية الإسكندرية ونظام أنور السادات إذ نصّ أن عدد الأقباط هو 2.2 مليون، أي بالمقارنة مع الإحصاء السابق لم يزد عدد مسيحيي مصر طوال عقد سوى 200 ألف نسمة مقابل زيادة عامة في عدد سكان مصر قدرت بستة ملايين، رغم أنّ مسيحيي مصر لا مشكلة هجرة لديهم بالمعنى المنتشر في بلاد الشام والعراق وكذلك لا مشكلة في إنجاب الأولاد. وفقاً لمركز بيو للأبحاث واعتماداً على تعدادات مصرية أو مسوح واسعة النطاق، تبلغ نسبة المسيحيين حوالي 5% من سكان مصر أو حوالي 4 ملايين شخص،  وتشير دراسة مركز بيو للأبحاث عام 2010 أن الانخفاض في النسب يعود بشكل أساسي إلى أنه على مدى عقود، تنخفض معدلات المواليد المسيحيين بالمقارنة مع المسلمين، حيث أنَّ لدى المسيحيين عدد أقل من الأطفال بالمقارنة مع المسلمين المصريين. وتشير الدراسة أنه من المحتمل أن المسيحيين قد غادروا البلاد بأعداد غير متناسبة، وتشير الدراسة أيضاً أنه الممكن أن يكون تم تقليل أعداد المسيحيين في مصر في التعدادات والمسوح الديموغرافية. حيث وفقاً لتقرير «بيو فورم» الصادر في أغسطس عام 2011 بعنوان «القيود المتزايدة على الدين»، فإن مصر تفرض قيوداً حكومية كبيرة على الدين، فضلاً عن الأعمال العدائية الاجتماعية المرتفعة للغاية. وقد تؤدي هذه العوامل ببعض المسيحيين، وخاصةً المرتدين عن الإسلام، إلى توخي الحذر من الكشف عن عقيدتهم. وقد تخفض سجلات الحكومة أيضًا عدد المسيحيين. ووفقاً لتقارير إخبارية، على سبيل المثال، فقد اشتكى بعض المسيحيين المصريين من أنهم مدرجون في بطاقات الهوية الرسمية كمسلمين. وفقاً لبحث نشرته كيوساينس كانت نسبة الأقباط بين الفئة العمرية 15 إلى 59 سنة حوالي 5.1%، أي حوالي 4.2 مليون. وحددت الدراسة ثلاث مجموعات رئيسية للأقباط: مجموعة المنيا أسيوط (17.6%) ومجموعة أسيوط سوهاج (15.1%) ومجموعة القاهرة الحضرية (9.4%).
آخر تعداد شمل الطائفة أيضًا جرى عام 1986 وأظهر أن نسبة المسيحيين 5.9% أي حوالي 2.8 مليون من أصل 48 مليون مصري حينها، وعلى أساس هذا الإحصاء لا تزال بعض الجمعيات المدنية والأحزاب السياسيّة تقيّم نسبة مسيحيي مصر، محددين بذلك العدد الحالي من أصل 80 مليون بحوالي 4.5 - 5 مليون نسمة،  غير أن العديد من الجهات المستقلة تتهم نظامي أنور السادات وحسني مبارك بالتلاعب في نسب الإحصاء لمكاسب سياسيّة واجتماعية، وعدد من الدراسات الإحصائية العالمية تحدد النسبة بحوالي 10% من السكان أي 8 ملايين مصري من أصل 80 مليون؛ كتاب حقائق العالم ومعه وزارة الخارجية الإمريكية في تقرير الحريات الدينية لعام 2007 قالت أنه من الصعب تحديد عدد المسيحيين داخل مصر لكنها تترواح بين 6 - 11 مليون مصري، أي بين 8 - 15% من مجموع السكان.
وفقًا لدراسة المؤمنون في المسيح من خلفية مسلمة: إحصاء عالمي وهي دراسة أجريت من قبل جامعة سانت ماري الأمريكيّة في تكساس سنة 2015، حوالي 14,000 مواطن مُسلم مصري تحول إلى المسيحية. ومن المصريين المُسلمين الذين تحولوا إلى المسيحية نازلي ملكة مصر القرينة،  والأميرة فتحية بنت فؤاد الأول، والصحفي مجدي علام،  والكاتب مارك أ. غبريال من جامعة الأزهر،  والكاتبة والحقوقية نوني درويش وغيرهم.

## الطوائف
يوجد بمصر ثلاث طوائف: الارثوذكسية والكاثوليكية والبروتستانتينية 

### الأرثوذكسية المشرقيَّة

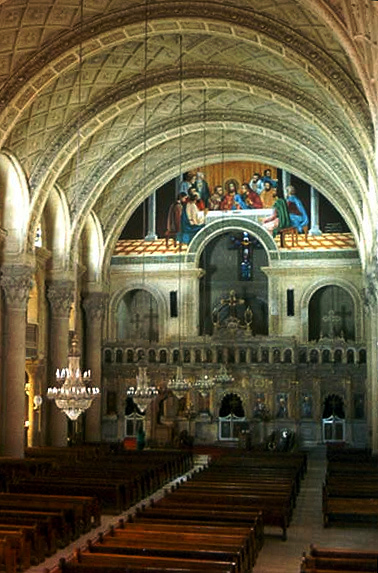
منظرٌ داخليّ للكاتدرائيَّة المُرقسيَّة بالإسكندريَّة، وهي المقر التاريخي للبطريركيَّة ومن ثُمَّ البابويَّة القبطيَّة الأرثوذكسيَّة.

ينتمي أكثر من 95% من المسيحيين المصريين إلى الكنيسة القبطية الأرثوذكسية، وهي من الكنائس الأرثوذكسية المشرقية، وهي أكبر طائفة مسيحية في الشرق الأوسط. ويتراوح أعداد الأقباط في مصر بين أربعة إلى ثمانية ملايين، بالإضافة إلى أربعة ملايين قبطي في المهجر. لا توجد احصائيات دقيقية حوال أعداد المسيحيين في مصر إلا أن نسبة 10% هي النسبة المتعارف عليها، ولكن قد تكون أعلى من ذلك. في حين أنه حسب إحصاء ذاتي أعلن عنه البابا شنودة الثالث طبقًا لسجلات الافتقادات الكنسية يقدر عدد المسيحيين بأكثر من 12.7 مليون داخل مصر؛ ويرأس الكنيسة القبطية الأرثوذكسية بابا الإسكندرية وبطريرك الكرازة المرقسية وترتبط الكنيسة القبطية مع كنائس شقيقة في أرمينيا، وإثيوبيا، وإريتريا، والهند، وتركيا، ولبنان وسوريا.
الكنيسة القبطية الأرثوذكسية هي الكنيسة التاريخيَّة والوطنيَّة في مصر وترتبط ارتباطًا وثيقًا بتقليد رهباني للنمو الروحي والإعداد لخدمة الرهبان والراهبات، وهو تقليد مستمر في الازدهار. تُعتبر الكنيسة القبطية الأرثوذكسية من الكنائس المسيحية التقليدية، أي التي تقر الأسرار السبعة والمجامع المسكونية الأربعة والتسلسل الهرمي في السلطات، والتقليد الكنسي المتوارث وكتابات آباء الكنيسة، وبالتالي هي تشابه في كثير من ذلك، سائر الكنائس الأرثوذكسية المشرقية وكذلك الكنائس الأرثوذكسية الشرقية والكنيسة الكاثوليكية والكنائس البروتستانتية الأسقفية.
تحتضن مصر العديد من المواقع المسيحيّة التاريخيّة والتراثيّة منها بطريركية الإسكندرية، والتي كان مقرها في الكاتدرائية المرقسية بالإسكندرية، وكان لها مكانة كبيرة في تاريخ الكنيسة العالمي لأن منها خرج كوكبة من العلماء والفقهاء في التشريع والفلسفة المسيحية. بعد سيامة خرستوذولس بابا الإسكندرية انتقل الكُرسي البابوي القبطي الأرثوذكسي من الإسكندرية إلى مصر(مدينة القاهرة حاليا)، واتخذ من الكنيسة المعلقة بظاهر الفسطاط مقرًا له. كما جدد كنيسة القديس مرقريوس وجعلها كاتدرائية كبرى ومركزًا لكرسيه، وجعل أيضًا كنيسة السيدة العذراء في حي الأروام مقرًا له يأوي إليه عند اللزوم وذلك برضى أسقف بابليون. أما سبب ذلك فهو انتقال عظمة مدينة الإسكندرية إلى مدينة القاهرة، وكثرة عدد المسيحيين فيها، ولارتباطه بالحكومة. فصار البابا يعين أسقفًا للإسكندرية باسم وكيل الكرازة المرقسية. أصبحت كاتدرائية القديس مرقس القبطية الأرثوذكسية بالعباسية في القاهرة الكُرسي البابوي القبطي الأرثوذكسي في عهد البابا كيرلس السادس.

### الطوائف المسيحية الأخرى
طوائف أخرى من المسيحيين المصريين هي الكنيسة القبطية الكاثوليكية وهي كنيسة كاثوليكية شرقية مستقلة انفصلت عن الكنيسة القبطية الأرثوذكسية وارتبطت بشراكة كاملة مع الكنيسة الكاثوليكية في روما بفرعها الشرقي، أي أنه مسموح للأقباط الكاثوليك بالاحتفاظ بعاداتهم وطقوسهم الكنسية القبطية. وينتمي عدد من المسيحيين المصريين إلى الكنيسة القبطية الإنجيلية ومختلف الطوائف البروتستانتية القبطية.
هناك 810,000 مسيحي عربي غير قبطي يعيش في مصر وهم أساسًا أبناء المهاجرين من الشام وينتمي غالبيتهم إلى الكنيسة الأرثوذكسية الشرقية والكنائس الكاثوليكية الشرقية (الكنيسة المارونية وكنيسة الروم الملكيين الكاثوليك) وقد لعبوا دورًا طليعيًا في تحديث المجتمع وعصرنته والانفتاح على الغرب الأوروبي وإنشاء دور الصحف وتحديث الطباعة والنشر وكذلك العمل في المهن الحرة والمصارف وكانوا جزءًا من الطبقة الثرية والمتعلمة. هناك تواجد مسيحي غير مصري في المناطق الحضرية خاصًة في القاهرة والإسكندرية والمنصورة وبورسعيد، منهم أعضاء في الكنيسة الأرثوذكسية اليونانية في الإسكندرية، وكنيسة الروم الملكيين الكاثوليك، والكنيسة الرسولية الأرمنية، والكنيسة الرومانية الكاثوليكية والكنيسة الأسقفية في القدس والشرق الأوسط، والكنيسة المارونية، والكنيسة الأرمنية الكاثوليكية، والكنيسة الكلدانية الكاثوليكية، والكنيسة السريانية الكاثوليكية والكنيسة السريانية الأرثوذكسية.

### أعداد الطوائف المسيحية
| الطائفة                                     | عدد الأعضاء والنسب بين المسيحيين المصريين                                                                    |
| ------------------------------------------- | --- |
| الكنيسة القبطية الأرثوذكسية                 | 7,200,000 (95%)                                                                                              |
| الكنيسة الأرثوذكسية اليونانية في الإسكندرية | 350,000 (0.5%) (منهم حوالي 4,500 يوناني مصري والأعداد المتبقية من أصول لبنانية - سورية)                      |
| الكنيسة القبطية الكاثوليكية                 | 161,000 (0.3%)                                                                                               |
| الكنيسه القبطية الإنجيليّة (سنودس النيل)     | 14,000 (من بين 27,000 بروتستانتي)                                                                            |
| كنيسة الله                                  | 7,500 (من بين 27,000 بروتستانتي)                                                                             |
| الكنيسة المعمدانية                          | 4.000 (من بين 27,000 بروتستانتي)                                                                             |
| الكنيسة الميثودية                           | 2,000 (من بين 27,000 بروتستانتي)                                                                             |
| كنيسة الإخوة المرحبون                       | 1,500 (من بين 27,000 بروتستانتي)                                                                             |
| الكنيسة الأنجليكانية (الأسقفية)             | 1,000 - 1,500 (من بين 27,000 بروتستانتي)                                                                     |
| كنيسة الروم الملكيين الكاثوليك              | 9,000 (0.8%) (أغلبية أتباع الكنيسة من أصول شاميّة)                                                            |
| كنيسة الأرمن الأرثوذكس                      | 8,000 (0.1%)                                                                                                 |
| الكنيسة الرومانية الكاثوليكية               | 8,000 (0.1%) (أغلبية أتباع الكنيسة هم من المجتمع الإيطالي والمالطي المصري ويشكلون أغلب أتباع الطقس اللاتيني) |
| الكنيسة المارونية                           | 5,000 (0.1%) (أغلبيّة أتباع الكنيسة من أصول لبنانيّة)                                                          |
| الكنيسة الخمسينية                           | 375 (من بين 27,000 بروتستانتي)                                                                               |
| الكنيسة السريانية الكاثوليكية               | 2,000 (>0.1%)                                                                                                |
| كنسية نهضة القداسة                          | 140 (من بين 27,000 بروتستانتي)                                                                               |
| الكنيسة الأرمنية الكاثوليكية                | 1,200 (>0.1%) (جُلهم من أرمن مصر)                                                                             |
| كنيسة النعمة الرسولية                       | 110 (من بين 27,000 بروتستانتي)                                                                               |
| الأدفنتست                                   | 852 |
| الكنيسة الكلدانية الكاثوليكية               | 500 |
| الكنيسة السريانية الأرثوذكسية               | 500 - 450 |

## الثقافة

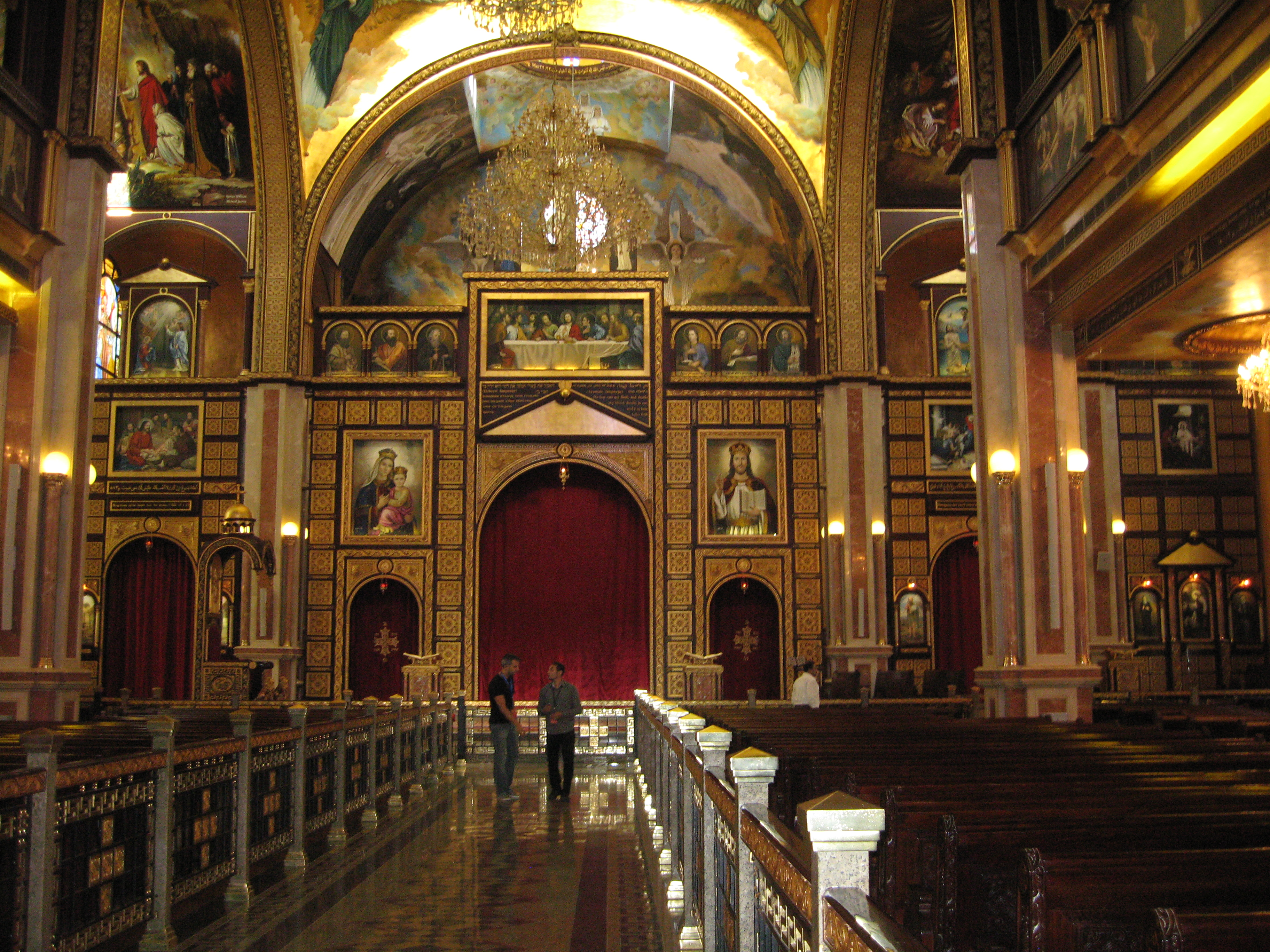
داخل كنيسة السمائيين في شرم الشيخ.

تُمثل المسيحية في مصر جزءًا كبيرًا من فسيفساء الثقافة المتنوعة في البلاد. حيث يوجد هناك أقدم الآثار المسيحية إضافة إلى الليتورجية والتراتيل التي انتشرت منذ القرن الثاني الميلادي في جميع أنحاء البلاد. وللمسيحيَّة تاريخٌ طويل وحافل في مصر، وهي منتشرة بطقسها الإسكندري، وخرج منها الكثير من الفلسفات والنصوص الليتورجية وآباء الكنيسة والشهداء والقديسين فضلًا عن الملافنة، وكانت مدرسة الإسكندرية المسيحية معقل لعلماء اللاهوت المسيحيين والأساقفة والشمامسة في العصور المسيحية المبكرة. حيث كان معلمو وطلاب المدرسة مؤثرين في العديد من الخلافات اللاهوتية المبكرة للكنيسة المسيحية. وكانت واحدة من مركزين رئيسيين لدراسة الكتاب المقدس وتفسيره خلال العصور القديمة المتأخرة، حيث المركز الآخر هو مدرسة أنطاكية. وتشمل قائمة أبرز مفكري مدرسة الإسكندرية كل من إكليمندس الإسكندري وأوريجانوس وياراكلاس وديونيسيوس وديديموس الضرير وغيرهم. ويُنسب إلى أنطونيوس الكبير في نشر مفهوم الرهبنة المسيحية، حيث قام بتأسيس أولى الأديرة في العالم المسيحي، وكانت لمؤلفاته آثر دائم على الأدب المسيحي. ويُعد دير سانت كاترين الواقع في شبه جزيرة سيناء، والذي بُني بين عام 548 وعام 565، أقدم دير مسيحي مأهول في العالم. ويحتوي الموقع أيضًا على أقدم مكتبة في العالم لا تزال تعمل باستمرار، وتحوي على أعمال أدبية فريدة أو نادرة للغاية، مثل المخطوطة السينائية والسريانية السينائية، بالإضافة إلى أكبر مجموعة من الأعمال والرموز الفنية المسيحية المبكرة، بما في ذلك أقدم تصوير بيزنطي معروف ليسوع المعروفة بأيقونة المسيح ضابط الكل.
لعب المسيحيون الأقباط دوراً حضارياً وثقافياً وعلمياً في مصر، حيث لعب مسيحيو مصر دوراً مركزياً في النهضة العربية وتحديث مصر والوطن العربي ككل، وساهموا في «الحياة الاجتماعية والسياسية والنقاشات الرئيسيَّة مثل الوحدة العربية، والحكم الرشيد، وإصلاح التعليم، والديمقراطية»، وازدهروا في الأعمال التجاريَّة. لا يوجد اختلافات ثقافيّة كبرى بين المسيحيين والمحيط المصري العام، بعض الاختلافات تنشأ من الفروق الدينية، ففي المناسبات الاجتماعية التي يكون المشاركون فيها من مسيحيين غالبًا ما تقدم مشروبات كحولية على خلاف ما هو سائد لدى أغلب المجتمعات العربيّة لكون الشريعة الإسلامية تحرّم مثل هذه المشروبات. ومن ناحية ثانية فإن المسيحيين المصريين يستخدمون لفظ الجلالة «الله» للإشارة إلى الإله الذي يعبدونه، علمًا أن لفظ الجلالة المذكور قادم من الثقافة الإسلامية ولا مقابل لدى مسيحيي العالم الآخرين، باستثناء مالطا، حيث يستخدم مسيحيو الجزيرة لفظ الجلالة أيضًا.

### الختان

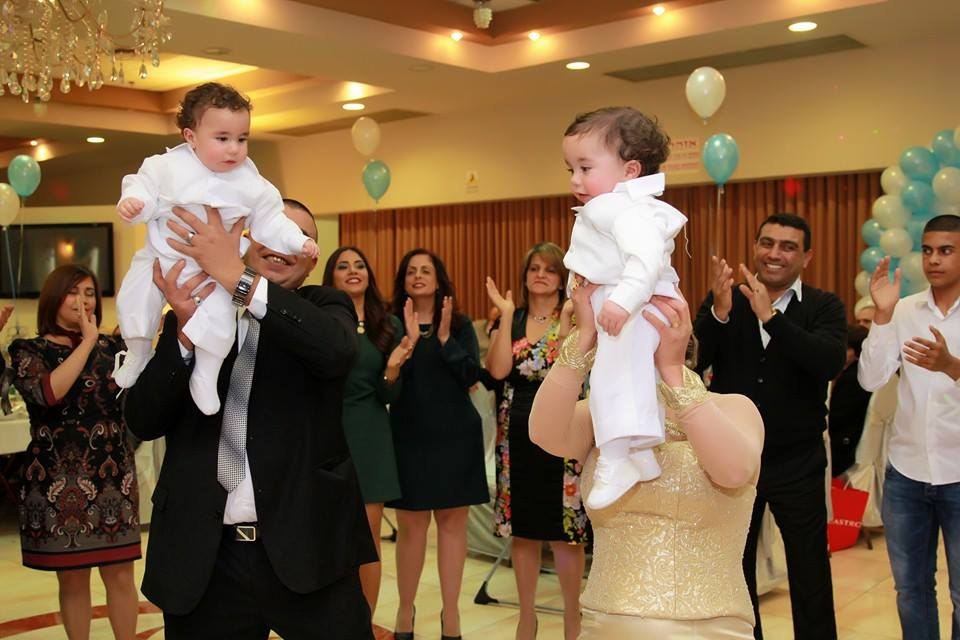
أطفال أقباط يرتدُون أزياء الختان التقليديَّة.

يُختتن الغالبية الساحقة من مسيحيي مصر من الذكور، حيث تفرض الكنيسة القبطية الأرثوذكسية شريعة الختان على الذكور وتعطيه بُعد ديني. ووفقاً للباحث سامي الذيب فإن الختان ما زال يُمارس بين مسيحيّي مصر الأقباط على نطاق واسع بنسبة قد تصل 100%. ووفقاً لكُتيب نشرته السلطة الدينية القبطية فإنَّ «الختان في الجسد [...] أصبح في المسيحيّة نظافة لا طهارة، أمراً مندوباً إليه لما له من فوائد صحّية، مثله في ذلك مثل تقليم أظافر اليدين والرجلين حتى لا تتراكم فيها الأوساخ وبالتالي الميكروبات الضارّة. وإذاً فالختان للذكور حسن ومفيد، ولكنّه لم يعد شريعة في الدين المسيحي، بحيث يعاقب الإنسان على تركه». وفقًا للتقاليد المسيحية الشرقية يتم ختان الأطفال من الذكور بعد ثمانية أيام من ولادتهم، أو قبل طقس المعمودية. ووفقاً لكتاب القوانين المعروف بـ«المجموع الصفوي» الذي ألفه الشيخ الصفي أبي الفضائل بن العسّال يظهر واضحاً أثر الفتح الإسلامي لمصر على إبقاء عمليّة الختان بين المسيحيّين القبط «لكونهم ذمّة بين من يختتنون»، وكان أثر المسلمين في غرب آسيا على إبقاء عمليّة الختان بين بعض المجتمعات المسيحيّة فيها أيضاً.

### الفن

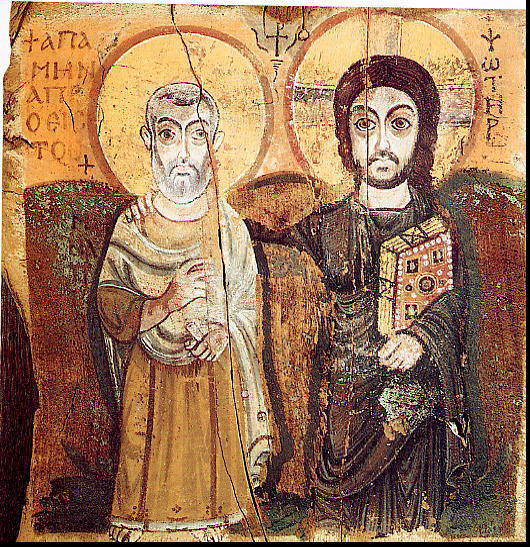
أيقونة قبطيَّة من مصر، تعود للقرن السادس ميلادي تمثل يسوع مع القديس مينا، محفوظة في متحف اللوفر في فرنسا.

بدخول المسيحية نشأت مدرسة مصرية في فن الأيقونات وتطورت أساليب الزخارف وبرعوا في فنون الزخرفة والنقوش في الأغراض المعمارية والحياتية التطبيقية. كان التصوير الجداري السائد في العصر القبطى يسير على نفس الطريقة التي تواترت منذ أقدم العصور في مصر وهي طريقة التصوير بألوان الاكاسيد على الحوائط المغطاة بطبقة من الجبس ومنه انتشرت هذه الطريقة بين مسيحيي الشرق والغرب وظلَّ الأمر كذلك حتى بداية عصر النهضة. وقد وجه الأقباط عناية كبيرة إلى زخرفة الجدران والمحاريب الموجودة في الكنائس بالتصوير الحائطى مستعينين بموضوعات مستمدة من قصص الانبياء والأحداث الدينية فكانت هناك صور لمريم العذراء ويسوع أو الملائكة والرسل والقديسين والشهداء أو موضوعات من التوراة والانجيل. ويُعرف الفن القبطي بلوحاته الجدارية، والمنسوجات، والمخطوطات المضيئة، والأعمال المعدنية، والتي بقي الكثير منها في الأديرة والكنائس المصريَّة. بدأ تأثير الفن والعمارة القبطية على العمارة الإسلامية من خلال دمج بعض السمات المعمارية والفنية القبطية في البناء الإسلامي في وقت مبكر من القرن السابع الميلادي. ابتداءً من منتصف القرن الثامن عشر، تمتعت رسم الأيقونات بالانتعاش في مصر واشتهرت مرة أخرى. واحد من أشهر الفنانين كان يوحنا الأرمني والذي يعد أشهر فناني الأيقونات المصريين وأغزرهم إنتاجًا. وفد يوحنا الأرمني من القدس ناقلًا معه تقاليد المدارس الفنية في سوريا وفلسطين، تلك المدارس التي نشأت وازدهرت تحت مؤثرات انفتاح هذه المنطقة على الغرب، وتفاعل مسيحيي الشام مع أقرانهم الغربيين. تزين أيقونات يوحنا الأرمني جدران الكنيسة المعلقة في مصر القديمة بالقاهرة. ويضم المتحف القبطي بالقاهرة القبطية بعضًا من أهم نماذج الفن القبطي في العالم. إذ يحتوي المتحف القبطي على أكبر مجموعة في العالم من القطع الأثرية والأعمال الفنية القبطية. تعرض الآثار القبطية مزيجاً من التقاليد المصرية واليونانية والرومانية والبيزنطية والعثمانية، التي تربط بين مصر القديمة والإسلامية.

### الليتورجيا والموسيقى
الطقس الإسكندري هو الطقس والتقليد الليتورجي الذي تستخدمه الكنيسة القبطية الأرثوذكسية، وكنيسة التوحيد الأرثوذكسية الإريترية، وكنيسة التوحيد الأرثوذكسية الإثيوبية فضلاً عن المقابلة الكنائس الكاثوليكية الشرقية وهي الكنيسة القبطية الكاثوليكية والكنيسة الأثيوبية الكاثوليكية. القداس الإلهي للطقس التقليد الإسكندري يحتوي على عناصر من الصلوات مرقس الإنجيلي، الذي يعتبر تقليديًا أول أسقف لكنيسة الإسكندرية، والقديس باسيليوس قيصرية، وكيرلس الأول، والقديس غريغوريوس النزينزي. وتعد ليتورجية القداس للقديس كيرلس الشكل الليتورجي في اللغة القبطية من ليتورجية قداس القديس مرقس في اليونانية.
الطقوس القبطية تاريخيًا كانت تقام باللغة القبطية وإلى جانبها بعض المقاطع باللغة اليونانية التي كانت لغة ثقافة ذلك العصر، وبعد انتشار العربية بين أقباط مصر، عُربت بعض أقسام الطقوس خصوصًا القداس فأصبحت تتلى بالقبطية والعربية، وفي بلاد الانتشار ترجمت الأسقفيات القبطية بعض المقاطع أيضًا إلى اللغات المتداولة في تلك البلاد، فأدخلت نصوص بالإنجليزية والفرنسية والألمانية وغيرها إلى الطقوس القبطية، إلى جانب القبطية والعربية.
ظهرت في الكنيسة القبطية الأرثوذكسية الموسيقى الكنسيّة القبطية وهي من هي أقدم موسيقي كنسية موجودة، وقد وصفها عالم الموسيقي الإنجليزي، ايرنست نيولاند سمث، بجامعات أكسفورد ولندن:

### العمارة

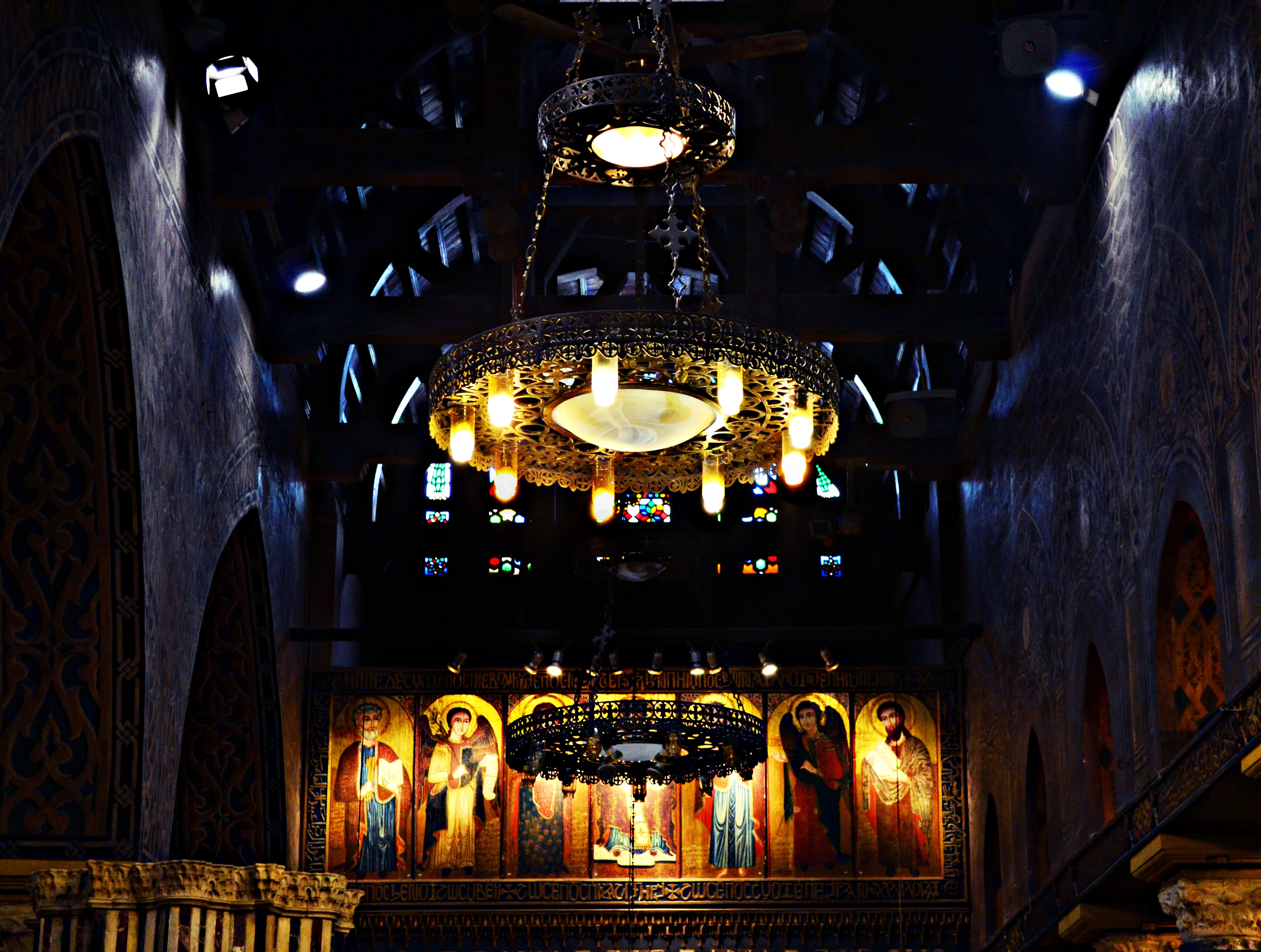
الكنيسة المعلقة من الداخل.

ظهرت مع الكنيسة القبطية الأرثوذكسية في مصر فن العمارة القبطية. والتي تعود أصولها بحسب عدد من الباحثين إلى العمارة المصرية القديمة، وإحدى نقاط التشابه بين خطط بناء المعابد المصرية القديمة، هي التقدم من الفناء الخارجي إلى الملاذ الداخلي الخفي المشابه لتلك الموجودة في الكنائس القبطية، وهي من صحن الكنيسة الخارجي أو الشرفة، والملاذ الخفية وراء الحاجز الأيقوني أو الأيقونسطاس. يرى آخرون ان العمارة القبطية تعود إلى تلك العمارة التي في الكنائس البيزنطية والرومانية. وهكذا انصهرت العمارة القبطية الأصلية مع التقاليد المصرية والأنماط المعمارية اليونانية-الرومانية والبيزنطية المسيحية.
بعد الفتح الإسلامي لمصر أثرت العمارة والفن القبطي على العمارة الإسلامية المصرية، ودمجت بعض الملامح الفنية القبطية في بناء العمارة الإسلامية في مصر. وفي وقت لاحق تأثر الفن والعمارة القبطية أيضًا بفن الزخارف التي استوحت من الأنماط الفنيّة الإسلامية. وتعتبر الكنيسة المعلقة في القاهرة القبطية من أبرز كنائس العمارة القبطية. ويشير ويل ديوران في كتابه عصر الأيمان إلى أن الأقباط ساهموا في بناء مسجد المدينة مما دعا المسلمين للاحتجاج من أن جامع النبى بناه الكفار. وصمم الأقباط جامع بن طولون بالقاهرة الذي صممه ابن الكاتب الفرغاني وأيضًا جامع السلطان حسن بالقاهرة.

### الأدب
عموم الطقوس المسيحية إنما نشأت أولاً في القدس والتي تدعى «أم الكنائس»، ومنها تفرعت وانتقلت إلى مصر وبلاد الشام حيث نشأت العواصم اللاحقة للطقوس المسيحية وهي بنوع خاص أنطاكية والرها في بلاد الشام والإسكندرية في مصر؛ بيد أنّ الطقوس المسيحية عمومًا تأثرت ببعضها البعض ونمت بشكل متوازي، وبناءً عليه يمكن القول بتشابه عام في خطوطها العريضة. أما الوضع في الطقس القبطي فهو مختلف تمامًا، يعود ذلك بسبب حالة العزلة التي فرضت على كنيسة الإسكندرية في أعقاب مجمع خلقيدونية عام 451، ومن ثم الفتح الإسلامي الذي جعل البلاد معزولة عمّا يدور خارجها في روما أو القسطنطينية، مجمل القول أن الطقس القبطي قد تتطور تطورًا ذاتيًا وبعيدًا عن سائر الطقوس المسيحية، واستجلب من الواقع المصري مراحل تطوره؛ أبرز مراحل الإصلاح كانت في القرن الثاني عشر على يد البابا غابرئيل الثاني، ومن ثم في القرن الخامس عشر على يد البابا غابرئيل الخامس، ومنذ ذلك الوقت لم تحصل أي تطورات تذكر على الطقس القبطي أو حذف أو إضافة أي طقوس خاصة به،  وقد ضبط النصّ بشكل دائم في أعقاب طباعة الكتب الطقسيّة التي بدأت في القرن الثامن عشر تحديدًا في عام 1736 على يد الأنبا روفائيل الطوخي وذلك في روما، إذ لم يكن هناك مطابع في مصر بعد. أحد أبرز المعالم العريضة للطقس القبطي هو الطول من حيث المدة الزمنية يعود ذلك لاستحباب تكرار الصلوات والأدعية وكثرة الترانيم،  كذلك فإن من مميزات الطقس القبطي استخدام صيغة الجماعة خلال الصلوات لا صيغة الفرد،  فضلاً عن كثرة الحركات الطقسية ذات الرموز الخاصة،  إضافة إلى اعتماد الصلوات على جمل أو مقاطع معينة من الكتاب المقدس تدمج في صيغة الصلوات أو الأدعية.
أخد العالم المسيحي نواحي مختلفة من الأدب القبطي أهمها أقوال الآباء ثم خطب القديسين في كفاح الوثنية لتثبيت المسيحية، ثم السحر ثم الأدب الدنيوي أو الشعبي. فأما أقوال الآباء فهي الأقوال النسكية التي دعمت الرهبنة وبينت ناحيتيها النفسية والعملية. ليس الأدب القبطي أدب ديني فحسب، بل إن الآثار الدينية الدنيوية في الأدب القبطي لاتقل عن الآثار الدينية، فبالرغم من انصراف الأقباط عن تدوين الآداب القبطية في العصور الأولى لغلاء ورق البردي إلا أنه تم العثور علي الكثير من الرسائل والوثائق القبطية عن الأدب القبطي الديني والشعبي. ومن أهم الأعمال الأدبية الشعبية القبطية قصة تيودوسيوس وديونسيوس التي ترجع إلى أوائل القرن الثامن، وكان بطلها صانع مصري بلغ منصب امبراطور اليونان. وقد نسي أخوه الذي كان صانع خشب مصري ثم يلقاه ثانية ويعينه رئيس لأساقفة العاصمة اليونانية. وأيضًا من أشهر قصص الأدب القبطي رواية قمبيز وهي قصة أصلية باللغة القبطية تتضمن تاريخًا خياليًا لغزو مصر علي يد الملك قمبيز الذي كان ملك للفرس، وبالإضافة لهذه القصص تم العثور علي بعض الأجزاء من قصة الاسكندر الأكبر مترجمة إلى الصعيدية. وهناك آثار أدبية كثيرة منها أيضا القصيدة التي كتبت عن ارخليدس وأمه سنكليتكس.

### الهوية
بعد الفتح الإسلامي لمصر بين عام 639 وعام 646 م، تراوحت معاملة المسيحيين الأقباط بين التسامح النسبي والاضطهاد المفتوح من قبل أنظمة الحكم الإسلامية المختلفة. وتاريخيًا، عانى الأقباط من «موجات من الاضطهاد والتسامح النسبي في دورات تباينت حسب الحاكم المحلي وغير ذلك من الظروف السياسية والاقتصادية». حيث شمل اضطهاد المسيحيين الأقباط إغلاق وهدم الكنائس، والإكراه أو الإجبار على اعتناق الإسلام،  وفرض ضرائب باهظة على من رفضوا التحول إلى الإسلام. ويُمثل الاضطهاد أحد المحاور المهمة التي شكلت الهوية القبطية.
لدى الأقباط تاريخ طويل كأقلية بين الأغلبية المسلمة في مصر. تشكل مصر أكبر تجمّع مسيحي داخل الشرق الأوسط وشمال أفريقيا وإحدى أكبر التجمعات المسيحية في العالم الإسلامي. يعود تاريخ المسيحية في مصر إلى العصر الروماني. حيث كانت الإسكندرية مركزًا هامًا خلال العصور الأولى للمسيحية. في حين أن جزءا لا يتجزأ من المجتمع المصري القديم اعتنق الإسلام، حافظ الأقباط على هوية مستقلة ثقافيًا ودينيًا. تستند أهميّة الكنيسة القبطية الأرثوذكسية في الهوية القبطية بسبب دور الكنيسة في الحفاظ على الثقافة القبطية. يُحافظ الأقباط من أصول مصرية على هوية عرقية مميزة عن المُسلمين المصريين، ويرفضون عمومًا الهوية العربيَّة. ولكن لديهم أيضًا هوية قومية مشتركة مع باقي المصريين. يُعرف الأقباط والمسلمون المصريون بأنهم لا يمكن تمييزهم شكليًا،  لأن كليهما «ينحدرون في الغالب من السكان المصريين قبل الفتح الإسلامي». وفي جميع جوانب الحياة غير الدينية، ثقافتهما متماثلة. ويفخر الأقباط بشكل خاص بهويتهم المصرية. على مر القرون، لطالما رفضوا وقاتلوا ضد هويات أخرى حاول الحكام الأجانب فرضها عليهم، مؤكدين على هويتهم المصرية. في حين أن الأقباط جزء لا يتجزأ من مجتمعهم، فقد ظلوا متميزين ثقافياً ودينياً عن محيطهم العام.
لم تثار مسألة الهوية القبطية قبل صعود العروبة في عهد جمال عبد الناصر في أوائل 1950. حتى ذلك الوقت، كانت القومية المصرية هي الشكل الرئيسي للتعبير عن الهوية المصرية،  وقد نادى عدد من المفكرين المصريين عمومًا، والأقباط على وجه الخصوص، بأن الأقباط لهم هويتهم الخاصة المحتفظ بها من ما قبل الفتح الإسلامي لمصر وأنّ هذه الهويّة هي الوارثة الشرعية للحضارة الفرعونية التي سادت في مصر القديمة،  علمًا أن مسلمين أيضًا أمثال عبد الغني صلاح مؤسس الحزب القومي المصري ينتمون للطرح نفسه بدرجات متفاوتة، الحزب المذكور قال في وثيقته التأسيسية أنه سيسعى لاحترام التاريخ الفرعوني والقبطي والعربي لمصر،  وكذلك فقد دعا الكاتب صفوت يسى المصريين عمومًا للكف عن الالتحاق بالهويّة العربية وإعادة إحياء الهوية المصرية. بأن الأقباط لهم هويتهم الخاصة المحتفظ بها من ما قبل الفتح الإسلامي لمصر وأنّ هذه الهويّة هي الوارثة الشرعية للحضارة الفرعونية التي سادت في مصر القديمة،  في حين يدعي بعض الكتاب غير الأقباط أن الأقباط في مصر لديهم هوية عربية يميل الأقباط في الغرب إلى تعريفهم أنفسهم على أنهم «غير عرب»،  بالمقابل يشير العديد من الباحثين غير الأقباط إلى أن «الأقباط ليسوا عربًا» وأن وجودهم «يسبق وصول العرب إلى مصر».
يما يخصّ الأقباط، فقد رأى مصطفى الفقي السياسي والمدرس في الجامعة الأمريكية في القاهرة أنه بعد الفتح الإسلامي ظل عدد من الشعوب التي دخلت في الإسلام محافظًا على هويته الأصلية وبعضها الآخر انخرط في العروبة أيضًا مضيفًا إليها ومتفاعلاً منها، وكان من بين هذه الدول مصر على عكس إيران مثلاً. من ناحية ثانية فإن مكرم عبيد باشا السكرتير العام لحزب الوفد أكد عروبة الأقباط من منطلق «الثقافة والمشاركة في الوطن» خلال حكم المملكة المصرية، ويذكر أيضًا دور البابا شنودة الثالث الذي رسّخ الهوية العربية للأقباط ولقبه عدد من الشخصيات العامة «بابا العرب»،  من جهة أخرى، دعا عدد من المفكرين الأقباط أمثال يوسف سيدهم المصريين عمومًا لإيقاظ الهوية المصرية دون «القفز فوق الهوية والثقافة العربية، والعالم العربي الذي نعتبر بلدنا جزءًا منه». أشارت دراسة للمهاجرين الأقباط من مصر إلى أن لديهم أصولًا مشتركة مع السكان في مصر، وكذلك يشتركون في أصول مشتركة مع سكان جنوب بلاد الشام والمملكة العربية السعودية.

### اللغة
تستخدم اللغة القبطية اليوم بشكل طقسي في الكنيسة القبطية الأرثوذكسية والكنيسة القبطية الكاثوليكية (إلى جانب اللغة العربية الفصحى الحديثة). يتم التحدث باللغة القبطية في مصر فقط ولم يكن لها تأثيراً يذكر خارج المنطقة، باستثناء الأديرة الواقعة في النوبة. كان التأثير اللغوي الأكثر وضوحًا للغة القبطية على اللهجات المختلفة للعربية المصرية، والتي تتميز بطبقة قبطية في السمات المعجمية والصرفية والنحوية والنطق. إذ تتأثر العربية المصرية بشدة باللغة القبطية التي كانت اللغة الأم للمصريين قبل الفتح الإسلامي،  ترتبط اللغة القبطية والديموطيقية ارتباطًا وثيقًا باللغة المصرية الحديثة، والتي تمت كتابتها بالهيروغليفية المصرية. ازدهرت اللغة القبطية كلغة أدبية من القرن الثاني إلى القرن الثالث عشر ولا تزال لهجتها البحيرية هي اللغة الليتورجية للكنيسة القبطية الأرثوذكسية في الإسكندرية. تم استبدالها بالعربية المصرية كلغة منطوقة في الفترة الحديثة المبكرة، لكن جهود إعادة تنشيط اللغة جارية منذ القرن التاسع عشر.
في القرن الثاني قبل الميلاد، بدأت الكتابة المصرية بالأبجدية القبطية، وهو تكيف للأبجدية اليونانية مع إضافة ست أو سبع علامات من الديموطيقية المصرية لتمثيل الأصوات الأفرو آسيوية التي لم تكن موجودة في اللغة اليونانية. تم تحديد العديد من اللهجات القبطية المتميزة، وأبرزها الصعيدية والتي نشأت في أجزاء من صعيد مصر، والبحيرية والتي نشأت في الأصل في غرب دلتا النيل في مصر السفلى.

### مطبخ

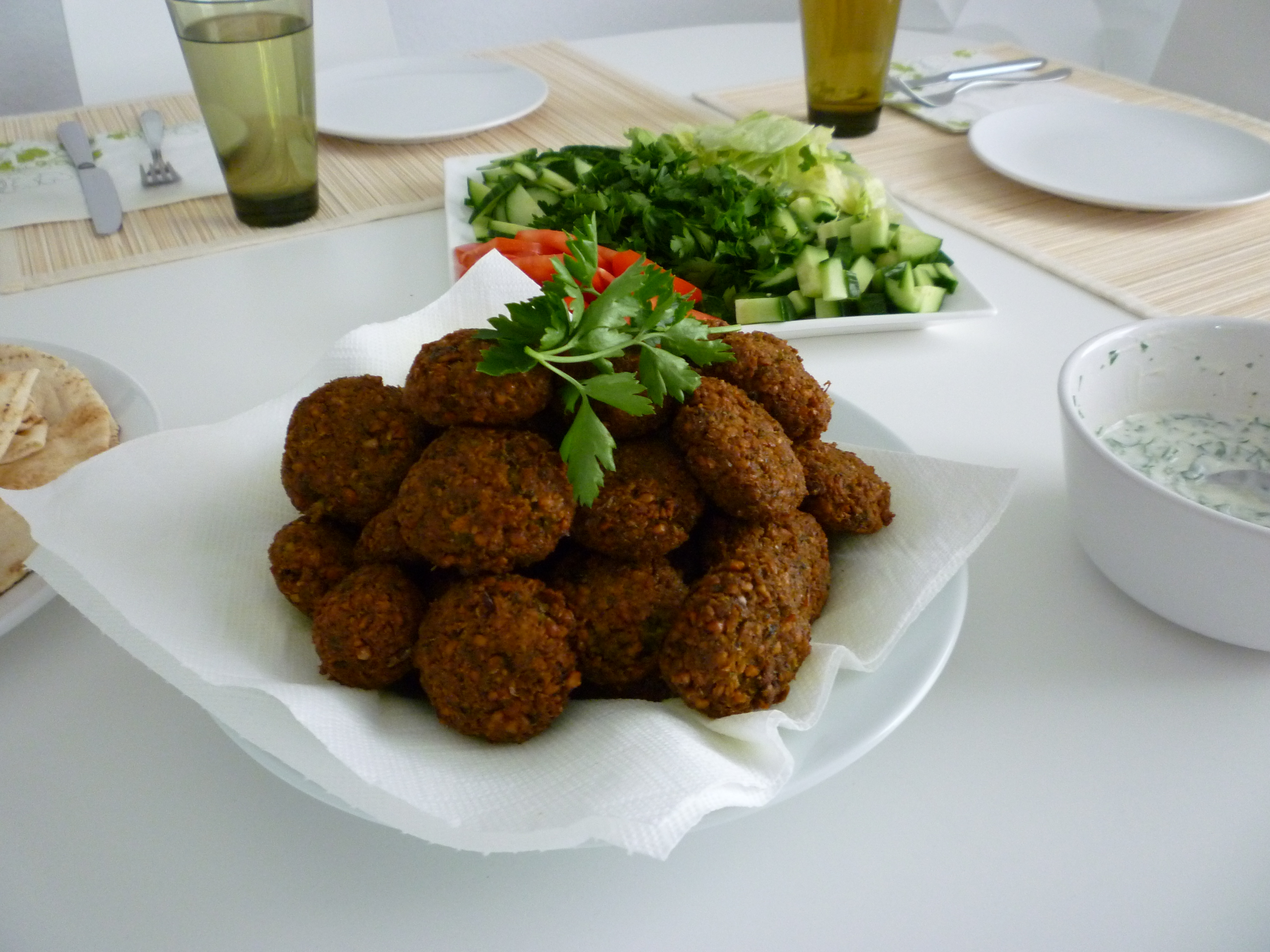
يُعد الفلافل من مأكولات الصيام الأبرز لدى مسيحيين مصر.

تؤمن الكنيسة المسيحية بالصوم، ويُعتبر الصوم بحسب طقس الكنيسة القبطية من أطول مدد الصوم مقارنة بسائر الكنائس المسيحية، ويبلغ مجموع طول أيام الصوم مائتي وعشر أيام في العام، منفصلة عن بعضها البعض، ولعلّ أبرزها الصوم الكبير والصوم الصغير وصوم أسبوع الآلام المسمى في الطقس القبطي «البصخة المقدسة» وصوم نينوى والصوم الذي يسبق عيد انتقال العذراء وصوم الرسل،  ويكون الصوم بالامتناع عن تناول الطعام والشراب بين فترتي الشروق والغروب والامتناع عن تناول أية منتجات حيوانية طوال فترة الصوم، غير أنها عادة ما تبسط حسب السنّ والحاجة والمرض وسوى ذلك. وبالتالي يقيم المسيحيين الأقباط أطباق خاصة بمناسبة الأصوام منها الفلافل حيث تشير عدد من الدراسات أن أصول الفلافل تعود إلى الأقباط حيث كان يؤكل كبديل عن اللحوم أثناء الصوم الكبير. ولا يزال الفلافل يُحظى بشعبية لدى الأقباط الذين يطبخون كميات كبيرة منه خلال الأعياد الدينية. وتستهلك المجتمعات المسيحية في البلدان العربية الفلافل كجزء من حمية الصوم الكبير، حيث تفرض الكنيسة على أتباعها انقطاع عن اللحوم ومنتوجات الحليب والأجبان خلال فترة الصوم الكبير.
على الرغم من أنه لا توجد لدى أغلبية الطوائف المسيحية موانع بأكل لحم الخنزير فأنّ الكنيسة القبطية الأرثوذكسية تنقسم حول هذا الموضوع. على سبيل المثال نصح البابا شنودة الثالث أتباعه في عام 2007 عدم أكل لحم الخنزير، على الرغم من أن هذه النصيحة كانت تقوم على آرائه الخاصة وليس على الكتاب المقدس. يذكر أن كنيسة التوحيد الأرثوذكسية الإثيوبية إلى جانب كنيسة التوحيد الأرثوذكسية الإريترية وهي كنائس تبعت تاريخياً سلطة بطريرك الإسكندرية تفرض حظر ديني على استهلاك لحم الخنزير.

### الأعياد
تحتفل الطوائف المسيحية المصرية بعيد الميلاد وفقاً للتقويمين الغريغوري واليولياني؛ فتتبع الكنائس الأرثوذكسية الشرقية والمشرقية تقويم 7 يناير والكنيسة الكاثوليكية والبروتستانت تقويم 25 ديسمبر، وهو عطلة رسمية في مصر وفق التقويم القبطي، يرتبط عيد الميلاد بوضع زينة الميلاد ممثلة بالشجرة وغالبًا ما يوضع تحتها أو بقربها «مغارة الميلاد» حيث توضع مجسمات تمثّل حدث الميلاد أبرزها يسوع طفلاً وأمه ويوسف النجار إلى جانب رعاة والمجوس الثلاثة، إلا أنها باتت جزءًا من تقاليد الميلاد العامة، تمامًا كتوزيع الهدايا على الأطفال والتي ترتبط بالشخصية الرمزية بابا نويل. العيد القريب من عيد الميلاد هو عيد رأس السنة الذي يقام ليلة 31 ديسمبر، علمًا أن العديد من الأسر غير المسيحية تحتفل به أيضًا غير أنه ذو خصوصيّة مسيحية. كما تحتفل الطوائف المسيحية المصرية سنوياً بعيد الظهور الإلهي ومن أبرز مظاهر العيد أن يُلقى صليب في البحر ويقوم شاب بالغوص لاسترجاعه والغطس في بِرك المياه.
أما عيد الفصح ويسبقه أسبوع الآلام، فبدوره مرتبط بموت يسوع وقيامته حسب المعتقدات المسيحية. هناك أعياد أخرى أقل أهمية، وبعضها ترتبط أهميته بمناطق بعينها، منها عيد النوروز المتوافق مع رأس السنة القبطية. تحتفل الكنيسة القبطية، بالإضافة إلى أعياد القديسين، بأربعة عشر عيدًا مقسومًا إلى سبعة أعياد كبرى يُمتنع فيها عن العمل، منها عيد الغطاس؛ أما من أعياد القديسين الهامة، فهناك عيد مار جرجس ومارمينا والشهيدة دميانة وسواهم.

### التعليم

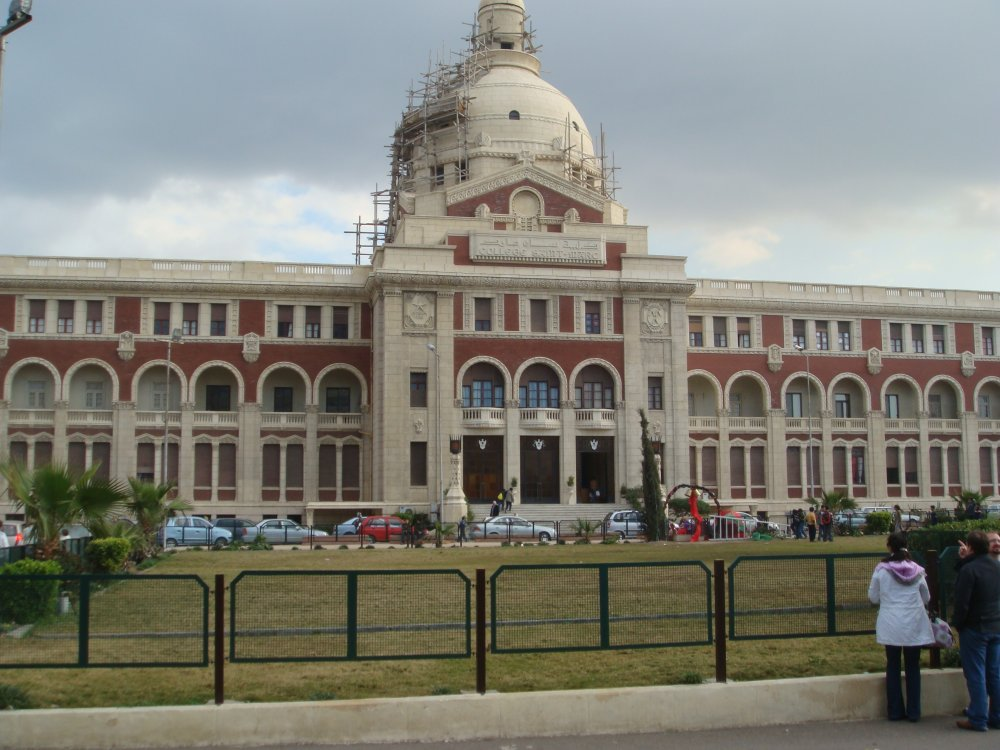
كلية سان مارك بالإسكندرية.

- المدارس المسيحية: هي مدارس أقامها ويشرف عليها رهبان مسيحيين ولكنها تقبل الطلاب المسيحيون والمسلمون على حد سواء ولا تتطرق في مناهجها إلى النواحي الدينية ولا يوجد بها أي نوع من التفرقة بين التلاميذ وفقا للديانة فيما عدى فصل الطلاب في حصة الدين حيث يتلقى الطلاب المسيحيون دروسهم في الكنيسة والطلاب المسلمون في الفصل الدراسي. كما يوجد في كل مدرسة مكان بمثابة مسجد مخصص لأداء الطلاب المسلمين الصلوات.[415] وتضم الكنيسة الكاثوليكية على شبكة واسعة من المدارس الكاثوليكية منها مدرسة العائلة المقدسة ومدرسة راهبات نوتردام ديزابوتر للبنات والمدرسة الألمانية سان شارل بورومي بالإسكندرية وكلية سان مارك بالإسكندرية ومعهد القديسة جان أنتيد ونوتردام دى سيون وغيرها.
- الكلية الإكليريكية: هي كليات تابعة الكنيسة القبطية الأرثوذكسية وعدد سنوات الدراسة بها أربع سنوات يحصل الطالب الناجح في نهايتها على بكالوريوس في العلوم اللاهوتية.[416]
- معهد الدراسات القبطية: يقبل المعهد الطلبة الحاصلين على شهادة جامعية (الليسانس أو البكالوريوس) في جميع أقسامه، فيما عدا الأقسام التي تشترط شهادة جامعية في تخصص معين. ويقبل الطلبة الحاصلين على بكالوريوس الكلية الإكليريكية أو من فروعها المعترف بها.[417]
- معهد الدراسات الشرقية للآباء الدومنيكان: هو معهد أنشأه رهبان دير الدومنيكان لدراسة التراث العربي والإسلامي.[418]

## معرض الصور

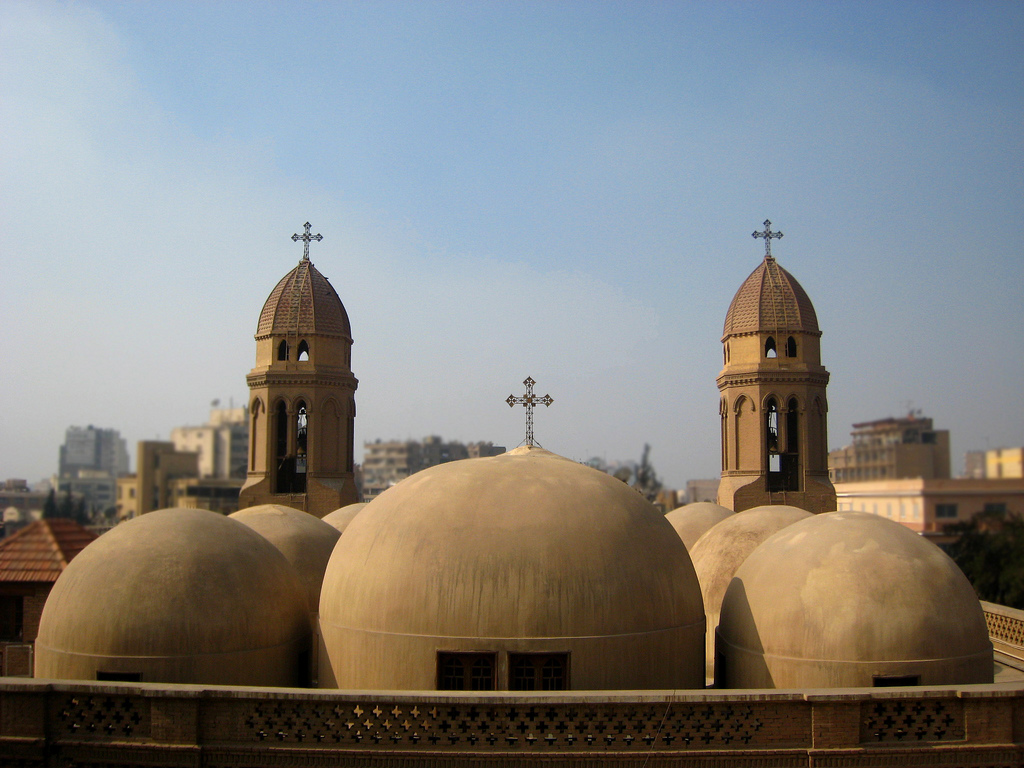
كنيسة مارمرقس بشارع كليوباترا في حي مصر الجديدة
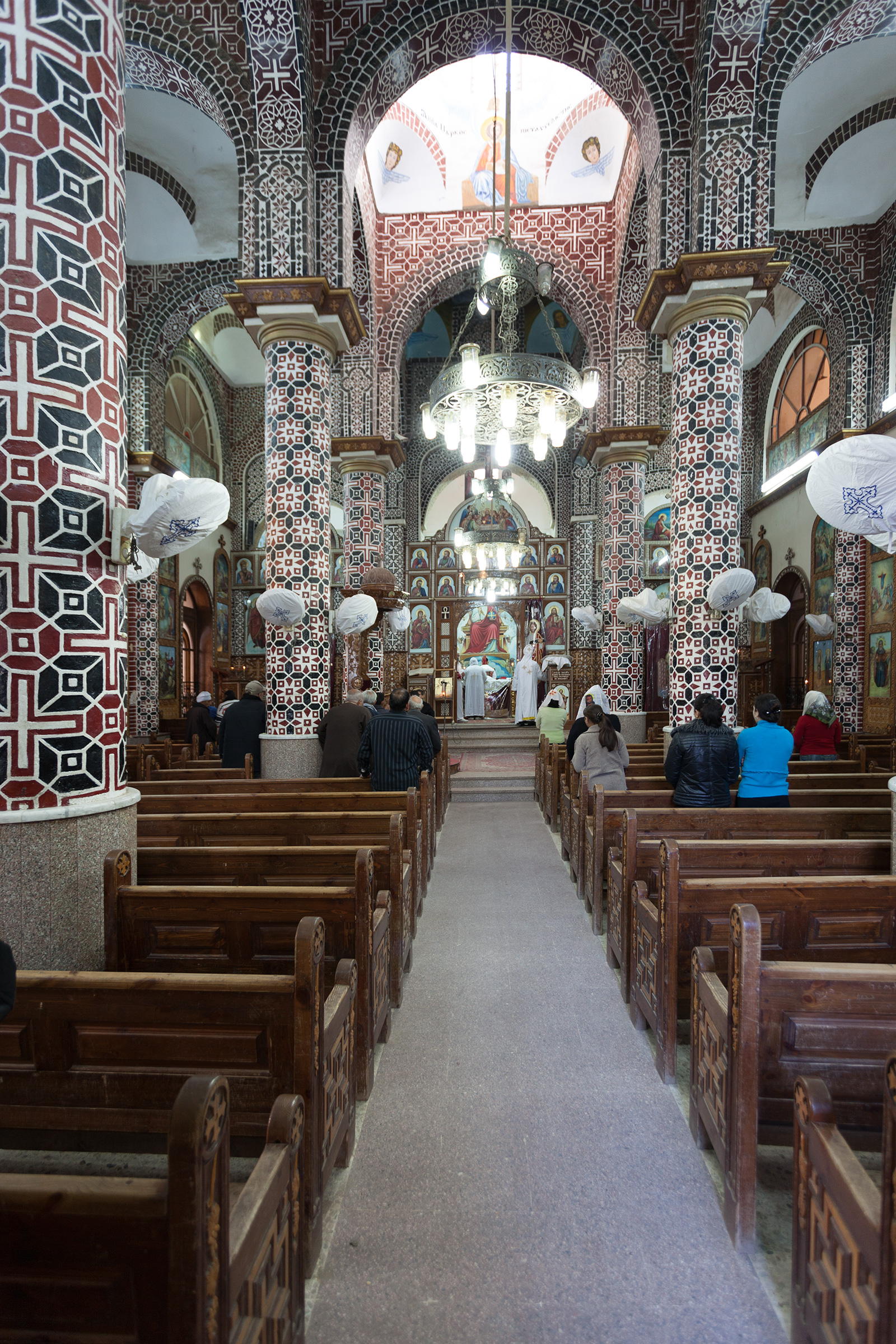
كنيسة القديس مرقص في ملوي
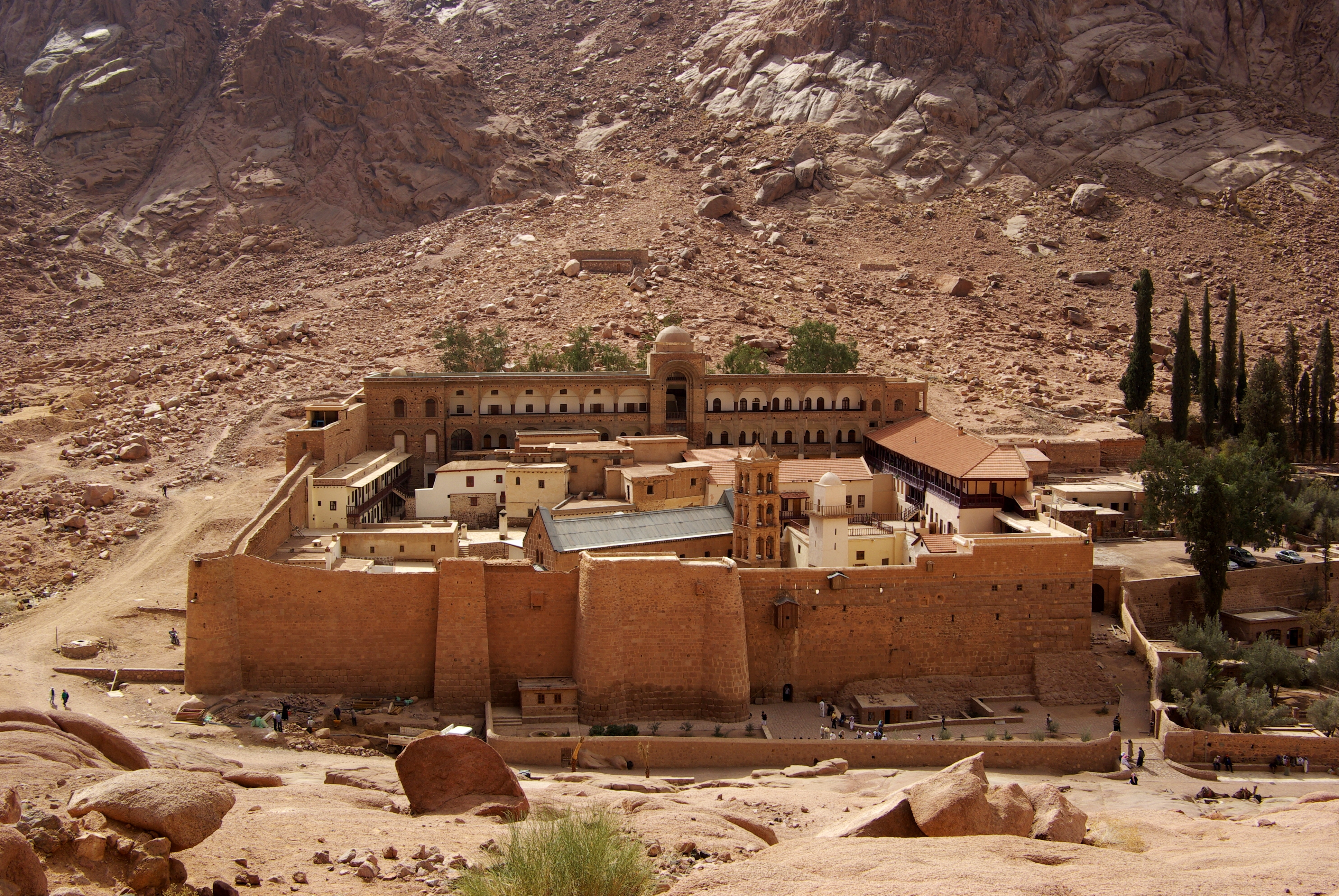
دير سانت كاترين في محافظة جنوب سيناء
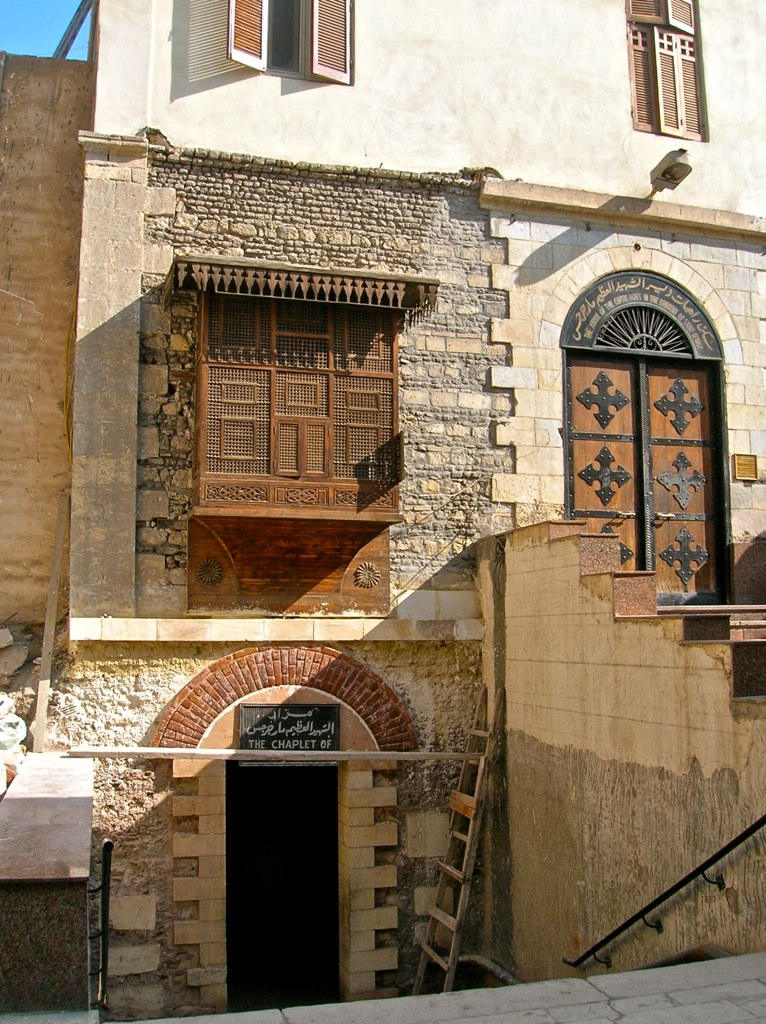
كنيسة قبطية في في القاهرة القبطية
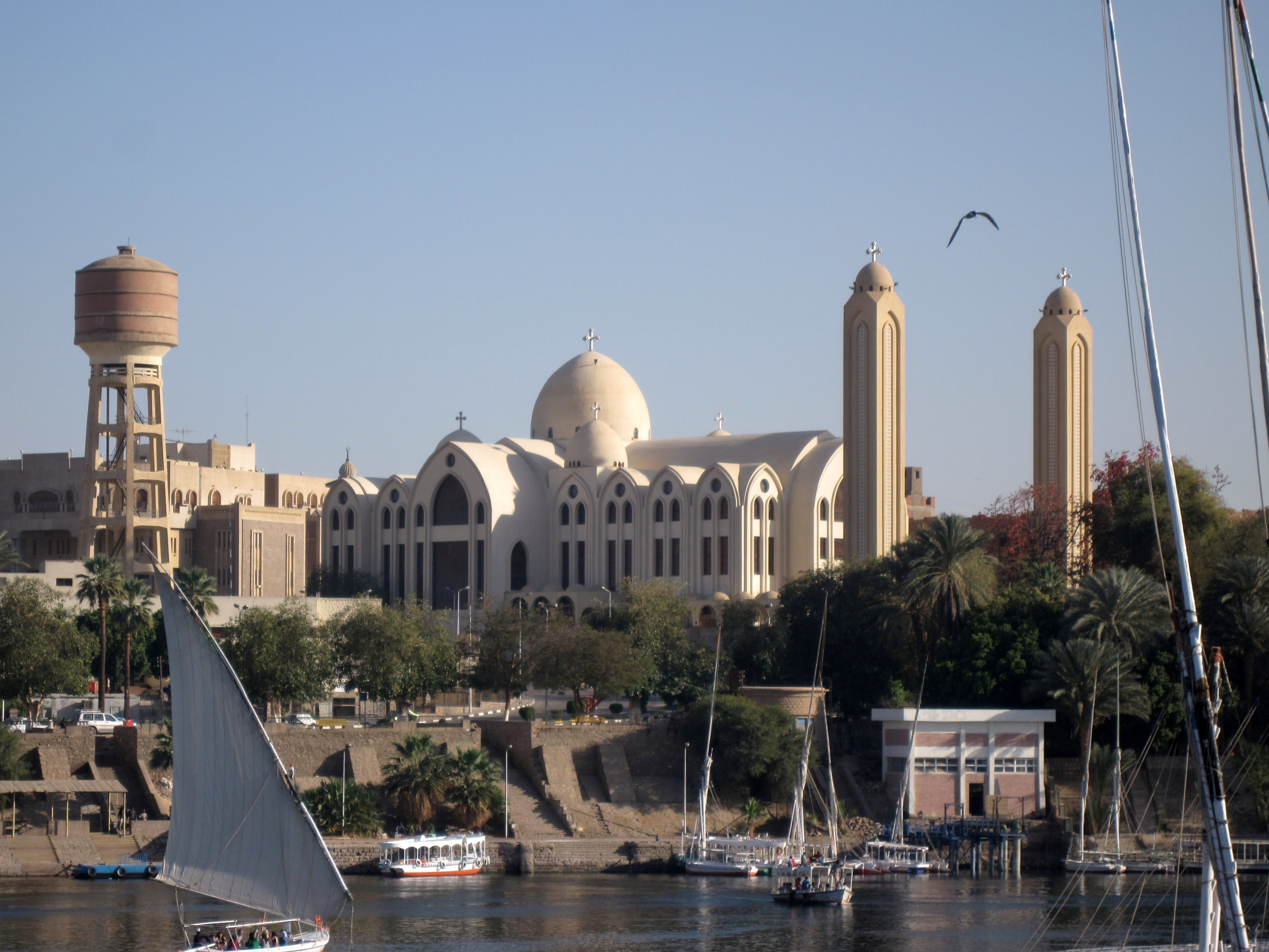
كنيسة الملاك ميخائيل في أسوان
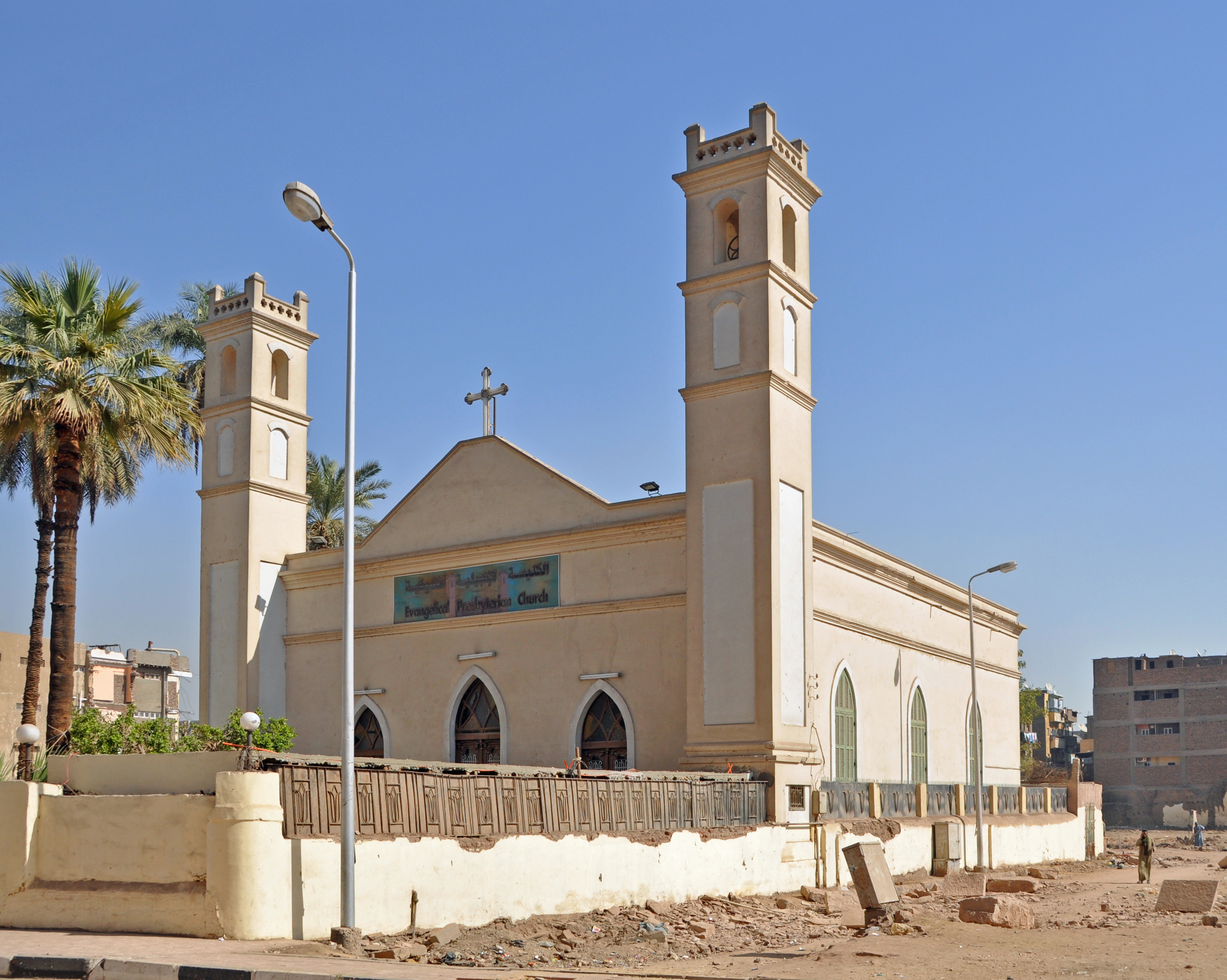
الكنيسة المشيخيّة في الأقصر
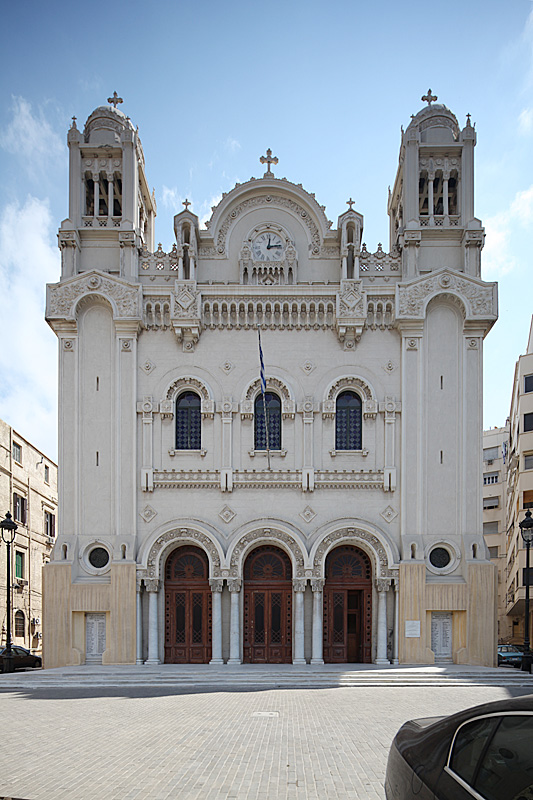
كاتدرائية البشارة اليونانية الأرثوذكسية في الإسكندرية
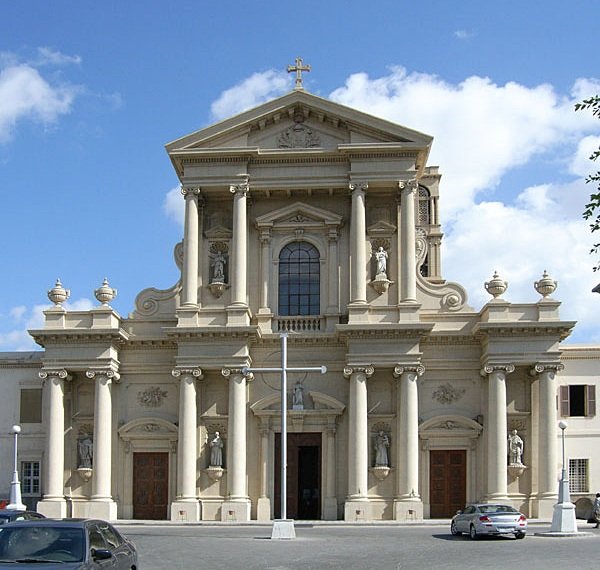
كاتدرائية سانت كاترين الرومانية الكاثوليكية في الإسكندرية
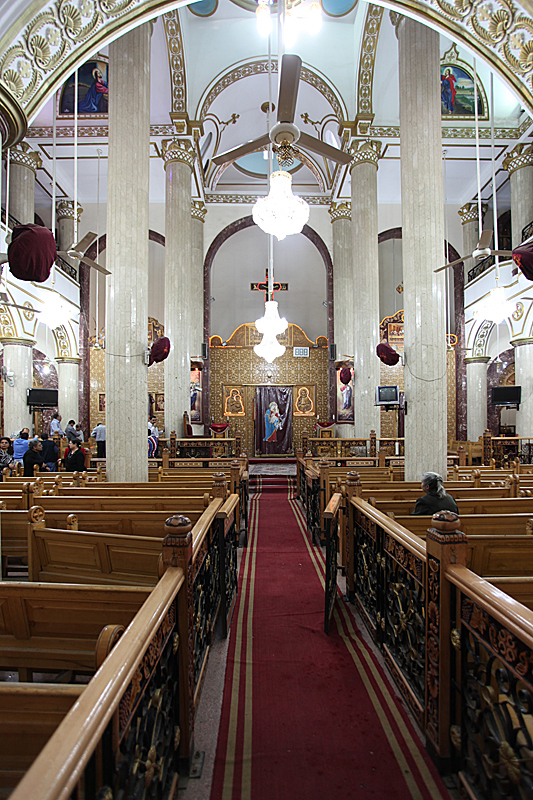
كنيسة السيدة القبطية في سوهاج
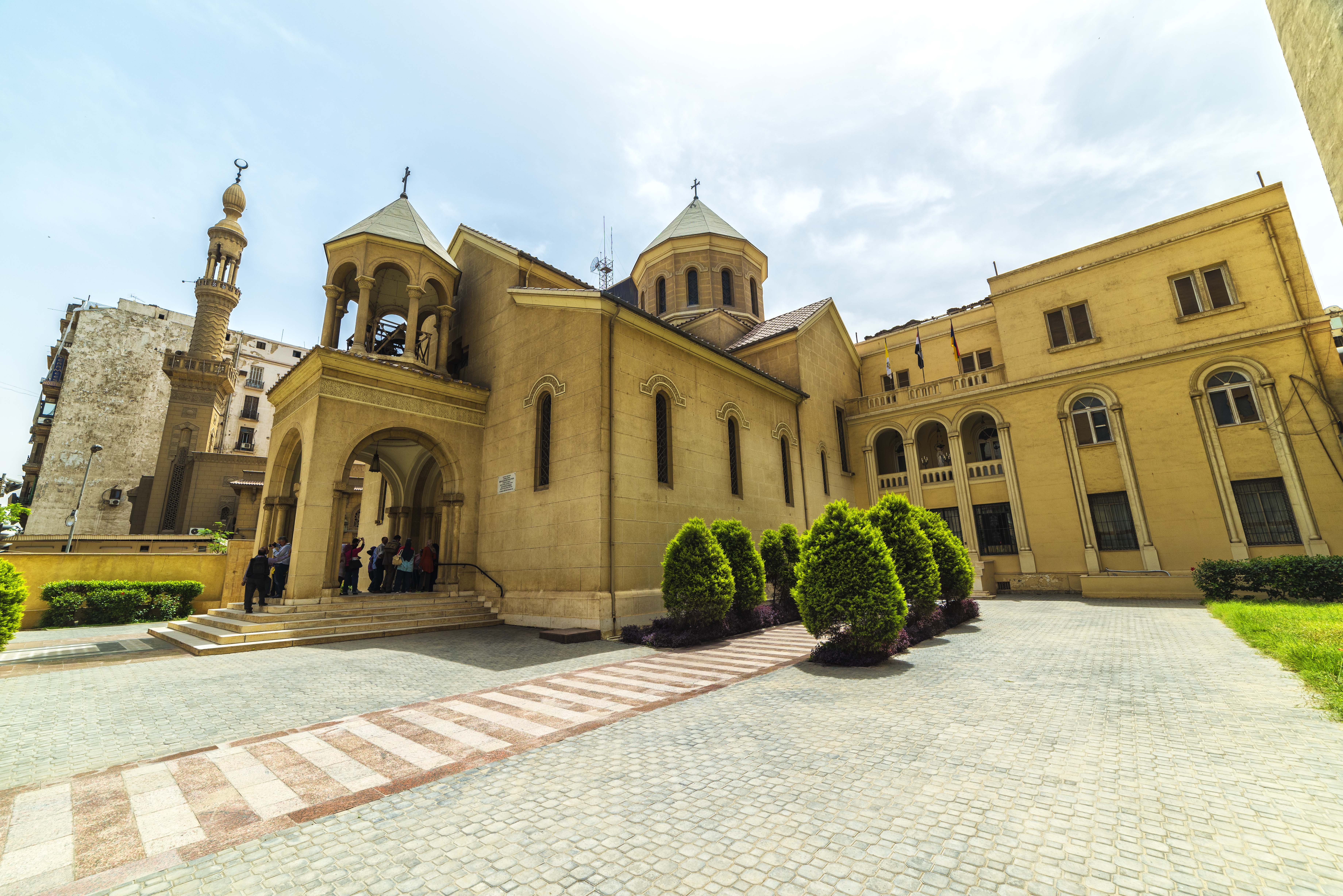
كاتدرائية البشارة الأرمنية في القاهرة
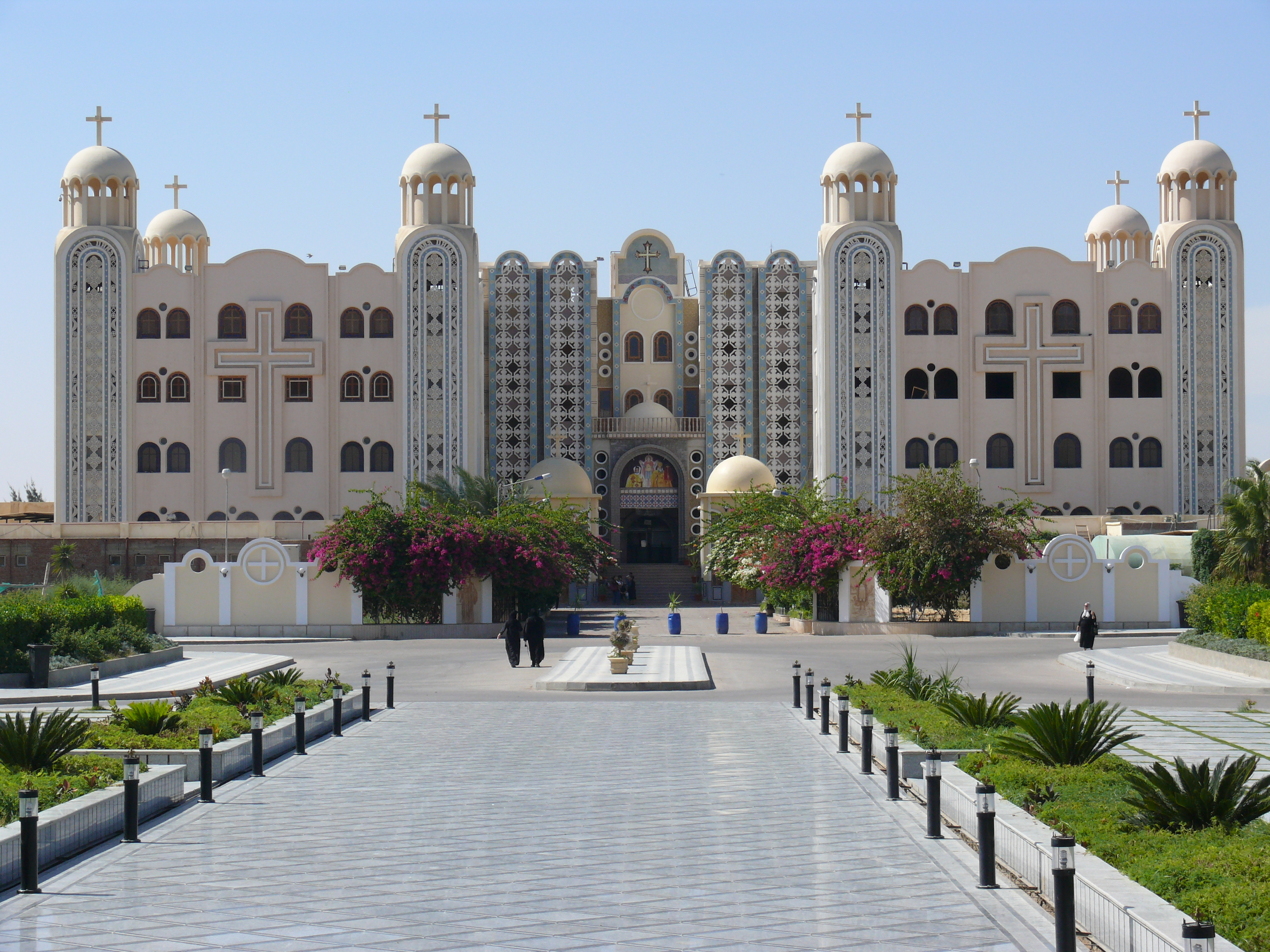
كنيسة قبطية أرثوذكسية في الإسماعيلية
كنيسة القديس جرجس القبطية في محرم بك؛ الإسكندرية
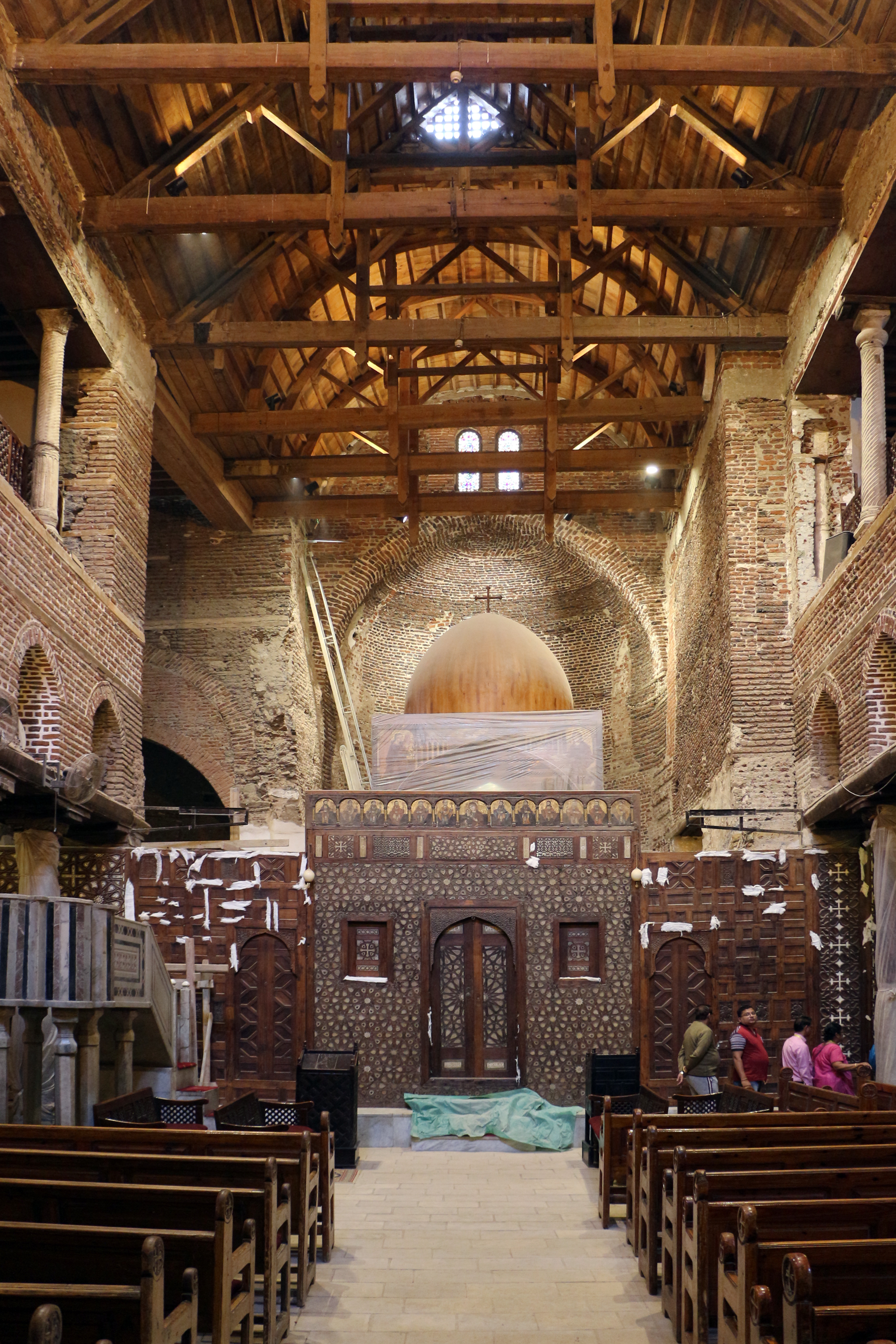
داخل كنيسة القديس أبو سرجة في القاهرة القبطية
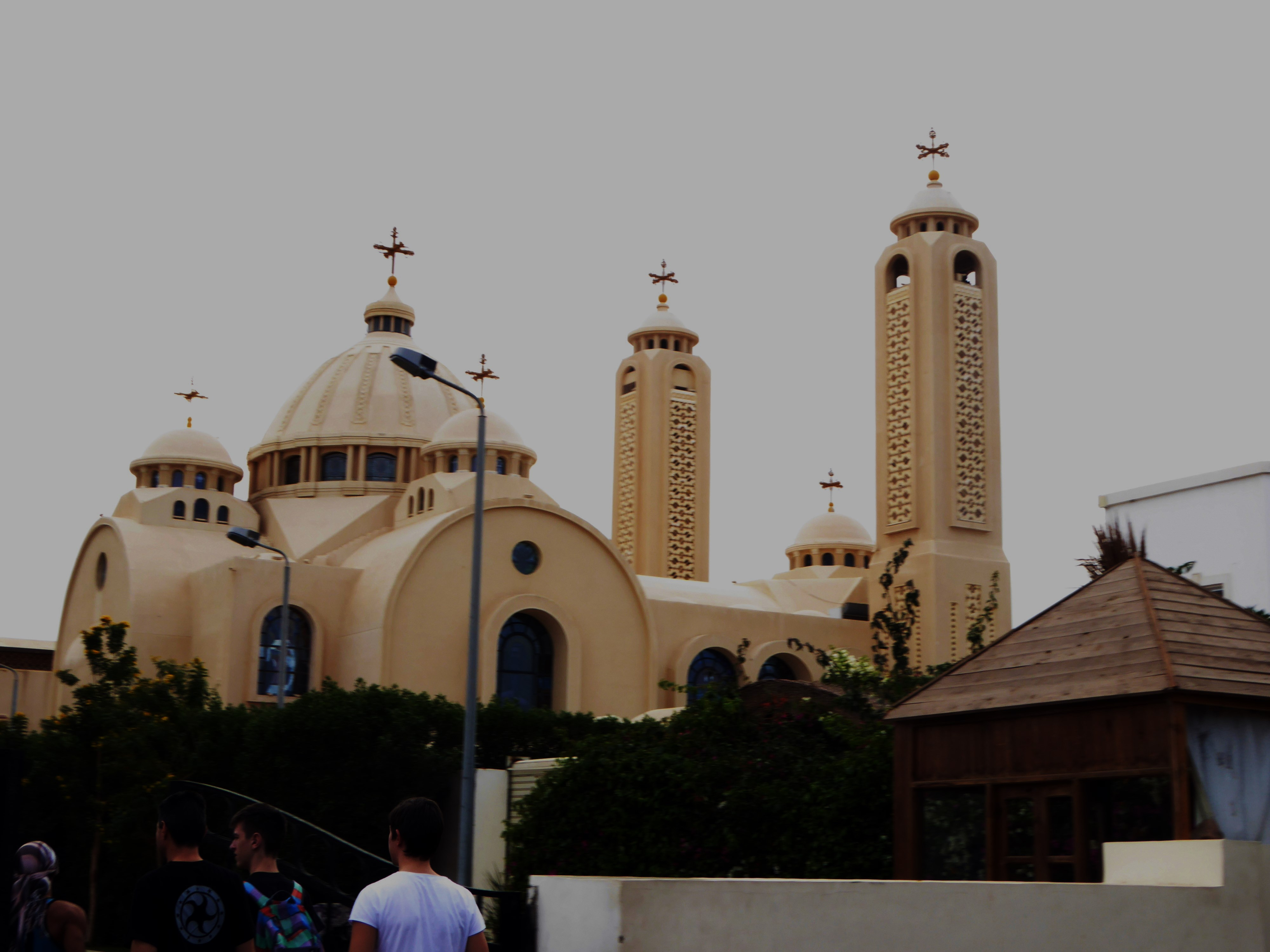
كنيسة جميع القديسين القبطية في شرم الشيخ
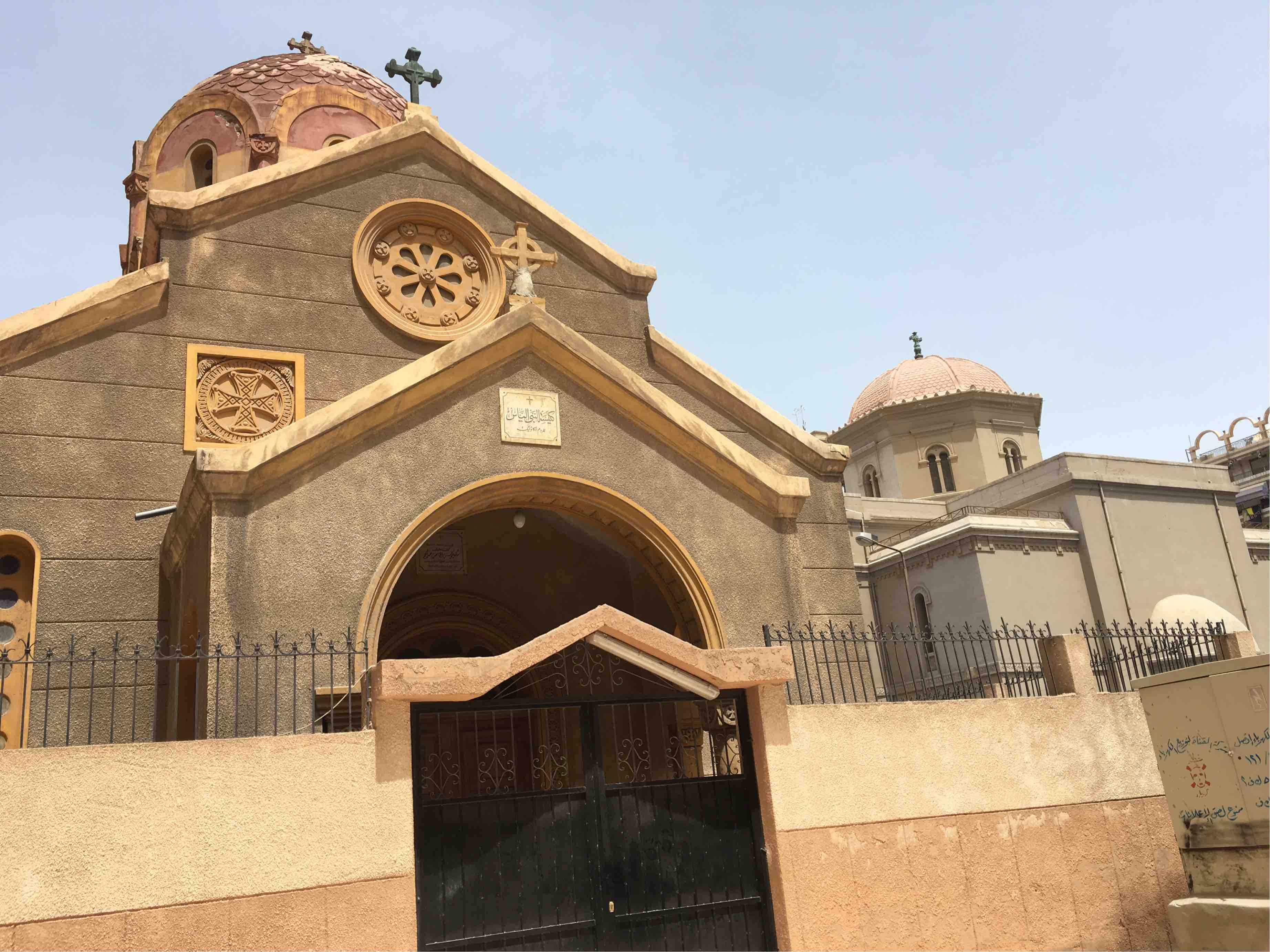
كنيسة مار إلياس للروم الكاثوليك الملكيين في بورسعيد
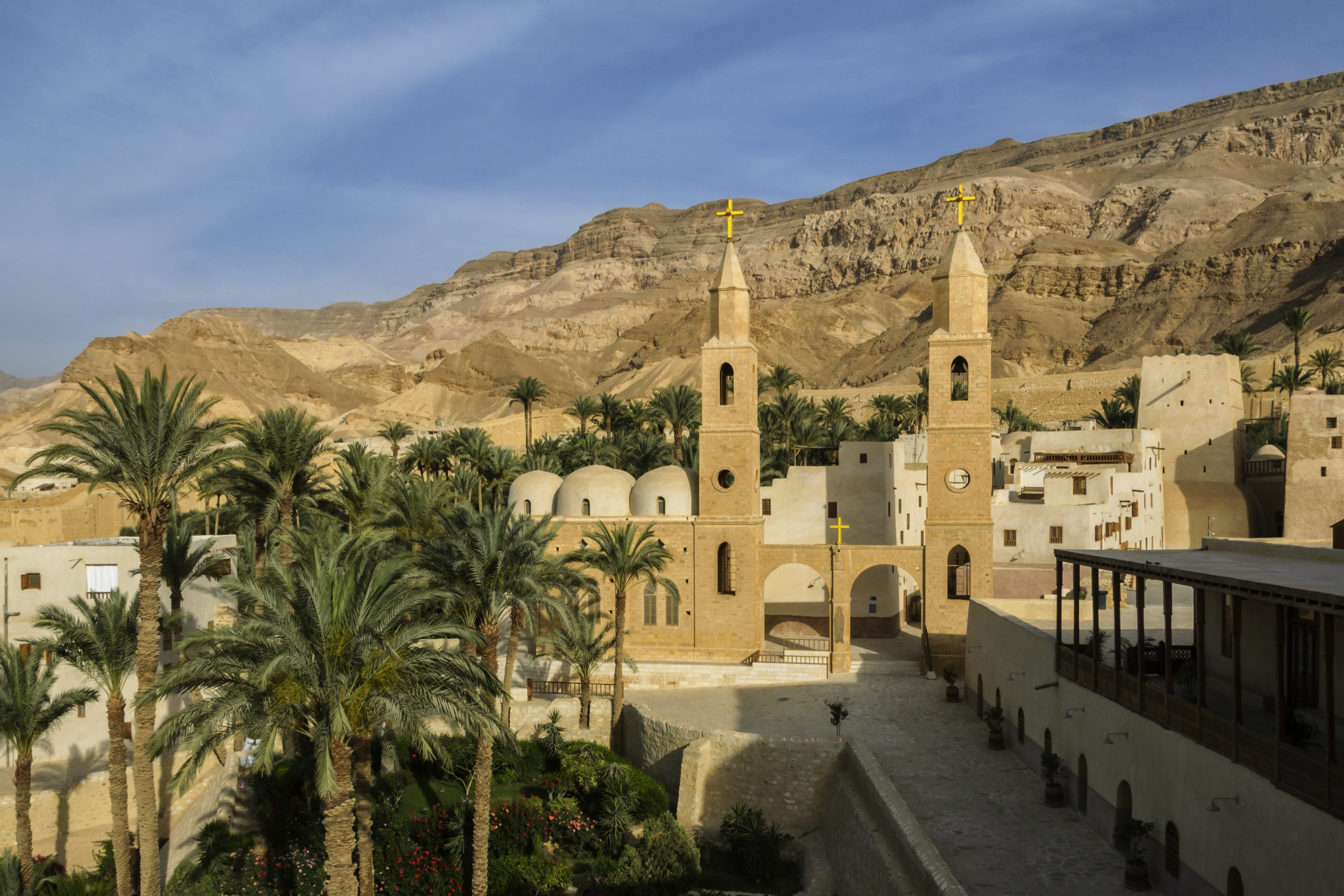
دير الأنبا أنطونيوس في محافظة السويس
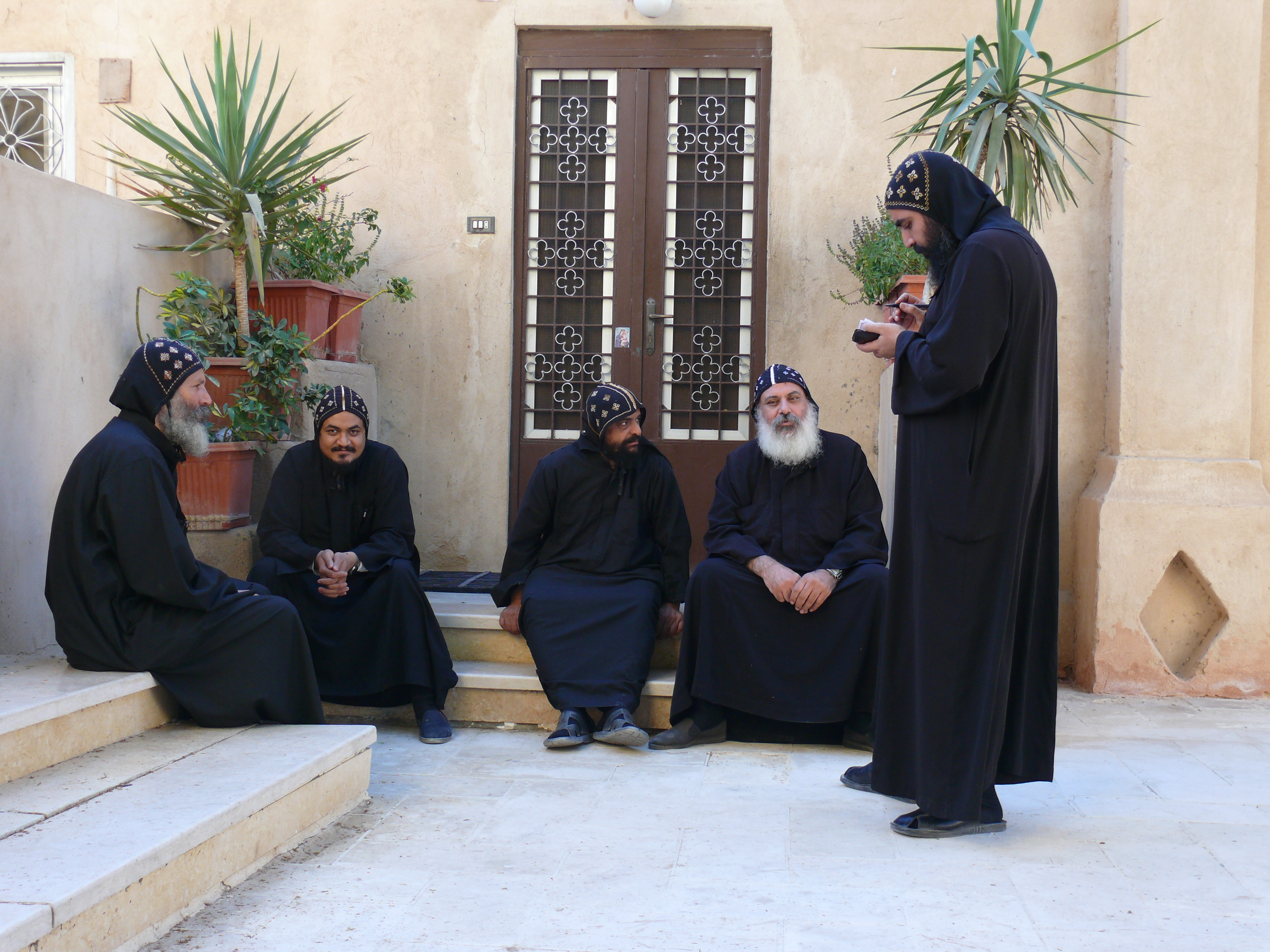
رجال دين مصريين من الكنيسة القبطية الأرثوذكسية
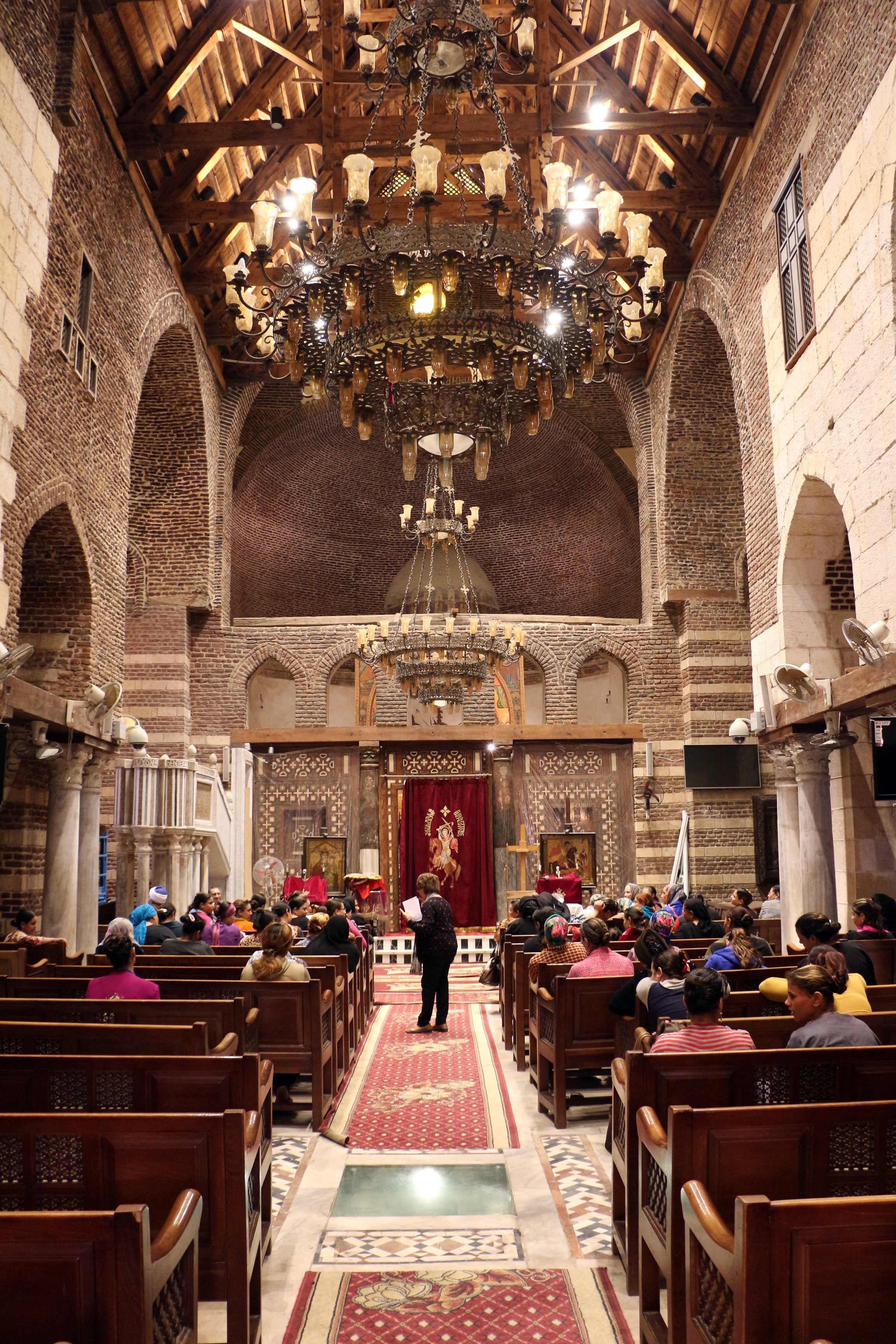
كنيسة القديس مرقوريوس في القاهرة
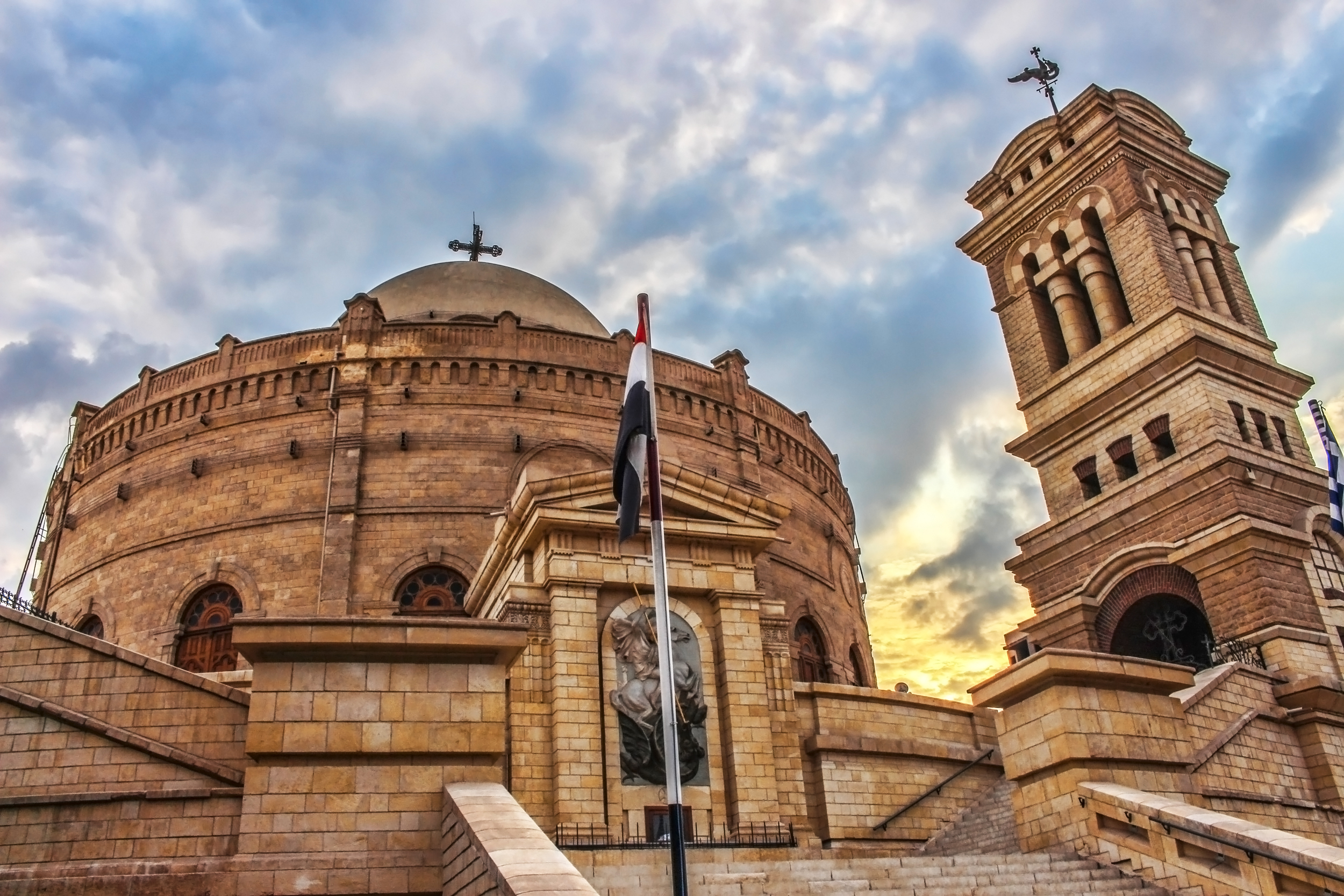
كنيسة القديس جورج في القاهرة
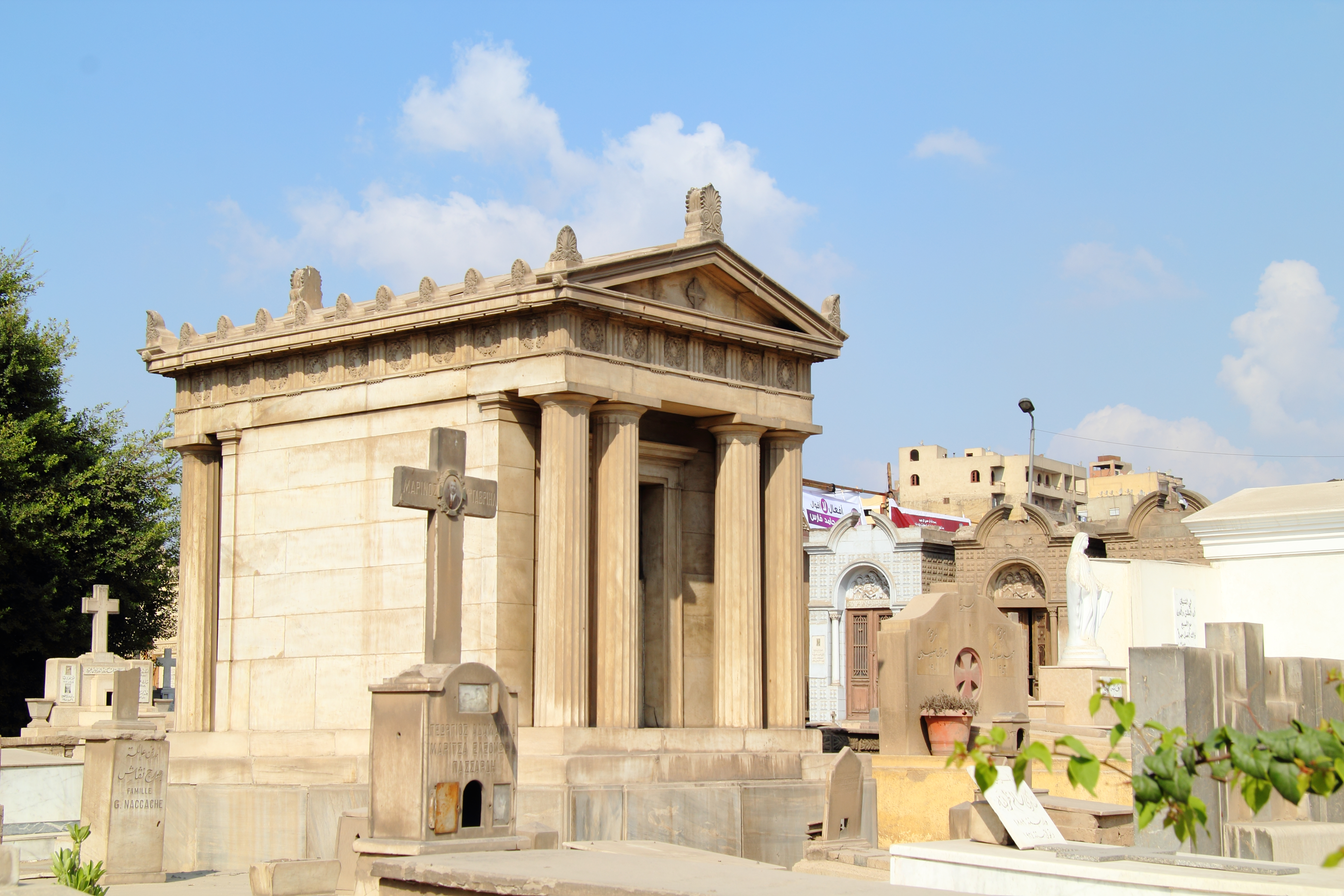
المقبرة المسيحية في القاهرة
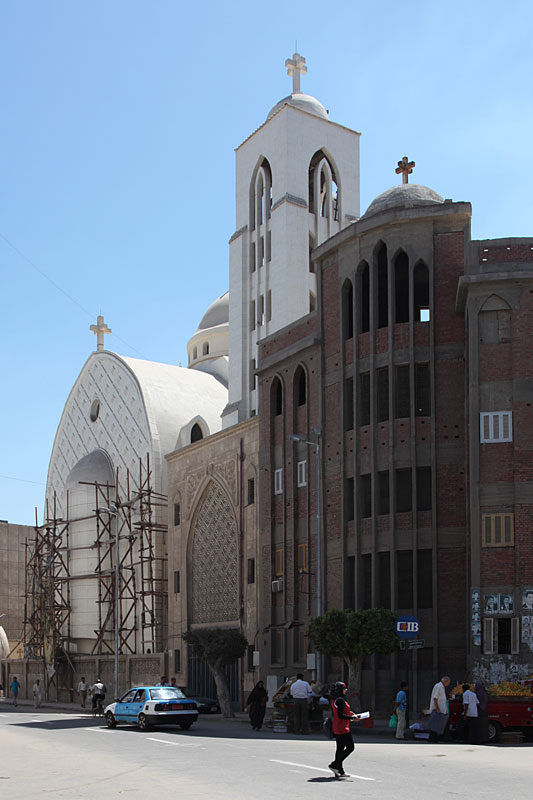
كنيسة القديسة مريم في دمياط
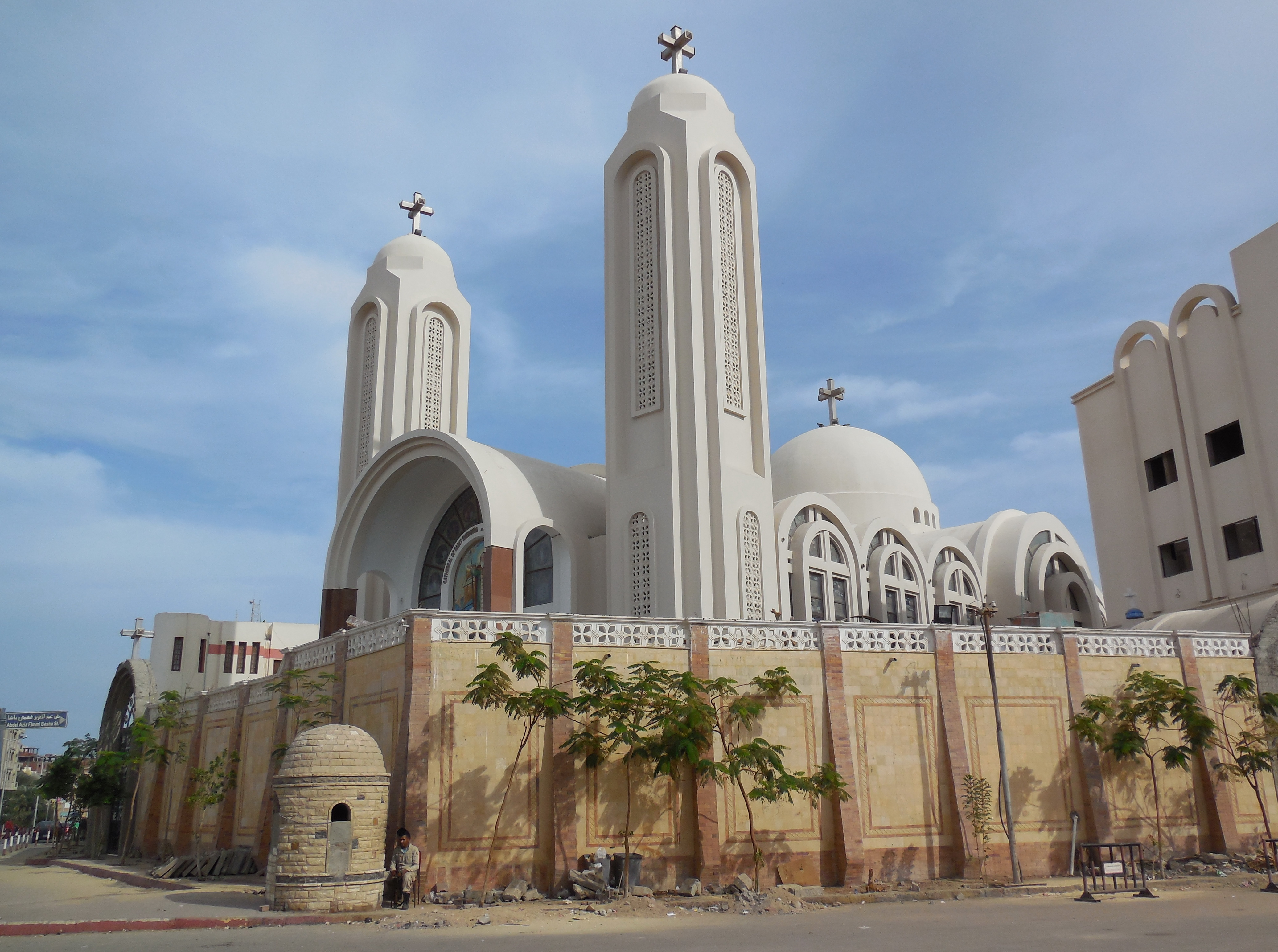
كنيسة الأنبا شنودة في الغردقة
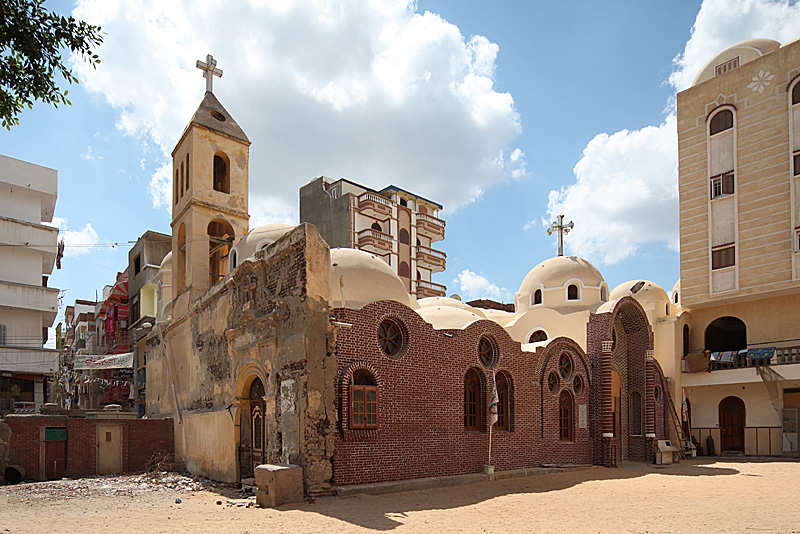
كنيسة القديس مرقص في رشيد
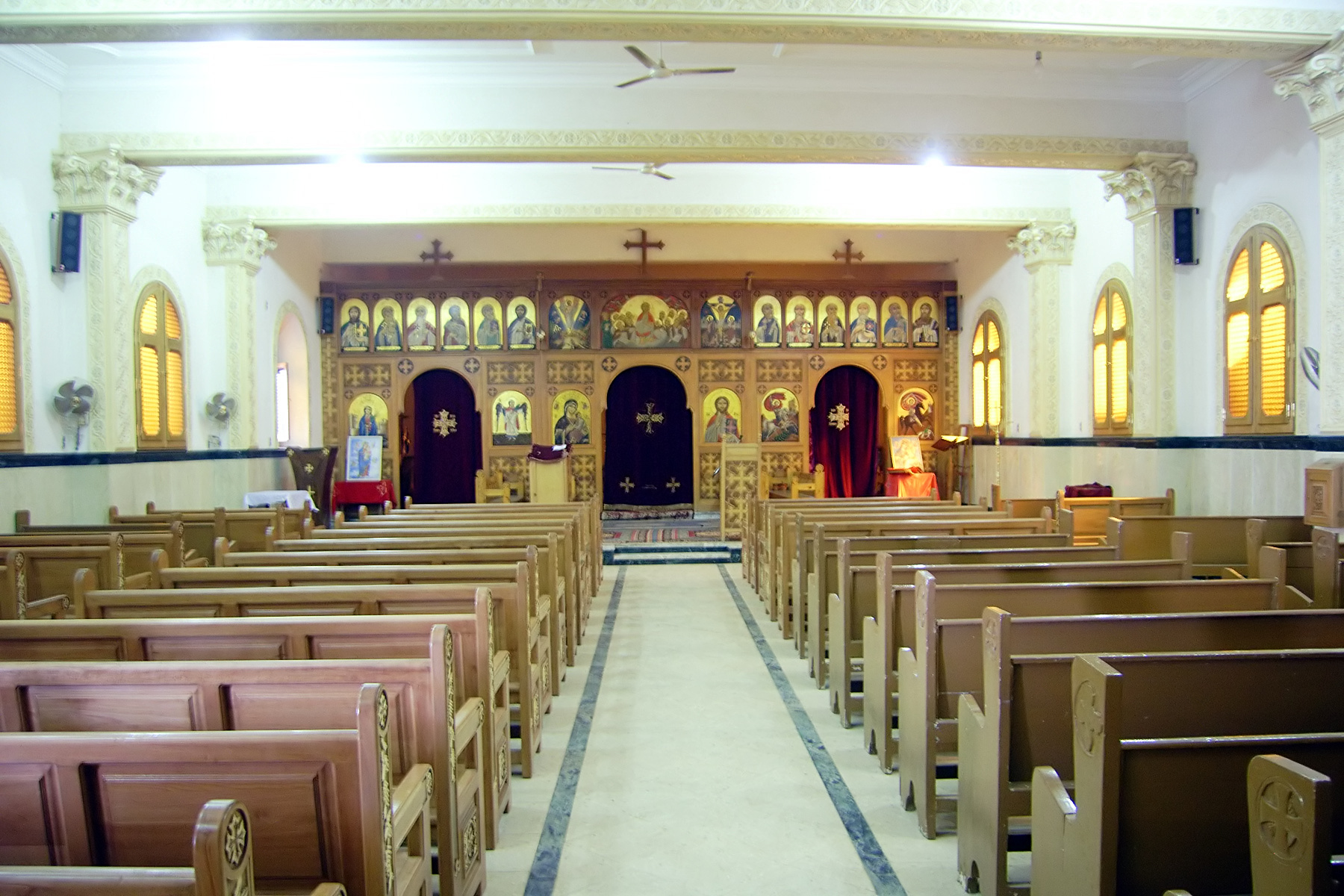
داخل كنيسة القديس أغسطين في الجيزة
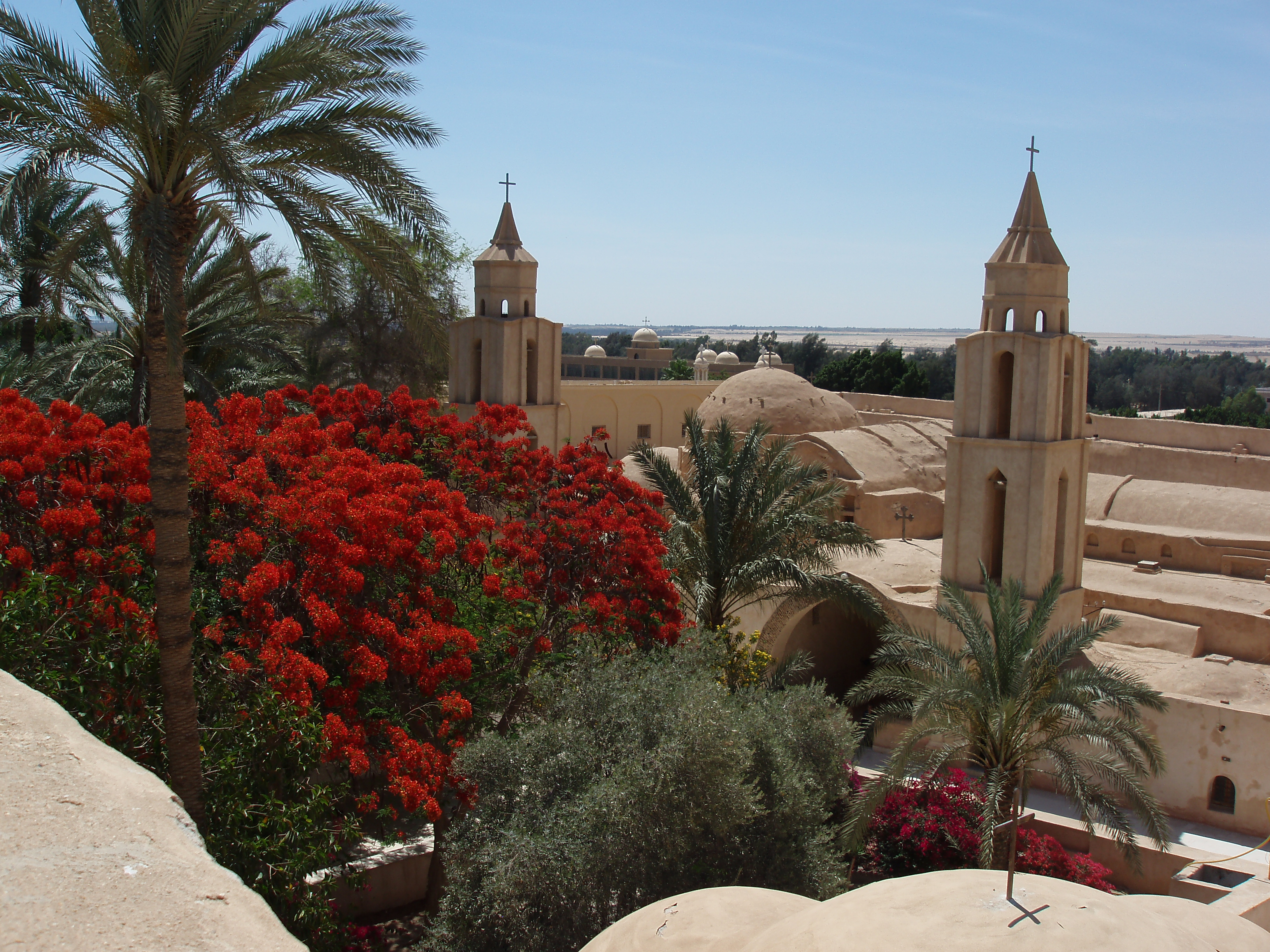
دير الأنبا بيشوي في وادي النطرون